# Списак епизода серије Бекство из затвора
Бекство из затвора је америчка драмска криминалистичка ТВ серија премијерно приказана на Фоксу (29. августа 2005. године). Серија је истовремено емитована на каналу Глобал у Канади, али и у десетинама других земаља широм света. Произвела ју је Adelstein-Parouse Productions, у сарадњи с мрежама Rat, Original и 20th Century Fox. Радња се врти око два брата: Мајкла Скофилда (Вентворт Милер) и Линколна Бароуза (Доминик Персел). У првој сезони, Линколн бива осуђен на смртну казну због злочина који није починио, након чега Мајкл намерно доспева у исти затвор у којем му брат чека извршење смртне казне, да би му помогао да побегне. Радња друге сезоне се фокусира на хватању затворских бегунаца, док трећа сезона приказује Мајклове покушаје бега из једног панамског затвора. У четвртој сезони, завера која је сместила Линколна у затвор се открива и скоро сви добијају оно чему су тежили. У петој сезони се изводи највеће, последње бекство: избављење Мајкла из јеменског затвора.
Снимљено је укупно 90 епизода Бекства из затвора, уз још четири посебне епизоде о самом прављењу серије. Прва сезона је емитована од 29. августа 2005. до 15. маја 2006. године, с четири месеца паузе након Дана захвалности. Друга сезона, која је премијерно приказана 21. августа 2006. године, имала је сличан распоред као и прва, иако је пауза била нешто краћа. Након осмонедељног прекида, друга сезона се наставила 22. јануара 2007. године, те приказивала до 2. априла исте године. Трећа сезона је почела 17. септембра 2007. године, а емитовано је само осам епизода, након чега је уследила пауза током божићних празника, те штрајк 2007. године (енгл. 2007–2008 Writers Guild of America strike). Емитовање је настављено 14. јануара 2008. године, те је приказано преосталих пет епизода треће сезоне. Емитовање четврте сезоне (која има 24 епизоде) почело је у септембру 2008. године, потом заустављено у децембру исте године, а онда настављено 17. априла и завршено 15. маја 2009. године. Пета сезона почела је да се емитује 4. априла 2017. године, а последња епизода најкраће сезоне (9 епизода) и саме серије била је приказана 30. маја 2017. године.
Прве четири сезоне Бекства из затвора пуштене су у продају на ДВД-у (у тзв. ДВД регијама 1, 2 и 4), уз поједине сезоне такође објављене и на Блу-реју. Сваки ДВД комплет садржи све епизоде из одређене сезоне у електронском формату, те посебну одговарајућу епизоду о снимању (с коментарима глумаца и екипе, профилима различитих делова серије, као што је Државни затвор „Фокс ривер” или тетоважа, и сл.). Серијал је такође доступан онлајн, укључујући Ајтјунс, Амазон инстант видео и Нетфликс. Након премијере друге сезоне Бекства из затвора, Фокс је почео онлајн стриминг епизода из претходне недеље, иако је гледање овог садржаја у САД првобитно било забрањено.

## Преглед серије
| Сезона | Сезона | Епизода | Премијерно емитовање | Премијерно емитовање | Излазак ДВД и Блу-реј издања | Излазак ДВД и Блу-реј издања | Излазак ДВД и Блу-реј издања | Излазак ДВД и Блу-реј издања |
| Сезона | Сезона | Епизода | Почетак емитовања    | Завршетак емитовања  | Регија 1                     | Регија 2                     | Регија 4                     | Блу-реј                      |
| ------ | ------ | ------- | -------------------- | -------------------- | ---------------------------- | ---------------------------- | ---------------------------- | ---------------------------- |
|        | 1      | 22      | 29. август 2005.     | 15. мај 2006.        | 8. август 2006.              | 18. септембар 2006.          | 12. септембар 2006.          | 13. новембар 2007.           |
|        | 2      | 22      | 21. август 2006.     | 2. април 2007.       | 4. септембар 2007.           | 20. август 2007.             | 19. септембар 2007.          | Н/Д                          |
|        | 3      | 13      | 17. септембар 2007.  | 18. фебруар 2008.    | 12. август 2008.             | 19. мај 2008.                | 3. децембар 2008.            | 12. август 2008.             |
|        | 4      | 24      | 1. септембар 2008.   | 15. мај 2009.        | 2. јун 2009.                 | 6. јул 2009.                 | 15. јул 2009.                | Н/Д                          |
|        | 5      | 09      | 4. април 2017.       | 30. мај 2017.        | 27. јун 2017.                | ?                            | ?                            | 27. јун 2017.                |

## Епизоде

### 1. сезона (2005—2006)
| Бр. еп. (укупно) | Бр. еп. (у сезони) | Наслов      | Режисер                | Сценариста                                                     | Премијера           | Прод. код | Гледаност у САД (милиони) |
| --- | ------------------ | ----------- | ---------------------- | -------------------------------------------------------------- | ------------------- | --------- | ------------------------- |
| 1 | 1                  |             | Брет Ратнер            | Пол Шеринг                                                     | 29. август 2005.    | 1AKJ79    | 10,51                     |
| Мајкл Скофилд, у недостатку других опција и мањку времена, врши оружану пљачку банке и намерно завршава у Државном затвору „Фокс ривер” (у близини Чикага, Илиноис). Ово представља само део разрађеног плана, којим он жели да избави свог брата — Линколна Бароуза (којем прети извршење смртне казне за злочин који није починио) — а у чију је невиност сигуран. Мајкл упознаје свог цимера Фернанда Сукреа, који га води у обилазак затвора и упознаје с „правилима” и „режимом”. Мајкл успева да се придружи „Затворској индустрији” (енгл. PI), коју води Џон Абруци, те упознаје затворску докторицу Сару Танкреди, коју покушава да заведе. Управник „Фокс ривера”, Хенри Поуп, пита Мајкла да ли би могао да му помогне да доврши израду макете Таџ Махала, коју прави за своју жену како би напокон обележили годишњицу брака. Мајкл се нађе с Линколном, те му открива своје мистериозне тетоваже које представљају архитектонске нацрте „Фокс ривера”. |                    |             |                        |                                                                |                     |           |                           |
| 2 | 2                  |             | Мајкл В. Воткинс       | Пол Шеринг                                                     | 29. август 2005.    | 1AKJ01    | 10,51                     |
| У „Фокс риверу” избијају расни нереди између белачких и црначких затвореника. Мајкл покушава да остане неутралан, али се то чини немогућом мисијом. Он долази у посед кључа инбуса (енгл. Allen key/wrench), који му је неопходан за одшрафљивање ћелијског клозета. После избијања нереда, шеф банде белаца — Теодор „Ти-Бег” Бегвел — мисли да је Мајкл убио једног од његових пријатеља, због чега му Мајкл постаје мета. Бенџамин Мајлс „Стотка” Френклин, који има добре везе унутар затвора, Мајклу набавља дрогу PUGNAc, која му помаже у одржавању нивоа глукозе у крви на високом нивоу. Ово му омогућава да докторици Сари Танкреди докаже да је дијабетичар, те да настави да је редовно посећује како би примао дозе инсулина. Наиме, Мајкл жели да проводи што више времена у амбуланти, за коју сматра да је најслабија сигурносна карика целог затвора, и коју намерава да искористи као главну просторију током бекства. На крају епизоде, Абруци хвата Мајкла у заседу те га мучи, како би му овај одао информације о цинкарошу (Ото Фибоначи) који је полицији пријавио Абруција због чега је он и доспео у затвор. У међувремену, Линколнова адвокатица и бивша девојка — Вероника Донован — проналази доказе за које се чини да доказују да Линколн заиста јесте убио потпредседничиног брата (Теренс Стедман) за што га се и терети. |                    |             |                        |                                                                |                     |           |                           |
| 3 | 3                  |             | Бред Тарнер            | Мајкл Павон                                                    | 5. септембар 2005.  | 1AKJ02    | 8,49                      |
| Након што успе да се извуче из Абруцијеве заседе са само одсеченим ножним прстом, Мајкл одлучи да је потребно да тестира свог цимера Сукреа, како би се уверио да он може да неупитно чува план за бекство у тајности. Сукре пролази Мајклов тест, али одбија да учествује у бекству, што успорава Мајклов план. Ти-Бег жели да се освети Мајклу за то што је — наводно — „изневерио белачку популацију” док Абруци покушава да дође до Фибоначијеве локације помажући Мајклу, уместо да га напада. Вероника ступа у контакт са женом која тврди да има информације о убиству Стедмана, али ову жену — на захтев потпредседнице САД Керолајн Рејнолдс — убија агент Тајне службе, Пол Келерман. |                    |             |                        |                                                                |                     |           |                           |
| 4 | 4                  |             | Мет Ерл Бизли          | Мет Олмстед                                                    | 12. септембар 2005. | 1AKJ03    | 9,15                      |
| Мајкл се налази пред тешким препрекама, од којих је засигурно највећа његов нови цимер, Чарлс „Шашави” Патошик. Током рутинског прегледа у амбуланти, Мајкл сусреће Шашавог који бива очаран његовим тетоважама и тражи да их види у целости, чиме почиње да открива тајну која стоји иза њих. Кад Сукре открије да се његов рођак Ектор Авила занима за његову заручницу, он одлучује да се укључи у бекство како би спречио могући распад везе. Након што изложи свој нови проблем с цимером Џону Абруцију, Мајкл (на свој начин) успе да врати Сукреа назад у ћелију, те њих двојица — заједно са Абруцијем — почињу план с пробијањем зида иза затворског клозета и кородирањем цеви испод амбуланте (за то им послужи Мајклово познавање хемије, од. део тетоваже ()1). У међувремену, Вероника Донован упознаје Ника Саврина, адвоката који јој говори да ће да јој пружи помоћ у даљој истрази. Агент Келерман сазнаје да је Мајкл доспео у „Фокс ривер” и уговара његов трансфер у други затвор за већ сутрадан, како би се спречила могућност да се Линколново погубљење избегне. 1 Ако се помешају сумпорна киселина (24), бакар-фосфат (3(4)2) и вода, добијају се фосфорна киселина (34) и бакар(II)-сулфат (4) уз извесну количину воде, који изазивају кородирање метала и слабљење његове структуре: . |                    |             |                        |                                                                |                     |           |                           |
| 5 | 5                  |             | Рандал Зиск            | Зек Естрин                                                     | 19. септембар 2005. | 1AKJ04    | 7,96                      |
| Након што открију његову повезаност с Линколном, агенти Пол Келерман и Дени Хејл желе Мајкла — по сваку цену — да преместе из „Фокс ривера”, и то уцењивањем управника Поупа. Мајкл сазива састанак с Линколном, Сукреом и Абруцијем, те их обавештава да је њихов следећи задатак да одаберу улицу којом ће да побегну након преласка зидина. У игри су три улице: Инглиш (енгл. English), Фиц (енгл. Fitz) и Перси (енгл. Percy); након изазивања узбуне и пењања на кров затвора, Мајкл види да ће улице Инглиш и Перси убрзо да буду преплављене полицијским аутомобилима, док улица Фиц остаје „чиста”, што је учини правим избором. Након надасве неугодне посете Келермана и Хејла, Поуп ипак одустаје од Мајкловог трансфера. У међувремену, Донован и Саврин настављају да проналазе доказе који би могли да ослободе Линколна; међутим, видео-трака која им је представљала једину наду мистериозно нестаје, након чега Донован посумња да Саврин ради против ње, тј. да је управо он украо траку. |                    |             |                        |                                                                |                     |           |                           |
| 6 | 6                  | (први део)  | Роберт Мандел          | Ник Сантора                                                    | 26. септембар 2005. | 1AKJ05    | 8,55                      |
| Након што је једва успео да избегне премештај, Мајкл наставља са својим планом за бекство. Из своје ћелије улази у зидине затворе и наилази на велики бетонски зид. Сукре му предлаже да искључивањем климе изазову праву побуну у затвору и натерају управника да прогласи „закључавање”, што би им дало више времена за копање рупе у зиду. Међутим, овај план креће низбрдо када Ти-Бег започне нереде незамисливих размера. Још горе, Ти-Бег и затворски чувар Хадсон откривају план за бекство, а Ти-Бег неупитно жели да се укључи и изађе ван. Он уцењује Мајкла и остале да ће да убије Хадсона ако га не приме у тим, иако они желе да га спрече у томе. Сарин живот бива угрожен након што затвореници затворског стационара започну своју побуну. Мајкл ово види преко сигурносних камера и одлучи да доведе свој план за бекство у питање, да би спасао Сару пре него што буде силована или убијена. Ван затвора, Саврин доказује адвокатици Донован да може да му се верује, након чега открива да је анонимни позив којим је пријављен Линколнов злочин и због којег је Линколн ухапшен дошао из Вашингтона. |                    |             |                        |                                                                |                     |           |                           |
| 7 | 7                  | (други део) | Верн Гилум             | Карин Ашер                                                     | 3. октобар 2005.    | 1AKJ06    | 9,48                      |
| Побуна у затвору се наставља. Док гувернер Френк Танкреди (отац др Саре) планира и настоји да изазове упад специјалаца у затвор, Мајкл — у последњи тренутак — кроз таваницу упада у амбуланту и спасава Сару од затвореника-силеџија и сигурне смрти. Они успеју да побегну из амбуланте, а након разговора у зидинама затвора с Мајклом, Сара излази на сигурно. Сукре и Абруци настављају с копањем рупе, те коначно успеју да се пробију кроз зид у канализационе цеви. Линколна напада затвореник Турк с намером да га убије (по заповеди која је дошла „споља”), али он ипак извлачи тањи крај и савлађује Турка. Ти-Бег и даље жели да убије чувара Боба Хадсона, у чему га Абруци спречава. Међутим, нетом после тога, Ти-Бег не могне да се одупре „природном нагону” и избоде Хадсона, који падне пред Чарлса Вестморланда, затвореника који ће такође да постане члан екипе. Вероника и Ник прате траг до Вашингтона, где примају телефонски позив с мистериозним гласом који им говори да су мртви. |                    |             |                        |                                                                |                     |           |                           |
| 8 | 8                  |             | Џејс Александер        | Моника Мејсер                                                  | 24. октобар 2005.   | 1AKJ07    | 10,12                     |
| Мајкл је у „Фокс риверу” већ три недеље и време је да се његов план убрза. Побуна је донекле помогла, али Линколново погубљење је заказано за само 17 дана, па треба да се ради што брже. Мајкл Сукреу и Абруцију објашњава план за бекство кроз канализационе цеви до излаза. Открива и да чувари седе управо изнад виталног дела руте за бег, па у екипу покушава да укључи и старца Вестморланда. У почетку он одбија да се прикључи, али након што му главни чувар Бред Белик убије мачку, он ипак одлучи да помогне; то ће да учини подметањем пожара у соби у којој бораве чувари и оптуживањем Белика за ову „незгоду”. Вероника и Ник за длаку избегну намештену експлозију, те се сакривају како би Келерман и Хејл мислили да су погинули. У међувремену, ови агенти убијају мајку и очуха Линколновог сина Ел Џеја, те га прогоне. Открива се да двојица агената (Келерман и Хејл) примају и извршавају заповеди од потпредседнице Сједињених Америчких Држава. |                    |             |                        |                                                                |                     |           |                           |
| 9 | 9                  |             | Мет Ерл Бизли          | Пол Шеринг                                                     | 31. октобар 2005.   | 1AKJ08    | 9,01                      |
| Под тушевима, Сет — цимер којег Ти-Бег злоставља — моли Мајкла за помоћ. Не желећи да изазове икакав даљи раздор у екипи која планира бекство, Мајкл не подузима ништа, на очигледно Ти-Бегово задовољство. Сет себи одузима живот пред Мајкловим очима... Вероника и Ник успеју да се домогну Линколновог сина Ел Џеја и да га заштите, тако што преваре Келермана и Хејла навођењем на погрешну локацију. После инцидента са Сетом, Ти-Бег „под зуб” узима следећу жртву, новог младог затвореника — Дејвида „Твинера” Аполскиса. Међутим, овог пута Мајкл истински жели да заштити Твинера од Ти-Бегове тортуре. У међувремену, план за бекство се доводи у опасност, када се Абруци посвађа с Филијем Фалзонијем који му прети да ће да изгуби повластице као што су вођство „Затворске индустрије” (предавање ове дужности неком другом затворенику). Стотка почиње да истражује своје сумње о Мајклу, а др Сара посећује Мајкловог психијатра (др Дејвид Џорџ Брајтон), који јој нерадо открива информације о свом бившем пацијенту (открива јој да Мајкл болује од ниске латентне инхибиције, те да је након губитка родитеља постао нешто попут „спасиоца”, који ће да угрози чак и сопствено здравље и живот како би помогао некоме), једином затворенику који је Сару успео да озбиљно заинтригира, али и да заведе. |                    |             |                        |                                                                |                     |           |                           |
| 10 | 10                 |             | Двајт Х. Литл          | Ник Сантора                                                    | 7. новембар 2005.   | 1AKJ09    | 8,06                      |
| Вероника, Ник и Ел Џеј бивају прогоњени од стране агента Квина, којег „Компанија” шаље да обави задатак за чије извршавање Келерман и Хејл нису били довољно способни, што се њима двојици — наравно — уопште не свиђа. Мајкл и његова група „одметника” наилазе на озбиљан проблем у плану за бекство: због Абруцијевог промашаја чуварска соба за одмор им је сада ван домашаја. Собу сада контролише нова радна екипа, након што је Белик предао задатак Абруцијевом противнику, Гасу Фиорелу. Како би повратили контролу над „Затворском индустријом”, Мајкл ће морати да ода информације о Фибоначију, које тражи Абруцијев човек „споља” — Фили Фалзони. Међутим, Мајкл Фазонија наведе на погрешан траг у Канади (Фибоначи се — у ствари — налази у Канзасу), где се он суочи с међународним оптужбама за нелегално поседовање оружја и кршење условне казне. Абруци поврати контролу над „Затворском индустријом”, а Стотка силом жели да се придружи екипи у бекству. |                    |             |                        |                                                                |                     |           |                           |
| 11 | 11                 |             | Хесус Салвадор Тревињо | Зек Естрин                                                     | 14. новембар 2005.  | 1AKJ10    | 9,58                      |
| Напетости у екипи се гомилају док планирају бекство. Полако настављају да копају под чуварске собе, али постаје очигледно како је њихов већ од пре нестабилан савез додатно уздрман доласком Стотке. Екипа за бекство и затворско особље бивају шокирани када открију да Мајкл има жену. Веома згодна Ника Волек (иначе проститутка коју је Мајкл оженио само како би могла да остане у САД, тј. како би јој пружио „зелену карту” за боравак) долази у брачну посету свом мужу, те му даје предмет који ће да помогне у бекству — кључну картицу која ће Мајклу омогућити да дође до својих личних ствари које су закључане у једној од просторија затвора. Нажалост, чувар Рој Гири је одмах по доласку Мајкла украо његов сат који он сада треба. Мајкл затражи помоћ од Твинера, који је џепарош и који може да му помогне да поврати сат. Вестморланд мења мишљење о бекству, након што чује да му ћерка умире. Агент Квин проналази Веронику, Ника и Ел Џеја, али они успеју умаћи; наиме, њих троје остављају „Компанијиног” агента Квина у бунару да умре, након чега га ту пронађу (али не и избаве) Келерман и Хејл. На крају, Мајкл свхаћа да има превише људи у екипи за бекство, те да се мора решити једног од њих. |                    |             |                        |                                                                |                     |           |                           |
| 12 | 12                 |             | Боби Рот               | Карин Ашер                                                     | 21. новембар 2005.  | 1AKJ11    | 10,08                     |
| Мајклов план лепо напредује, али чини се како ће да налети на озбиљне проблеме. Екипа за бекство је прихваћала нове чланове без размишљања, али Мајкл израчуна да када скину решетке с прозора амбуланте, неће да буде довољно времена да сви у екипи изађу. Тако тим одлучи да је сувишни члан Ти-Бег. Како год, он им говори да је ступио у контакт са особом која је ван затвора и да ако је не назове у одређеном временском року, та ће особа раскринкати целу екипу. Абруци одлучује да је потребно да се „уплаше” Ти-Бегови контакти, али овај план заврши лоше, након што они буду убијени. Абруци након тога планира убиство Ти-Бега, али током духовне кризе, ипак одлучи да га остави у животу, под условом да он одустане од бекства. Ово резултује тиме да Ти-Бег Абруцију жилетом пресече гркљан и остави га да умре. Вероника прима телефонски позив од агента Хејла, у ком јој он говори да „има одговоре” и да се жели наћи са њом, како би јој дао веома важне информације (што истински и жели да учини). Линколн мора да заустави чуваре од разоткривања плана, што за последицу изазове његово удаљавање од „опште популације”. |                    |             |                        |                                                                |                     |           |                           |
| 13 | 13                 |             | Санфорд Букстејвер     | Пол Шеринг                                                     | 28. новембар 2005.  | 1AKJ12    | 12,18                     |
| Вероника се састаје с Хејлом, а он јој говори шокантну вест — Теренс Стедман је још увек жив; међутим, пре него што јој да доказни материјал, Келерман ступа на сцену и убија Хејла, јер је овај желео да Вероники преда папире у којима се помиње и његово име као саучесника у великој намештаљци и другим незаконитим делима. У „Фокс риверу” проблем превеликог броја људи у екипи која спрема бекство се неочекивано решио: након сукоба с Ти-Бегом, Абруци — пререзаног грла — бива однесен на носилима у градску болницу. Међутим, Мајкл се суочава с новим потешкоћама; Линколн је због своје напрасне и веома нагле нарави завршио у самици, где ће да проведе своје последње сате. Мајкл одгађа бекство због брата којег не може да остави ни по коју цену. Насрећу, како Мајкл увек има неки план, он Линколну потајно пошаље пилулу која изазове ефекат тровања храном. Тако Линколн, трпећи несносне болове, бива послат у амбуланту, једну од кључних локација бекства. Нажалост, с друге стране, у ноћи бекства затвор је заменио кородирану цев. Ово екипи тешко пада, јер немогућност одваљивања цеви значи да цели досадашњи план пада у воду и да бекство неизбежно мора да буде прекинуто. |                    |             |                        |                                                                |                     |           |                           |
| 14 | 14                 |             | Кевин Хукс             | Мет Олмстед                                                    | 20. март 2006.      | 1AKJ13    | 9,28                      |
| Када у последњи час — због препреченог приступа амбуланти — први покушај бекства пропадне, затворенике ужасне сасвим реална могућност да би сав њихов труд могао да буде узалудан. Почиње права трка с временом; преостало је само 16 сати до момента када је заказано Линколново смакнуће. Мајкл одлучи покварити електричну столицу, од. убацити пацова у струјно коло на које је прикључена столица, како би изазвао кратки спој. Међутим, Белик је један корак испред: он држи Твинера у шаци, док је овај у дилеми да ли да изда Мајкла и његов план с пацовом те себи осигура боље услове и заради Беликову наклоност, или да — што је ипак и даље могућно — побегне. Мајкл преклиње Сару да замоли свог оца, гувернера Илиноиса, да поново прегледа Линколнов случај, али ово не успева јер он у ствари ради за потпредседницу Рејнолдс. У ноћи у којој би Линколн требало да буде погубљен, Мајкл и Вероника се поздрављају са њим, а он бива послат на столицу. |                    |             |                        |                                                                |                     |           |                           |
| 15 | 15                 |             | Фред Гербер            | Ник Сантора                                                    | 20. март 2006.      | 1AKJ14    | 10,07                     |
| Линколн је на електричној столици, а остало је још само неколико минута пре смакнућа. Док гледа по просторији за посетиоце, Линк уочава још једно познато лице које није очекивао — свог оца Алда Бароуза, с којим и није имао баш најбоље односе. Одједном се поступак смакнућа прекида, а управник Поуп објашњава да је цели процес одгођен због појављивања нових доказа. Ник и Вероника ексхумирају „Стедманово” тело, али анализом отиска зуба (које је пре сахране „Компанија” наместила, од. човеку који је у гробу усадила Стедманове зубе) откривају да то — уистину — и јесте био Стедман, а не неко други. С додатних неколико недеља, Мајкл сада може да настави с развијањем плана за бекство. План Б је да се са униформом чувара коју је добио из затворског вешераја, ушуња у затворску лудницу непримећен, да би пронашао цеви које ће екипу довести до амбуланте. Како год, на свом путу назад, да се не би одао приморан је да опече леђа, а др Сара у његовој рани пронађе делиће стражарске униформе. Штавише, опеклина му је уклонила део тетоваже који је виталан за план бекства. |                    |             |                        |                                                                |                     |           |                           |
| 16 | 16                 |             | Грег Јејтејнес         | Зек Естрин                                                     | 3. април 2006.      | 1AKJ15    | 8,10                      |
| Радња ове епизоде је смештена у временски период Мајкловог одрастања, неколико година пре доласка у „Фокс ривер”, те се откривају догађаји у животима многих главних ликова и о томе како су их „погрешне” животне одлуке довеле до њихових затворских казни. Главни заплет епизоде се врти око намештаљке убиства због којег је Линколн затворен и око одлука Мајкла да спасе свог брата. Сазнаје се да се Линколн и Мајкл нису баш најбоље слагали. Линколн је био дужан 90 хиљада долара, али ускоро открива да је његов дуг „откупила” особа која се зове Бо. Сазнаје се и да је Линколн Мајклу платио школарину за универзитет, што га је учинило угледним грађанином. Такође се открива да је др Сара била наркоманка, да је Сукреа у оружаној пљачки мале продавнице оцинкао његов рођак Ектор јер је и он био заљубљен у Сукреову девојку Марикруз, да је Стотка нечасно отпуштен из војске након што је пријавио кршење поступака у третирању затвореника у Кувајту, те да се Ти-Бег виђао са Сузан Холандер која је на крају открила ко је у ствари Ти-Бег (силоватељ и убица, један од најтраженијих у држави) и која га је предала властима. |                    |             |                        |                                                                |                     |           |                           |
| 17 | 17                 |             | Гај Ферланд            | Карин Ашер                                                     | 10. април 2006.     | 1AKJ16    | 8,12                      |
| У потрази за информацијама о „Компанији”, Ник и Вероника узимају Квинов мобилни телефон, где Ел Џеј проналази доказе који се тичу Келермана. Он проваљује у његову кућу како би му се осветио за мајчину смрт, али бива ухапшен пре него што успе да га убије. Мајклу и његовој екипи која планира бекство ништа не иде по плану. Мајкл је послат у самицу, након што није успео дати одговор на Поупова питања о опекотини. С потпуно спаљеном тетоважом која је приказивала алтернативну руту бекства, Мајкл се покушава присетити архитектонских планова за психијатријски одел. Без њих неће успеи пронаћи пут до амбуланте. Сукре је приморан да се ушуња у просторију у којој се одмарају чувари, како би осигурао да рупа остане неоткривена. Међутим, он бива ухваћен при повратку назад, с тим да чувари ипак не сазнају за план бекства. Након што постане потпуно бескористан Белику, Твинера преместе у ћелију са силеџијом Авокадом. На крају, Мајкл одглуми нервни напад како би доспео у лудницу, те добио помоћ од свог бившег цимера Шашавог, који би се могао присетити тетоваже коју је видео и која га је фасцинирала. Након што му то пође за руком, он наилази на непремостиву препреку — социопат каже да се уопште не сећа нити самог Мајкла. |                    |             |                        |                                                                |                     |           |                           |
| 18 | 18                 |             | Џејс Александер        | Ник Сантора & Карин Ашер                                       | 17. април 2006.     | 1AKJ17    | 8,18                      |
| Мајкл покушава да пронађе начин како да га се Шашави сети; идеја је да га тера да неколико пута испљуне своје лекове, како би они престали деловати и омогућили му „нормално деловање”. Ускоро, Шашави се присети свега и нацрта део слагалице који недостаје, али Мајклу жели да га преда само ако овај одлучи да га укључи у план. У међувремену, сада када је Мајклова ћелија празна, тим за бекство ради на томе како да добије новац којим ће откупити ћелију, пре него је Гири прода неком другом затворенику. Они — првенствено захваљујући Ти-Бегу — победе илегалну партију покера, у чему им је такође од користи био и Стотка. Гири узима њихов новац, али их шокира када им каже да је ћелија већ продата. Екипа га затим оптужи за повређивање Мајкла, од. наношење опеклине, након чега он бива отпуштен из затвора. Након што је Ел Џеј ухапшен, Линколн добија дозволу да га посети. Међутим, транспортни комби на путу излеће с цесте, преврће се и долази до озбиљне саобраћајне несреће. |                    |             |                        |                                                                |                     |           |                           |
| 19 | 19                 |             | Серђо Мимица-Гецан     | Телевизијска драма: Зек Естрин & Мет Олмстед Прича: Пол Шеринг | 24. април 2006.     | 1AKJ18    | 8,63                      |
| Након кратке угодне вожње изван „Фокс ривера”, Линколнов пут да посети свог сина се претворио у ноћну мору. Збуњено долазећи свести након саобраћајне несреће, Линколн угледа Келермана који га хвата за врат и почиње да гуши. Линколна спасава његов давно изгубљени отац Алдо. Алдо му открива разлоге и целу причу о томе како му је — и зашто баш њему — намештено убиство Стедмана. Нажалост, власти и Келерман их траже. Келерман успе да ступи на сцену први, те — након што се сусретне с Линколном — одједном угледа Белика како долази наоружан да улови Линколна. Келерман је приморан да одустане, те бежи. Вероника проналази доказ у Квиновом мобилном телефону, који је води у приватну резиденцију у Блекфуту (Монтана). У „Фокс риверу” Мајклу је потребан кључ амбуланте како би комплетирао план за бекство, али му не полази за руком да га украде од др Саре. Он одлучи да пита девојку Нику за помоћ, али док је успео да направи копију кључа, Сара је схватила да је Ника преварила и да јој је украла кључеве како би их дала Мајклу. Она наручи мењање браве, што успори Мајклов план. Твинер се упознаје са планом за бекство, те говори Белику све детаље. Белик проналази рупу у просторији у којој се одмарају чувари. |                    |             |                        |                                                                |                     |           |                           |
| 20 | 20                 |             | Боби Рот               | Зек Естрин                                                     | 1. мај 2006.        | 1AKJ19    | 8,54                      |
| Белик открива рупу у поду чуварске собе. Међутим, он не стигне ништа подузети, јер се појављује Вестморланд који га напада лопатом. Вестморланд успе савладати Белика, али при том задобије озбиљну повреду. Бегунцима је остало још неколико проблема који треба да се реше, а највећи је то што је Линколн под 24-сатном стражом, но Мајкл је уверен да је све уреду. Због откривања плана, тим мора да побегне још вечерас. Без много времена и алтернатива, Мајкл је принуђен да директно укључи др Сару у бекство, те је пита да ли може да му остави врата амбуланте откључана. Твинер се придружује екипи. Вероника планира одлазак у Блекфут, али је зауставља Ник, тако што упери пиштољ у њу. Мајклу је такође потребна и Поупова помоћ, па одлучи срушити модел Таџ Махала, како би га Поуп позвао у свој уред да га поново сагради. |                    |             |                        |                                                                |                     |           |                           |
| 21 | 21                 |             | Дин Вајт               | Мет Олмстед                                                    | 8. мај 2006.        | 1AKJ20    | 9,13                      |
| Управник Поуп је мислио како се између њега и Мајкла развило пријатељство, али се изненади када му он прислони нож уз грло и најави да бежи из затвора. Мајкл од управника захтева премештање Линколна из самице у амбуланту, након чега га онесвести и сакрије у ормар. Преостало је још само сат времена пре следећег пребројавања, што значи да је време за бекство минимално. Ник одлучује да пусти Веронику да побегне, те је пошаље у Блекфут, али — када се врати у стан — ту га сачека Абруцијев човек, који потом убија и Ника и Никовог оца који је ту живео. Мајкл и његова екипа почињу бекство кроз рупу иза клозета Мајклове ћелије, током времена када је затвореницима допуштен боравак ван ћелија. Тако пролазе кроз двориште психијатријског одела, прерушавају се у пацијенте затворске луднице, те долазе до амбуланте. Како год, Шашави се ипак придружи тиму, а Вестморланд се сруши због повреде коју му је нанео Белик. Пре него што умре, он Мајклу саопшти где је сакрио својих пет милиона долара које је опљачкао пре доласка у затвор. Мајкл, Линколн, Абруци, Шашави, Стотка, Ти-Бег, Твинер и Сукре успеју да побегну из „Фокс ривера”. |                    |             |                        |                                                                |                     |           |                           |
| 22 | 22                 |             | Кевин Хукс             | Пол Шеринг                                                     | 15. мај 2006.       | 1AKJ21    | 10,24                     |
| Иако су успешно прешли зидове „Фокс ривера”, није сасвим сигурно да ће свим бегунцима поћи за руком да умакну полицији. Наиме, након што су чувари пронашли свезаног управника Поупа у његовом уреду, истог тренутка бива подигнута општа узбуна, а затвором завлада хаос јер се остали затвореници радују што је барем неко „изашао”. Белик је пронађен и жељан је освете. Сада кад су ван зидина затвора, Мајкл, Линколн, Сукре, Абруци, Ти-Бег, Твинер, Шашави и Стотка се утркују са властима, које им се све више приближавају. Потпредседница Керолајн Рејнолдс бива напуштена од стране „Компаније”, па одлучи да ствари узме у своје руке; она наручује убиство председника како би могла преузети овај положај који је сада од пресудне важности. Вероника долази у Монтану и проналази доказ који ће показати да Линколн заиста јесте невин: у великој кући налази веома „живахног” Теренса Стедмана. У комбију којим се превозе бегунци, а који им је омогућио Абруци, Ти-Бег се одлучује „осигурати” од осталих бегунаца (нарочито Абруција) који би га желели видети мртвог; то учини тако што се лисицама веже за Мајкла. Убрзо после тога, након што нико не успе да прекине лисице и ослободи Мајкла, Абруци Ти-Бегу — на запрепаштење свих осталих — одсеца руку, те га затим сви напуштају. Твинер и Шашави се такође одвајају од тима и бивају препуштени сами себи. Међутим, авион који је Абруци наручио одлази пре времена, а бегунци остану на аеродрому без икакве заштите. Обруч око њих се све више стеже, а они су приморани да беже директно испред полицијских патрола у једној од највећих потера у држави икада. |                    |             |                        |                                                                |                     |           |                           |

### 2. сезона (2006—2007)
| Бр. еп. (укупно) | Бр. еп. (у сезони) | Наслов | Режисер            | Сценариста                 | Премијера           | Прод. код | Гледаност у САД (милиони) |
| --- | ------------------ | ------ | ------------------ | -------------------------- | ------------------- | --------- | ------------------------- |
| 23 | 1                  |        | Кевин Хукс         | Пол Шеринг                 | 21. август 2006.    | 2AKJ01    | 9,37                      |
| Осам сати након што су побегли из „Фокс ривера”, Мајкл, Линколн, Сукре, Стотка и Абруци упућују се ка Освигу (Илиноис), где треба да узму нову одећу и припреме се за пут у Јуту по Вестморландов новац. У току вожње Мајкл жали за тим што је увукао др Сару Танкреди у целу причу о бекству, а напетости између чланова екипе све више расту. Специјалном агенту ФБИ-ја — веома способном Александру Махону — додељује се задатак хватања „Осморке из ’Фокс ривера’”. Ти-Бег проналази прву помоћ за своју одрезану руку, док др Сара — након што се опорави од предозирања морфином — бива саслушавана од стране ФБИ-ја, јер је бегунцима оставила откључана врата амбуланте затвора. Адвокатица Вероника Донован сазнаје да је Теренс Стедман већ дужи период времена заробљен на приватном имању, на које — међутим — убрзо пристижу „Компанијини” агенти, који потом Веронику немилосрдно убијају. Ти-Бег посећује ветеринарску клинику доктора Марвина Гудата, од кога захтева наизглед немогуће: од ветеринара тражи да му пресади скоро одумрлу руку коју му је одрезао Абруци, а коју је донео у кутији с ледом где се одржавала у животу. |                    |        |                    |                            |                     |           |                           |
| 24 | 2                  |        | Боби Рот           | Мет Олмстед                | 28. август 2006.    | 2AKJ02    | 9,44                      |
| Путеви Мајкла и Линколна и њихових пријатеља Сукреа, Стотке и Абруција се разилазе, а браћа се хватају задатка спасавања Линколновог сина Ел Џеја од изручења у затвор. Међутим, након борбе у лифту (светски познатог произвођача Отиса) агенту Махону пође за руком осујећивање Мајклова плана; Линколн бива погођен у ногу, а Ел Џеј послат у притворни центар у Аризони. Белик и управник Поуп се суочавају са саслушањем због својих улога у бекству; власти донесу одлуку да би Поуп требало да буде суспендован на одређено време, али он даје отказ, док је Белик такође отпуштен због незаконитог поступања са затворским осуђеницима, чему битно доприноси његов стари пријатељ Гири кога је Белик изневерио када је овај наишао на проблеме са управом (у вези с крађом Мајкловог сата и других ствари осуђеника). Твинеру искрсне погодан превоз од стране младе студентице Дебре Џин Бел, која се — као и он — упутила према Јути. Након што неким чудом успе да пришије Ти-Бегу његову одсечену руку, др Гудат то плаћа својим животом, а Ти-Бег — пошто украде докторов ауто — креће у Јуту у потрагу за Вестморландових пет милиона. |                    |        |                    |                            |                     |           |                           |
| 25 | 3                  |        | Брајан Спајсер     | Зек Естрин                 | 4. септембар 2006.  | 2AKJ03    | 9,29                      |
| Мајкл и Линколн по помоћ одлазе Мајкловој девојци Ники, након чега одлуче лажирати своју смрт како би се — барем накратко — решили агента Махона и полиције. То учине тако што исценирају саобраћајну несрећу, што је Мајкл имао у плану још пре доласка у „Фокс ривер”. При истраживању места несреће, Махон случајно помене Оскара Шелса, јединог бегунца за кога се верује да Махон није могао да улови. Махон постаје све више узнемирен, те због стреса гута неколико пилула које од осталих сакрива у својој оловци. Без обзира на то што знају да су им породице праћене од стране полиције, Сукре и Стотка се не могу одупрети а да не потраже своје ближње: Сукре покушава да дође до своје девојке Марикруз, а Стотка је у потрази за својом женом Кејси и ћерком Диди. Сара бива ухапшена због пружања помоћи бегунцима „Фокс ривера”, али њен отац Френк Танкреди реши да повуче одређене везе, те плаћа кауцију и ћерки наређује да свакодневно посећује састанке које организује удружење наркомана Narcotics Anonymous. Белик је остао без посла, па у очају одлучи да је следећи потез хватање бегунаца и освајање награде коју држава даје за сваког испорученог одметника. Он одлази у посету једном од затвореника „Фокс ривера”, који је такође био у тиму који је планирао бекство, али није успео да пређе затворски бедем; Манч Санчез из страха Белику одаје информације које могу да га одведу право до Мајкла и Линколна, а преко њих — и до Вестморландових пет милиона долара. Белик и Гири успеју да се спријатеље, те — сада удружени и жељни освете — полазе у лов на браћу. |                    |        |                    |                            |                     |           |                           |
| 26 | 4                  |        | Боби Рот           | Ник Сантора                | 11. септембар 2006. | 2AKJ04    | 8,96                      |
| Белик и Гири хватају Мајкла, Линколна и Нику. Белик говори Мајклу да и он зна све о новцу који је Вестморланд сакрио у Јути, те да им се придружује на путу тамо. Абруци је одлучан у намери да се освети пређашњим доушницима из мафије коју води (првенствено Фибоначију), али Махон му се све више приближава. Након што му ФБИ припреми замку, Абруци — не желећи да клекне пред полицију — бива изрешетан од стране специјалаца предвођених Махоном. Махон сазнаје да су Мајкл и Линколн живи, а Келерман покушава лажно да се спријатељи са Саром тако што се укључи у удружење наркомана и претвара да је зависник Ленс. Странац Џери Кертин са својом ћерком Данијел нуди превоз Бегвелу (који се представља као Клајд Меј), након што је овај обавио неугодан разговор с полицијом, из чега се ипак извукао, али без Гудатовог аута. Џери ово добронамерно дело на крају — због тога што види Ти-Бега „преблизу” своје ћерке и покуша да убије — плаћа својим животом. Твинер је с Дебром и даље на путу за Јуту, али не иде баш све онако како су планирали. Браћа успеју да преваре Белика и Гирија, украду им ауто, те наставе са провођењем плана о проналаску пет милиона. Махон постаје опсесивно заинтригиран Мајклом, те све теже успева да се исконтролише. |                    |        |                    |                            |                     |           |                           |
| 27 | 5                  |        | Питер О’Фалон      | Карин Ашер                 | 18. септембар 2006. | 2AKJ05    | 9,55                      |
| Махон се заинтересује за пет милиона долара које је опљачкао тзв. Д. Б. Купер, који је у „Фокс риверу” био затворен под именом Чарлс Вестморланд. Дебра сазнаје да је Твинер један од најтраженијих у земљи, па је он напушта и упућује се према Туелеу (Јута), где се налази новац. Стотка при „шверцовању” у возу који вози кроз Грин Ривер (Вајоминг) у истом смеру успева да пронађе локацију „К. К. ранча”, на ком би требало да буде закопани новац, али наилази и на проблеме који су већи од предвиђених. Након што су побегли од Белика и Гирија, Мајкл и Линколн су такође у потрази за ранчем на ком је Вестморланд закопао украдени новац. Они намеравају да у општини пронађу ранч имена „Карл Кокосинг”, али пошто виде да је мапа баш овог ранча (бр. 1213) искинута из катастарске књиге, схвате да је их је неко предухитрио. Браћа потом сусрећу Твинера, који им говори да је Ти-Бег у поседу мапе ранча помоћу које ће лоцирати новац. Ова тројка проналази Ти-Бега, али он упамти детаље мапе и поједе је, након чега уцењује екипу да га одвезе до ранча у замену за одавање локације, те да се тамо изврши равномерна расподела новца. Сукре је сазнао како Марикруз намерава да се уда за Ектора у Лас Вегасу, те одмах креће тамо да би је спречио у овој накани, што му донекле и успева. Келерман наставља да обмањује Сару, а Махоне добија важну пошиљку. Након што стигну на жељену локацију, Мајкл, Линколн и Ти-Бег се шокирају када виде да је цело место за које су очекивали да ће да буде напуштена равница — у потпуности изграђено. Силос испод ког би требало да буде закопани новац више не постоји, већ се на том месту налазе куће новоградње. |                    |        |                    |                            |                     |           |                           |
| 28 | 6                  |        | Ерик Ланевил       | Моника Мејсер              | 25. септембар 2006. | 2AKJ06    | 8,41                      |
| Мајкл, Линколн, Ти-Бег и Твинер су у потрази за Вестморландовим новцем. Бегунци успеју да нађу силос у ком је закопано благо, али њихово је разочарење огромно када виде да је силос поплочан. Наиме, темељи силоса се налазе испод једне од оближњих кућа. Након што саботирају довод струје, чланови екипе уверавају власника куће — згодну средовечну удовицу Џенет Овенс — да долазе из електродистрибуције како би извршили поправак. Махон стиже у Јуту и хвата Твинера ког је екипа послала да наточи бензин (Твинеру је ово био други пут да иде у центар града, јер је први пут „забрљао” и направио неред у пољопривредној апотеци из које је само требало да донесе алат за копање; наиме, након што га је власник Вуди препознао на потерници, једино што је Твинеру преостало је то да Вудија онесвести, свеже и сакрије у ормар продавнице баштенског алата, што је Махону увелико олакшало посао). Мајклу, Линколну и Ти-Бегу неочекивано се још придружују Сукре и Стотка. Шашави се појављује у Висконсину, где упада у кућу слепе старице, у којој на зиду угледа идиличну слику ветрењаче која му се изузетно допадне, после чега пожели да отплови у Холандију. Гувернер Танкреди угледа Келермана у Згради владе САД, те се сети да је пре неки дан истог човека видео код Саре у кући, када јој је он — као пријатељ из удружења за одвикавање — био у гостима. Он је упозори да се држи подаље од Келермана, јер би иначе било какав контакт са њим могао скупо да је кошта. Сара бива веома изненађена када Келермана — убрзо након упозорења оца ком и није баш најбоље веровала — „сасвим случајно” сусретне у супермаркету. Екипа у Џенетиној кући је увелико отпочела с копањем пода, али се сви изненаде а радови прекину када се на вратима појави згодна полицајка. |                    |        |                    |                            |                     |           |                           |
| 29 | 7                  |        | Серђо Мимица-Гецан | Сет Хофман                 | 2. октобар 2006.    | 2AKJ07    | 8,99                      |
| Испоставља се да је полицајка на вратима Џенетине куће заправо њена ћерка Ен, која одмах схвата да се у кући догађа нешто чудно. Џенет успева да се отргне из Ти-Бегових руку, те почиње да вришти. Након што екипа савлада Ен и веже је за столицу заједно са њеном мајком, Сукре сазнаје да је Ен у другом стању, те почиње да је штити. Пошто на вестима чује да је Ел Џеј — ког држе у притворном центру „Клиптон” у Кингману (Аризона) — ослобођен свих оптужби и да треба да буде пуштен у веома кратком временском року, Линколн напушта Мајкла да би отишао у потрагу за сином. Сара добија информацију да је кандидатура њеног оца за место потпредседника поништена, и то од стране председнице Керолајн Рејнолдс. Нетом после тога, Сара проналази свог оца обешеног у властитој резиденцији у Чикагу. Шашави планира да изгради сплав на ком би отпутовао у Холандију, те започео нови живот у ветрењачи. „Компанијин” агент Бил Ким објашњава Келерману да су Сара и гувернер разоткрили његов идентитет. Махон врши притисак на ухапшеног Твинера, од кога на све начине покушава да извуче информације о локацији браће и екипе. Твинер одлучи да не жели да изда тим и већ по ко зна који пут испадне цинкарош, те тако Махона одводи на погрешну локацију; он Махона одведе пред кућу девојке Дебре која му је омогућила превоз до Јуте, а којој жели да се по последњи пут извине за све неугодне ситуације у које је довео и да јој каже да може да очекује искрена писма из затвора. У Џенетиној кући, након што су пронашли пет милиона и расподелили их равномерно, чланови тима се шокирају када Сукре — држећи пиштољ уперен у све присутне — каже како жели да све благо узме себи. На крају, Махон по наређењу „Компаније” морадне да убије Твинера, што га доста погађа. |                    |        |                    |                            |                     |           |                           |
| 30 | 8                  |        | Винсент Мисијано   | Зек Естрин                 | 23. октобар 2006.   | 2AKJ08    | 8,53                      |
| Сукре узима сав новац и напушта Џенетину кућу, што приморава остале да крену свако својим путем. Међутим, Мајкл се потом поново сусреће са Сукреом, јер су се њих двојица — у ствари — претходно договорили да исценирају неочекивану крађу. Проблем настаје када Мајкл и Сукре у торби пронађу само хрпу старих књига, док је Ти-Бег на путу с Вестморландових пет милиона које је успео да замени са књигама и подвали Сукреу. Сукре сазнаје да се Марикруз није венчала са Ектором, те се након извесних проблема (у води га приклешти велики балван, након што је неспретно — бежећи од полиције — преко овог балвана претрчавао реку) растаје с Мајклом како би је пронашао. Белик и Гири сазнају да Ти-Бег има новац, па одуче да се упуте у лов на њега. Линколн се поново сусреће са Ел Џејом, док Сару посећује агент „Компаније” који је убио њеног оца, а сада жели да и њој науди. Линколн и Сара треба да се састану с Мајклом, а Махона истражује Унутрашња контрола због нејасноћа у вези Твинерове смрти. Открива се да је Махон унајмљен од стране „Компаније”, са задатком да убије „Осморку из ’Фокс ривера’”. Обруч око бегунаца се све више стеже. |                    |        |                    |                            |                     |           |                           |
| 31 | 9                  |        | Кевин Хукс         | Ник Сантора                | 30. октобар 2006.   | 2AKJ09    | 8,94                      |
| Мајкл одлази у ботаничку башту „Блендинг” у Јути да би ископао нешто што је тамо давно оставио, али га нападну федерални агенти. Ти-Бег је стигао у Трибјун (Канзас), те на аутобуској станици закључава Вестморландов новац у ормарић за складиштење приватних ствари, а потом одлази у потрагу за својом бившом Сузан која га је пријавила полицији. Када дође у кућу из које се Сузан одселила, Белик и Гири га дочекају у заседи, те муче како би им открио локацију торбе с новцем. Сара дешифрује Мајклову кодирану поруку, те сазнаје локацију на којој треба да се нађе са њим. Хотел у ком треба да се састану је под пратњом агената Келермана и Махона. Мајкл у међувремену посећује Махонову бившу жену Памелу, преко које сазнаје да је Махон потајно убио Шелса. Мајкл га одлучи назвати и рећи му шта зна, након чега Махон у свом дворишту почиње копати испод масивне фонтане да би извадио кости давно убијеног Шелса. Стотка се у Чикагу налази с бившим сарадницима, уз помоћ којих — након одређених проблема с федералцима — успе доћи до своје породице. Линколна и Ел Џеја у Вилкоксу (Аризона) на железничкој станици уочи полиција и након краће потере ухапси. |                    |        |                    |                            |                     |           |                           |
| 32 | 10                 |        | Двајт Х. Литл      | Карин Ашер                 | 6. новембар 2006.   | 2AKJ10    | 8,63                      |
| Сара се налази у хотелу „Сандаун” у Хили (Нови Мексико), где добија Мајклову поруку с временом и местом договора (један час, Батерфилд улица бр. 16781). Агент Махон добија те исте податке од менаџера хотела и одлази на место сусрета. Након што једва умакну Махону, Мајкл и Сара се накратко раздвајају, што искористи Келерман да зароби Сару. Линколн и Ел Џеј су спасени од полиције од стране људи који раде за Линколновог оца Алда. Алдо говори Линколну да може да га ослободи свих оптужби уз помоћ доказа које је прикупио, док „Компанијин” агент добија наређење да смакне обојицу. Белик и Гири и даље покушавају да добију одговоре од Бегвела, и то помоћу изразитих метода мучења. Након што им Ти-Бег на крају ода локацију торбе с новцем, они га свежу за радијатор и одлазе на аутобуску станицу у Трибјуну. Пошто нађу новац, Гири одлучи да узме све за себе, па онесвешћује Белика и бежи с пет милиона. Сукре очајнички покушава да ступи у контакт с Марикруз и задржи је за себе. |                    |        |                    |                            |                     |           |                           |
| 33 | 11                 |        | Грег Јејтејнес     | Моника Мејсер & Сет Хофман | 13. новембар 2006.  | 2AKJ11    | 9,21                      |
| Мајкл одлази у трговину мешовите робе у Малџамару (Нови Мексико) да набави ГПС уређај, како би могао да пронађе одређену локацију на којој ће договорити превоз за себе и брата. Пошто није имао довољно новца, он насилно украде ГПС, због чега се покаје и одлази у цркву да се исповеди. Након што је стигао на место на ком треба склопити посао, Мајкл покушава да надмудри шверцера који илегално уводи имигранте из Латинске Америке у САД, како би осигурао авион за бекство, али његов план креће низбрдо. Наиме, Мајкл из ботаничке баште није успео да узме пакет са епруветама у којима се налази медицински нитроглицерин, а који је део договора са шверцером, па ствари крећу низбрдо након што овај открије да му је Мајкл донео слатку водицу у пластичним бочицама уместо молекула 3539 у стакленим. Срећом, у последњем моменту пристиже Сукре и спасава Мајкла од сигурне смрти. Њих двојица одлуче да оставе шверцера и његове људе у животу у замену за информацију о локацији авиона којим ће побећи, што би их могло скупо коштати. Алдо и Линколн се — након неугодне посете „Компанијиног” агента — упућују према „Болшој Бузу” (енгл. Bolshoi Booze), како би се нашли с Мајклом, док Ел Џеја остављају на сигурном с једним од чланова Алдовог тима. Ти-Бег бежи из Сузанине куће, тако што — под притиском полицијских сирена — смогне довољно храбрости и снаге да откине своју недавно пришивену повређену руку. Он потом проналази Гирија, убија га и узима новац који је овај држао код себе. Келерман мучи Сару, а Махон сасвим случајно разбија шифру „Болшој Буза”, разматрајући ова стилски уређена слова на Мајкловој тетоважи као географске ГПС координате исписане наопако (32° 00′ 9″ N 104° 57′ 09″ W / 32.00250° С; 104.95250° З). |                    |        |                    |                            |                     |           |                           |
| 34 | 12                 |        | Карен Гавиола      | Ник Сантора & Карин Ашер   | 20. новембар 2006.  | 2AKJ12    | 9,62                      |
| Мајкл се након дуго времена сусреће са Алдом, ког се баш и не сећа по добром. Како год, Алдо му објашњава шта се издешавало између њега и „Компаније”, те говори Мајклу и Линколну да треба да пронађу Сару. Сара успева да побегне од Келермана, који упркос томе „Компанији” извештава да је задатак успешно обављен, од. да је Сара мртва. Због овог поступка, агент и оперативац „Компаније” Бил Ким брише Келермана из свих владиних евиденција, те га тако учини „духом”. Иако им је Махон опасно близу, Мајкл, Линколн, њихов отац и Сукре ипак планирају да украду авион. Мајкл и отац се коначно помире, али ће Алдо то да плати својим животом, због чега Мајкл и Линколн одлуче да је потребно да се директно суоче с прогониоцима. Махон у болници у Карлсбаду (Нови Мексико) проналази шверцера и од њега силом извлачи информације о Мајкловом авиону. Кејси, жена Бенџамина Мајлса „Стотке”, бива ухапшена од стране полицијских снага само неколико сати пошто се породица Френклин ујединила, док се Белика неочекивано терети за убиство Гирија. Након што дођу до авиона којим су првобитно желели да побегну, браћа Сукреу говоре да је дошло до промене плана, те да они остају. Махон пронађе Мајкла и Линколна и покуша да их ухвати у аутомобилској потери, која се завршава кобном саобраћајком. |                    |        |                    |                            |                     |           |                           |
| 35 | 13                 |        | Боби Рот           | Зек Естрин                 | 27. новембар 2006.  | 2AKJ13    | 9,62                      |
| Махон држи Мајкла и Линколна на нишану, с намером да их убије. У последњем моменту стиже патрола Граничне патроле САД и спречава Махона да убије браћу, те их потом хапси и пребацује у притворни центар у Лас Крусису (Нови Мексико). Агент Ким наређује Махону да се реши браће што је пре могуће, што овом баш и не полази за руком. Ти-Бег ради на проналаску адекватног места на ком би могли да му — без сазнања полиције или било које државне службе — пресаде руку, а вољан је да плати колико год је потребно. Он се под лажним именом (Сем Вебстер) такође упознаје и са Дениз, која је запослена у градској пошти и од које жели да извуче Сузанину адресу. У току транспортовања браће ка „Фокс риверу”, комби у ком су везани бива заустављен у тунелу у Албукеркију, што је у ствари намештаљка „Компаније” која жели да смакне браћу. Наиме, Мајкла и Линколна у комбију полиција оставља без надзора и то са кључевима лисица којима су везани. Белик не пролази ни најмање добро на суђењу за убиство Гирија: након нагодбе са адвокатом, уместо смртне казне пристаје на 25 година робије, те бива пребачен у „Фокс ривер”, где га затвореници које је малтретирао не дочекују баш најбоље. Након што добије адресу на којој Сузан живи, Ти-Бег мора да убије Дениз, јер га је случајно видела на потерници. Сукре с падобраном искаче из авиона ког је полиција оборила, те се — за разлику од пилота ком се падобран није отворио — у пустињи Сонора (око 64 јужно од америчко-мексичке границе) спасава. Мајкл и Линколн загризу мамац, те се откључавају и улазе у зидове тунела, свесни да је могућност да више никада не виде светло дана веома реална. Ти-Бег је у Нес Ситију (Канзас), где куца на врата своје бивше девојке Сузан која се шокира када га угледа. Браћа се у тунелу нађу између две ватре, јер их и Махон и Келерман држе на нишану. Међутим, помало неочекивано, Келерман повлачи окидач и рањава Махона, те потом говори браћи да су нашли савезника „изнутра” који ће да им помогне у рушењу председнице Рејнолдс, која је и њему — такође — уништила живот. |                    |        |                    |                            |                     |           |                           |
| 36 | 14                 |        | Кевин Хукс         | Мет Олмстед & Ник Сантора  | 22. јануар 2007.    | 2AKJ14    | 9,86                      |
| Ти-Бег бива лепо угошћен од стране Сузанине деце, Зака и Грејси, али након што Сузан покуша да га убије, он их све троје узима као таоце. Махон се опоравља од повреде и говори агенту Киму да је његово време истекло, те да више не жели да ради за „Компанију”. Неколико сати после тога, Махону јављају да му је сина Камерона ударио ауто и да је сада у болници, што је дело „Компаније” чији агенти не смеју да одлазе када они то зажеле. Махон такође прима упозорење и од стране агента ког из беса убија, те потом јавља Киму да и даље ради на случају „Осморке из ’Фокс ривера’”. Келерман тера Мајкла и Линколна на сусрет са Стедманом у Монтани, па они — у недостатку других опција — прихваћају лет који им он омогућава, и то под својим лажним именом Овен Кравеки које користи у јавности. (Овен Кравеки ради као менаџер у фирми која пакује и дистрибуише одреске сушене говедине.) Белик се у затвору сукобљава с погрешним затвореником, али успева да извуче тањи крај. Појављује се и Махонова бивша жена, a Ти-Бег тероризује Холандере својом поремећеном визијом породице. Стотка је у великим проблемима како да ћерки Диди набави лекове, јер би могла чак и да умре уколико их не прими у што краћем временском року. Мајкл, Линколн и Келерман бивају окружени полицијом у малој изнајмљеној соби у Монтани, а након што Стедман — под притиском и у очају — изврши самоубиство, они остају без идеја како да се одатле извуку. |                    |        |                    |                            |                     |           |                           |
| 37 | 15                 |        | Боби Рот           | Зек Естрин & Карин Ашер    | 29. јануар 2007.    | 2AKJ15    | 9,90                      |
| Мајкл, Линколн и Келерман на превару успевају да се извуку из мотела окруженог полицијом, тако што Келерман вади значку и претвара се да је као специјални агент задужен за транспорт уловљених бегунаца. Међутим, „бегунци” и Келерман потом као таоца узимају камермана локалне телевизијске станице и беже. Камермана користе да их сними и видео пошаље свим ТВ кућама. Наиме, Мајкл у видеу каже да је Сара невина, а да је Махон незаконито убио Абруција, Твинера и Шелса. Ово заправо и није истинска намена снимка, јер је исти пун скривених порука за Сару, што и Махон — нажалост — успева да закључи веома брзо. У међувремену, Шашави купује пива двома тинејџера, Саши и Мету, који као малољетни не могу да купе алкохол. Он примећује модрице на Сашином лицу, те након што сазна да је очух физички злоставља долази у њихову кућу и пребија га. Сукре је у Синалои (Мексико) и на путу је за Икстапу где треба да нађе девојку Марикруз. У аутобусу упознаје једног старца-удовца, који га позива у своју кућу да преноћи и који се јако обрадује да после толико времена има с киме да вечера. Како год, Сукре му украде ауто да би нашао девојку, а овај га пријављује полицији. Након што га полиција сустигне, старац каже да је Сукреу посудио ауто и да је заборавио да му да паре за бензин, те након што то и учини — Сукреу пожели срећу у проналаску Марикруз. Белик је послат у амбуланту јер га је затвореник с којим је пре неколико дана имао конфликт испребијао, а ту му у посету долази Махон. Махон од њега тражи помоћ око дешифровања скривених порука из видеа, а он му говори да су Мајклове реченице у ствари наслови поглавља књиге Анонимни алкохоличари (енгл. Alcoholics Anonymous). Анализирањем поглавља књиге Махон открива да Мајкл планира да се састане са Саром, те открива да је место њиховог састанка локална болница „Сент Томас” у Акрону (Охајо). Испоставља се да Келерман све време ради за председницу Рејнолдс, и то као њен највернији помоћник. |                    |        |                    |                            |                     |           |                           |
| 38 | 16                 |        | Џеси Бочко         | Мет Олмстед & Ник Сантора  | 5. фебруар 2007.    | 2AKJ16    | 10,12                     |
| Сара се у Евансвилу (Индијана) коначно састаје с Мајклом, те њих двоје — заједно с Линколном и Келерманом — седају на воз за Чикаго. Након што Сара сазна да и Келерман сада ради у њиховој екипи, она га покуша убити, али је зауставља Мајкл. Мајкл јој у путу признаје шта осећа према њој и они започињу романтичну везу. Полиција поставља препреке на прузи да би спречила воз с бегунцима да прође, али они изналазе начина и решавају овај проблем веома домишљато. Махон ангажује Белика да ради за њега, тј. за ФБИ, обећавши му да ће све оптужбе по којима га тренутно терете бити одбачене уколико он значајно помогне у хватању преосталих бегунаца „Осморке из ’Фокс ривера’”. Белик прихваћа ову понуду, те убрзо успева да уђе у траг првом одметнику из „Фокс ривера” који је још увек на слободи, Чарлсу Патошику, тако што проналази девојку Сашу за чијег се очуха испоставља да је убијен. Келерман сазнаје да је последњих неколико разговора за које је мислио да је обавио с председницом Рејнолдс у ствари изрежирао Бил Ким, користећи рачунарску обраду гласа и остале технолошке могућности којима „Компанија” располаже. Стотка је на вечери са својом ћерком у локалу у Бенсону (Минесота), где упада у талачку кризу из које се једва извлачи. Ти-Бег и даље држи целу Сузанину породицу као таоце у њеној кући, те одлучује да жели са њима да започне нови, мирнији и лепши живот од оног какав је до сада водио, а потом их присиљава на одселење. Белик проналази Шашавог у Алгоми (Висконсин), те га стера у ћошак, тако принуђујући на пењање на врх силоса; Махон убрзо стиже и након што искритикује Белика што је направио „сцену” у којој учествује и локална полиција и грађанство (уместо да све обави у тајности, без сазнања било кога, јер његов је задатак да незаконито убије сву осморицу бегунаца из „Фокс ривера”), Шашавог успе да наговори да почини самоубиство. Шашави након разговора с Махоном — пред свим окупљеним мештанима — скаче с врха силоса и остаје мртав на лицу места. |                    |        |                    |                            |                     |           |                           |
| 39 | 17                 |        | Нелсон Макормик    | Пол Шеринг & Карин Ашер    | 19. фебруар 2007.   | 2AKJ17    | 9,55                      |
| Мајкл и Сара с пиштољем упадају у кућу Хенрија Поупа, бившег управника „Фокс ривера”, који има информације које би могле да сруше „Компанију” и ослободе Линколна. Након што им пође за руком да га наговоре да им помогне, Поуп успева да дође у посед звучног записа на ком је снимљен разговор између председнице Керолајн Рејнолдс и њеног брата Теренса Стедмана, а који се десио пре Стедманове наводне смрти. Ти-Бег одводи Холандере у своју родну кућу уз коју не веже лепа сећања, док се Сукреу у Текпатану (око 56 од Икстапе) поквари ауто. Њега покупи човек који му говори да могу да стигну за 20 минута до аеродрома у Икстапи, јер Марикруз има лет у 16 сати. Убрзо се испоставља да је човек ког је стопао Сукре у ствари радник обезбеђења аеродрома, полицајац имена Кадена. Кадени јављају да на аеродром долеће амерички бегунац, што за Сукреа није нимало добро. Бенџамин Мајлс Френклин је у Минеаполису (Минесота) у болници у којој га Махон замало не улови. Сукре се на аеродрому напокон састаје с Марикруз и они успевају да побегну полицији у последњи час. Ти-Бег покушава да оствари нормалну везу са Сузан с којом потпуно искрено жели да заснује породицу у којој ће владати љубав и слога, на што она — наравно — не може никако да пристане, с обзиром на то да зна ко је у ствари Бегвел. Он се емоционално слама и Сузан и децу закључава у једну просторију, те се потом двоуми се да ли да их убије све троје или не. Након што је Поуп узео касету скривену у сефу у клубу љубитеља цигарета „Корона дел Оро” (енгл. Corona del Oro), агент Ким покуша да га киднапује, али Кима зауставља Мајкл. Полиција проналази Холандере живе; Ти-Бег се повукао и жали за свиме што је учинио до сада. Пошто се болест његове ћерке Диди значајно погоршала, Стотка одлучује да је време да се преда. Он у Минеаполису контактира Махона, с којим успева да се нагоди (Махон ће да ослободи Френклинову жену Кејси из затвора — коју су пре неколико дана ухапсили пред апотеком, када је ћерки Диди желела да набави лекове без рецепта, и окривили за помагање бегунцу — а Френклин ће њему заузврат да дȃ одређене информације о Мајклу). Мајкл седа и себи пушта аудио запис, који може да буде од велике користи за њега и његовог брата Линка. |                    |        |                    |                            |                     |           |                           |
| 40 | 18                 |        | Боби Рот           | Ник Сантора                | 26. фебруар 2007.   | 2AKJ18    | 9,42                      |
| Мајкл и друштво бивају пријатно изненађени када открију садржај добијене касете, али требаће им барем још један сарадник који би истину пронео по „Компанији”. Они одлучују да контактирају Купера Грина, за кога верују да може да ослободи Линка. Махон и Белик воде један жустрији разговор, у ком Белик увиди да је упао у озбиљну криминалну организацију. Стотка Махону не жели тако лако да ода Мајклову локацију, а Линколн обавља срцепарајући разговор са својим сином Ел Џејом, који је у Пулману (Вашингтон) са анти-„Компанијиним” оперативцем и Алдовим блиским сарадником Џејн Филипс на сигурном, где жели и да остане неки дужи период, недолазећи у контакт са оцем због кога у последње време пречесто упада у невоље. Ти-Бег је у Бермингхаму (Алабама), где се под лажним именом (Сем Вебстер) обраћа психијатру за помоћ. Мајкл и Линколн тестирају Купера Грина, како би се уверили да није кртица. Белик по други пут одлази у посету Манчу Санчезу, од кога — овог пута на доста „елегантнији” начин (нагодбом и уценом) — покушава да извуче информације о Сукреовој могућој локацији у Мексику. Сукре одлази стрини у Рио Хуарез, а испоставља се како је Бегвел и више него пажљиво бирао психијатра ког ће посетити. Наиме, психотерапеут код кога је отишао је — могло би се рећи — Ти-Бегов двојник, па га зато Ти-Бег убија и узима његов идентитет. Стотка одлучи да Махону покуша да прибави Мајклову локацију, а Махон му говори да ће вечерас да прими пакет чији садржај неупитно мора да искористи. Испада да су Мајкл и Линколн били у праву што су посумњали на Купера Грина, за ког се испоставља да је један од „Компанијиних” људи. Ти-Бег на аеродрому у Бермингхаму предаје торбу с новцем службеницима аеродрома, јер је то процедура која не може да се избегне. Келерман посећује своју сестру Кристин, а Ти-Бег ужива у авиону као др Ерик Стамел. Након што су се састали с правим Купером Грином, Мајкл и Линколн се шокирају када им он каже да је њихов аудио запис — легално говорећи — бескористан, јер представља копију оригиналног снимка и садржи само датум када је копиран, не када је изворно снимљен, те као такав не може да буде искоришћен као доказни материјал на суду. Након што прими пакет о ком му је Махон причао и види шта се у њему налази, Френклин обавља потресан разговор са својом женом. Сукре се лепо проводи с трудном Марикруз, а Махон проналази хотел у ком су Мајкл, Сара и Линколн, те се упућује ка њиховој соби. Грин екипи говори да им звучни запис ипак може бити од помоћи, јер садржи потенцијално контроверзан разговор за који председница Рејнолдс никада не би желела да изађе у јавност. Келерман је заузео положај и чека председницу Керолајн коју жели да смакне. Стотка мора направити велику жртву; наиме, у недостатку других могућности он изврши самоубиство вешањем, јер му је Махон у пакету послао дебели конопац... |                    |        |                    |                            |                     |           |                           |
| 41 | 19                 |        | Двајт Х. Литл      | Карин Ашер                 | 5. март 2007.       | 2AKJ19    | 9,72                      |
| Френклин бива спасен у последњем моменту од стране радника обезбеђења, а агент Марк Вилер му нуди слободу уколико одлучи да ће на суду да сведочи против Махона. Махон хвата Сару у соби у којој се надао да ће да пронађе и Мајкла и Линколна. У Мексику Ти-Бег због присуства полиције на аеродрому губи Вестморландов новац, који пролази на траци за пртљаг. Линколн уговара брод за Панаму, а Мајкл бива ухапшен. Међутим, председница Рејнолдс ће да буде принуђена да га пусти, баш због садржаја касете која се налази у његовом поседу. Она такође пристаје да ће на националној телевизији да изрекне јавно помиловање за Линколна и Мајкла. Како год, „Компанија” је такође уцењује са објављивањем компромитујућег садржаја исте касете, а она одлучи да одступи с положаја председника Сједињених Америчких Држава, што јој апсолутно одузима могућност да да помиловање за браћу. Из овог разлога, аудио снимак постаје у потпуности бескористан, а браћа морају хитно да нестану. Белик хвата Сукреа и уместо да га преда Махону, он се договори са њим да ће заједно да иду у потрагу за Вестморландовим новцем. |                    |        |                    |                            |                     |           |                           |
| 42 | 20                 |        | Винсент Мисијано   | Зек Естрин                 | 19. март 2007.      | 2AKJ20    | 8,40                      |
| Ти-Бег у Мексико Ситију успева да поврати Вестморландов новац, али Белик и Сукре су му за петама, јер је Белик уценио Сукреа да мора да му се придружи (иначе неће да му дȃ локацију на којој је заробио Марикруз). Мајкл и Линколн отпловљавају из чикашке бродске луке „Танстал” (енгл. Tunstall), али Сара због проблема с полицијом не може да им се прикључи. Директор унутрашњих послова у ФБИ-ју, специјални агент Ричард Салинс, удружује снаге са агентом Марком Вилером и одлучи да се нагоди с Френклином, да би раскринкао Махона ког још од пре није подносио. Махон ради на разоткривању загонетке о Мајкловом одласку, али му ово не полази за руком тако лако. Белик и Сукре одлазе у Мексички туристички биро, где траже информације које би могле да им помогну у потрази Ти-Бега. Ти-Бег ужива у хотелу „Сијело линдо” (шп. Cielo Lindo), проводећи време с проститутком која га неодољиво подсећа на Сузан, али не задуго; након што се посвађа са њом око плаћања унапред, он је немилосрдно задави и побегне из хотела управо када полиција пронађе леш. Браћа су стигла у град Кристобал у Панами, где проналазе јахту коју је Мајкл ту оставио још пре доласка у „Фокс ривер”, а којој је из одређеног разлога дао мајчино име — „Кристина Роуз Скофилд” (енгл. Christina Rose Scofield), што је и део његове тетоваже. Махон полако открива Мајклове планове и зове Била Кима да му каже како је избор (потрагу) сузио на Панаму, што Кима баш и не одушевљава с обзиром на то да је тачна локација и даље непозната. Наиме, агент Бил Ким се на малом рибарском бродићу (из „сигурносних” разлога на баш овакав начин) састаје с првим човеком „Компаније” — генералом Џоном Кранцом — који захтева што скорије хватање браће. Када му Ким каже да су они највероватније у Панами, Кранц одлучује да је потребно мењање досадашње тактике, тј. да им браћа сада требају жива, јер му се у глави врти „Сона”. Махон и млади агент Вилер обављају неугодан разговор, а породица Френклин је поново на окупу и на слободи, јер је Стотка пристао да сведочи против Махона у замену за слободу. Мајкл и Линколн се накратко сукобљавају, а агентица ФБИ-ја — Фелиша Ланг, иначе Махонова најбоља пословна пријатељица и десна рука — Александру шаље факс, те му открива да је „Кристину” наручио панамски бродоградилац Ампаро Васкез, тј. да је то у ствари брод а не особа како су на почетку сви мислили. Мајкл добија поруку од Сукреа да треба да се нађу у хотелу „Фин дел Камино” (енгл. Fin del Camino), јер се у близини налази Ти-Бег с новцем. Међутим, ову поруку му шаље Махон преко веб-сајта (за који му је рекао Френклин, док је преговарао са њим), како би га уловио. Линколн брату говори да не иде за Вестморландовим новцем и Бегвелом, али овај га не послуша; након што га накратко остави самог, Мајкл побегне с јахте у лов на насилника Ти-Бега.                                                                                           |                    |        |                    |                            |                     |           |                           |
| 43 | 21                 |        | Боби Рот           | Мет Олмстед & Сет Хофман   | 26. март 2007.      | 2AKJ21    | 8,24                      |
| Мајкл схвати да је Сукреова порука о доласку у „Фин дел Камино” заправо замка, те се уједини са Сукреом и Беликом у хватању Ти-Бега. Махон на путу у Панаму обавља потресан разговор са својом женом Пам, с којом жели да се помири и да исправи све што је погрешно учинио, на што она пристаје. У Чикагу је у току трећи дан суђења др Сари Танкреди, ћерки убијеног гувернера Френка Танкредија. Линколн у Панами покушава да упропасти Махонов план хватања Мајкла, желећи да му се успут освети за погибију оца Алда ког је овај смртно ранио; након неизвесне борбе Махон успева да надмудри Линка. Мајкл је упоран у намери да се дочепа пет милиона долара и заустави Ти-Бегов терор. Он успе да узме новац и да се врати на свој брод, „Кристину Роуз Скофилд”, док Белик и Ти-Бег бивају ухапшени од стране окрутне панамске полиције. Након што се Сара нагоди са својим адвокатом Мартијем Грегом око прихваћања двеју главних тачака оптужбе (остављање врата амбуланте откључаним у ноћи бекства и помагање бегунцима Мајклу Скофилду и Линколну Бароузу у бекству), знајући да ће с добрим понашањем морати да одслужи минимално девет од дванаест година казне у најстрожем затвору, она изненада добија информацију да се појавио веома поуздан сведок који жели да сведочи у њену корист и призна све што је она говорила на претходном рочишту у вези завере и „Компанијиних” намештаљки. На вратима суднице се појављује Пол Келерман, а Сара остаје у потпуности затечена када види ко је „поуздани” сведок. Наиме, након што му покушај самоубиства пропадне јер му се пиштољ чак два пута закочио, Келерман одлучи да дође на Сарино суђење, те да сведочи у њену корист и тако се на неки начин искупи за страх и бол који јој је нанео, обелодањујући информације које би могле да је ослободе. Махон зове Мајкла и говори му да је заробио Линка, те од њега захтева да му преда новац (који мора да буде код њега, јер — по Махоновим информацијама — код ухапшеног Бегвела није пронађено ништа) те брод „Кристину”, уколико жели да свог брата још који пут види живог. Мајкл има само пет минута времена да смисли како да превари Махона и добије и Линколна и новац који им је преко потребан. |                    |        |                    |                            |                     |           |                           |
| 44 | 22                 |        | Кевин Хукс         | Пол Шеринг                 | 2. април 2007.      | 2AKJ22    | 8,12                      |
| Келерманово сведочење о великој криминалној корпорацији „Компанији”, која управља многим државним институцијама и контролише већину тајних служби, ослобађа Сару. Она се састаје с породичним пријатељем Брусом Бенетом, који је један од чланова анти-„Компанијиног” покрета, те потом на вестима чује да је — након Келерманова сведочења о уплетености бивше председнице Рејнолдс у фалсификовање убиства свога брата — Линколн ослобођен свих оптужби. Она се упућује ка Панами, јер Келерман наводно бива убијен од стране чланова „Компаније”. Мајкл уз помоћ посредника Чака долази до дилера дроге Де Хесуса, од кога жели да купи пакет дроге који намерава да подметне у „Кристину Роуз Скофилд”, како би Махон упао у проблеме с полицијом. Сукре је у потрази за Беликом, који му још увек није открио где држи Марикруз, а ког полиција транспортује из притворног центра у затвор. Мајкл долази у складиште где Алекс држи Линколна, а на сцени се појављује и агент Бил Ким са својим људима. Након пуцњаве, Мајкл и Линколн беже с торбом у којој је Вестморландов новац, а Махон — у недостатку других опција и времена — мора да узме Мајклов брод и побегне што даље од складишта. Комби којим превозе Келермана у затвор упада у заседу коју су направили управо његови људи, који убијају полицајце и ослобађају га. Полиција у вештачком језеру Гатун — које формира главни део Панамског канала — код Махона проналази два пакета кокаина, те га моментално хапси. Сара се на новом бродићу (који је у међувремену набавио Чако) налази с Мајклом и Линколном, те им саопштава невероватне вести — Линколн је слободан, а и Мајкл би убрзо требало да буде, јер се пријатељ њеног оца Брус позабавио Мајкловим оптужбама. Међутим, изненада се с пиштољем појави агент Ким, који је некако успео да пронађе браћу и Сару, те након краћег разговора покуша да убије Линколна. Кима у овом спречава Сара која га погађа право у срце и тако почини прво убиство, због чега бива веома потресена. Убрзо долази и полиција, а Мајкл бива приморан да се преда како би спасао Сару. Махон из притворног центра по последњи пут позива жену Пам, којој тешка срца говори да је опет све упропастио, да га више не чека и да заборави да је икад и постојао. Мајкла и Махона полиција затвара у један од најозлоглашенијих затвора на свету — Федерални затвор „Сона” у Панами. На Лонг Ајленду, у Истраживачком центру острва Бејсил Ајланд, генерал Кранц бива обавештен да је Скофилд ухваћен и да се претпоставља да ће да побегне, пре или касније, што Кранц из неког разлога управо и жели. На самом крају епизоде, Мајкл иде низ ходник на улазу у злогласну „Сону”, где запрепашћено гледа у свакојаке затворенике, међу којима је и унакажени Белик. |                    |        |                    |                            |                     |           |                           |

### 3. сезона (2007—2008)
| Бр. еп. (укупно) | Бр. еп. (у сезони) | Наслов | Режисер          | Сценариста                    | Премијера           | Прод. код | Гледаност у САД (милиони) |
| --- | ------------------ | ------ | ---------------- | ----------------------------- | ------------------- | --------- | ------------------------- |
| 45 | 1                  |        | Кевин Хукс       | Пол Шеринг                    | 17. септембар 2007. | 3AKJ01    | 7,51                      |
| Мајкл, Ти-Бег, Белик и Махон су затворени у окрутном Федералном затвору „Сона” у Панами. Мајкл гледа како се у затвору живот понајмање цени од свега осталог, док Линколн одлази у Генерални конзулат САД у Панами да би разговарао са властима о ослобађању Мајкла. Конзул му говори да је напредак постигнут, те да сада постоји шанса да Мајкла пребаце у другу, „чишћу” установу, где ће да чека док се адвокати не изборе за одбацивање свих оптужби. Белик је у затвору пао на ниске гране, те улази у сукоб са затвореником Папом, који га понижава. Он се после тога спријатељује с другим затвореником најнижег сталежа, који са њим подели мало хране и воде што има. Линколн посећује брата и преноси му информације које је добио у амбасади. Мајкл склапа пријатељство са затвореником Мекгрејдијем, а човек који влада целим затвором — краљ дроге звани Лечеро — угошћује Скофилда и Махона и излаже им правила која владају местом на ком се налазе. Лечерова десна рука, окорели криминалац Семи Норино, тера Белика и његовог пријатеља да зараде станарину тако што ће да чисте клозете, на што они морају да пристану. Скофилд прима своју другу посету, и то од стране Елиота Пајка ког је послала „Компанија” да Мајклу пренесе њихове планове. Ти-Бег жели с Мајклом да изравна рачуне па му намешта неизбежну борбу с другим затвореником, док Линколн у потрази за Саром прима телефонски позив од Ел Џеја ког је „Компанија” заробила. Беликов пријатељ изврши наиван покушај бекства, у чему га спречава полиција; стражари с торњева изрешетају бегунца што остали посматрају са огорчењем. Мајкл на столу налази пилећу ножицу везану за мало уже, што у „Сони” представља изазов на борбу до смрти (шп. Orientación). У борби Мајклов противник прекрши правила, те тањи крај извуче Мајкл, након што му Махон оправдано помогне да докрајчи противника. Белик у канализацији случајно открива место на ком се скрива мистериозни Вислер, а Линколн се састаје са заносном и шармантном Сузан Б. Ентони која ради за „Компанију” и која му даје доказ да су Ел Џеј и Сара заробљени. Мајклу у посету долази Линколн и пружа Сузанин уверљив доказ да нема ништа од првобитно планираног премештаја, већ да су принуђени да пристану на уцену „Компаније” у вези са избављењем Вислера, уколико не желе да Ел Џеј и Сара буду убијени. |                    |        |                  |                               |                     |           |                           |
| 46 | 2                  |        | Боби Рот         | Мет Олмстед                   | 24. септембар 2007. | 3AKJ02    | 7,41                      |
| Мајкл не може да пронађе Вислера који се у канализацији скрива од осталих затвореника, а за чију локацију зна само Белик. Њему у потрази помаже пријатељ Мекгрејди, који му говори да је Вислеру глава у торби, тј. да ће онај који успе да га пронађе и преда Лечеру да добије заслужену и вредну награду. Белик у замену за мало воде Мајклу открива Вислерову локацију, а Махон од Мекгрејдија сазнаје да је у целу причу уплетен и градоначелник, који гарантује слободу оном ко пронађе и убије Џејмса. У међувремену, Мајкл сазнаје да је туча која је избила у затвору пре неколико година довела до редукције воде целој „Сони”; воде је све мање, а затвореници почињу да се буне против владавине „неспособног” Лечера, који им је пренео информације од стражара Ескамиље да вода долази тек сутра. Ти-Бег успева да задобије Лечерово поверење, а Сукре купује пиштољ и долази Белику у посету, где га присиљава да му каже место на ком је заробљена Марикруз. Белик му говори да он никада није ни имао Марикруз заробљену јер му је побегла, те тиме Сукре схвата да се она давно вратила у САД на сигурно. Белик Сукреа потом моли да му врати услугу, тј. да позове његову мајку Едну, на што овај не пристаје. Махон у канализацији проналази Вислера, а у међувремену Белик и Ти-Бег Лечеру одају Вислерову локацију. Линколн се код „Версајске банке” (шп. Banco de Versailles) састаје с Вислеровом девојком Софијом, од које узима књижицу о птицама (Birds: Northwest Hemisphere), а коју од њега из неког разлога жели да добије Сузан. Махон изводи Вислера у двориште „Соне”, где жели да га убије пред свима и тако заради излазак. Лечеро се такође појављује на сцени, али наилази на отпор других затвореника којима је недостатак воде фиг. „прелио чашу”. Сукре разговара с Марикруз и говори јој да остаје у Панами, те тако послуша Линколнов предлог, ког је малопре срео и који му је рекао да би тражен у САД Марикруз само изазвао проблеме. У међувремену, Мајкл уз помоћ Мекгрејдија успева да врати воду целом затвору што је део погодбе с Лечером, од ког Мајкл тражи да скине цену с Вислерове главе, што овај и учини задовољан повратком воде и смиривањем револта потенцијално опасног по његов положај. |                    |        |                  |                               |                     |           |                           |
| 47 | 3                  |        | Милан Чејлов     | Зек Естрин                    | 1. октобар 2007.    | 3AKJ03    | 7,29                      |
| Мајкл је у „Сони” већ три дана и признаје како нема никаквих идеја у вези са избављењем Вислера. У посету му долази Линколн, који му доноси слику Саре која држи новине у руци показујући локацију на којој се налази: ради се о градићу Санта Рита (30-ак од Панаме). Мајкл од брата тражи да пронађе Сару и од „Компаније” захтева да му допусти телефонски разговор са њом. Линколн одлази до Сузан којој преноси ове информације, док Мајкл уцењује Ти-Бега да му набави Лечеров телефон (иначе једини телефон у целом затвору) како би могао да прими Сарин позив и увери се да је још увек жива. Вислера посећује девојка Софија, а Махона јавни бранилац — адвокат Раул Даринда — ком је додељен његов случај. Ти-Бег на превару Мајклу набавља Лечеров телефон, али на само 30 минута. Он ступа у контакт са Саром, а она му кроз разговор даје виталне информације о локацији на којој је заробљена, које он даље преноси брату. Линколн успе да пронађе Сару и Ел Џеја, али „Компанија” их одводи пре него што Линколн ишта и покуша, остављајући браћу без ичега. Вислер говори Мајклу да га „Компанија” жели напољу како би могао их одведе на место на које је пре неколико година одвео неког биолога за ког се „Компанија” посебно интересује; да би то учинио потребна му је књига (водич за орнитологе), која представља његов дневник путовања и у којој је бележио сва места која је посећивао док је путовао као рибар и пустолов. Мајку постаје јасно како је једини начин да се изађе из „Соне” тај да особа буде изнесена од стране гробара као хладан леш. Белик се избори за виши сталеж у „Сони”, те престаје да буде заробљеник најниже класе. Ентони зове Линколна и каже му да оде да узме кутију, за коју тврди да ће да му пружи довољно уверење да више никада не покуша да прекрши њена правила, свиђало му се оно што тражи од њега или не. Након што оде на локацију коју му је Сузан дала и отвори кутију, Линколн бива шокиран њеним садржајем... |                    |        |                  |                               |                     |           |                           |
| 48 | 4                  |        | Мајкл Свицер     | Ник Сантора                   | 8. октобар 2007.    | 3AKJ04    | 7,35                      |
| Линколн се на повратку из гараже у коју га је послала Сузан осећа потпуно схрвано; наиме, у кутији је пронашао Сарину одрубљену главу, а за ово ужасно дело Мајкл не сме да сазна ни по коју цену све док не побегне из „Соне” и не извади Вислера, јер Ел Џеј је још увек у заробљеништву. Линколн посећује Мајкла који ипак примети да нешто није уреду. Линколну говори да ће у план бекства да буде укључен затворски гробар, те му даје папирић са свим детаљима. Махона прогањају халуцинације, а Мајкл га обилази и преноси му да је одлучио да га убаци у екипу за бекство. Од њега тражи да му набави црни фломастер, који ће да послужи за измену одређених докумената. Овај разговор прислушкује Белик, док Лечерови људи шефу преносе информацију да је у целом затвору — због преотерећења мреже — нестало струје. Вислеру у посету долази девојка Софија, док Мајкл у међувремену краде изолир траку из затворског дворишта. Махон му доноси фломастер, али не црни; Мајкл га одбија и говори му да настави с тражењем. Махону се у мислима привиђа лик Шашавог који је због њега страдао, говорећи му да не верује Мајклу и да се он само поиграва њиме. Лечеру понестаје стрпљења и одлучи да помоћ затражи од јединог инжењера у затвору — Скофилда, што је он и очекивао. Наиме, Мајкл је намерно искључио струју како би од Лечера затражио услугу; он у замену за поправку захтева ћелију из које намерава да побегне, на што Лечеро мора да пристане. Ескамиља на захтев Лечера Мајклу и неколицини људи допушта да копају на тзв. „ничијој земљи”, како би поправили квар. Белик у међувремену посећује Лечера и говори му да Мајкл припрема бекство, те да би могао да га превари. Након што „поправи пресечени вод” и након мањих проблема врати струју, Мајкл добија ћелију коју је тражио. Ти-Бег „службено” постаје члан Лечерове екипе након што убије Хуана Ниевеса, Лечеровог доброг пријатеља, и заузме његово место. Махон набавља одговарајући црни фломастер, те улази у дилему да ли да узме дрогу коју му доноси Ти-Бег или не. Белик извлачи дебљи крај у вези с преношењем информација Лечеру, који га кажњава за погрешну информацију коју му је претходно дао. Након што је узео дрогу, Махон посећује Мајкла у новој ћелији, те га оштро упозорава да ни у ком случају не сме да му падне на памет да се поиграва њиме, јер ће у противном да га убије. Вислер од „Компаније” прима поруку да је времена све мање, док Сукре на наговор Линколна и Софије одлучује да помогне Мајклу и екипи. Он као гробар улази у „Сону” и тако започиње један од првих корака Мајкловог плана. Идеја је да се хемикалијом имена „кесливол” (енгл. kesslivol; ова хемикалија у стварности не постоји) — коју гробари користе за посипање лешева како би ублажила неугодан мирис који се ослобађа при њиховом распадању — намерно поспе челична ограда затвора, јер када се „кесливол” загреје на одређену температуру он добија својство кородирања челика. Тако ће структура ограде да постане веома слаба, што ће бегунци да искористе и изађу из „Соне” на дан Д. |                    |        |                  |                               |                     |           |                           |
| 49 | 5                  |        | Карен Гавиола    | Карин Ашер                    | 22. октобар 2007.   | 3AKJ05    | 7,44                      |
| Рок за бекство је један дан, а Мајкл планира да се оно изведе у подне, усред бела дана, јер — како је он сазнао испитујући ситуацију ноћи — бекство у касне сате није изводљиво због полицијских џипова који тада редовно патролирају око целе „Соне”. Линколн посећује Мајкла, а овај му преноси најновије вести и тражи доказ да су Сара и Ел Џеј живи. Линколн му слаже да није могао да добије фотографију као доказ, јер предност у односу на „Компанију” је изгубљена одмах након предавања водича за орнитологе „Компанији”, тј. Вислеру. У међувремену, у „Сону” бива смештен нови затвореник, Ендру Тиге, који би могао да буде потенцијална опасност по бекство јер се чини да познаје Вислера. Линколн вести о бекству по дану не преноси Сузан, тако да тим по изласку има колико-толико времена да испланира спасавање Ел Џеја. Након што уз помоћ пријатеља Мекгрејдија дође у посед Гиљермовог двогледа којим ће осматрати понашање стражара на торњевима око затвора, Мајкл Вислеру објашњава план; једног чувара би сунце требало да омете баш око подне, док мана другог још увек треба да се пронађе. Линколн и Софија удружују снаге у припремању свега потребног за извођење Скофилдовог плана, а Сукре од Лечеровог рођака Аугуста добија понуду да за пет хиљада долара у затвор унесе илегална добра, на што је у ствари приморан јер је гробар Хорхе Ривера — чији је идентитет узео — пре њега ове услуге редовно извршавао. Вислер и Махон раде на праћењу чувара, док Мајкл замало да ухвати Тига како их прислушкује. Међутим, Махон га прати и јасно опомене да гледа своја посла уколико не жели проблеме. Стражар Хуртадо изненада уочи Мајкла како га гледа из своје ћелије, те отвори ватру. У затвор упадају стражари и обављају рацију. Лечеро задужује Ти-Бега да по сваку цену сакрије његову проститутку Мери Франсис, која му редовно долази обучена у часну сестру. У „истрази” Вислер призна да је користио дурбин како би осматрао птице, пружајући чуварима као доказ, на што они наседну, али ипак закључају ћелију у којој је боравио Мајкл, заједно с виталним средствима за бег. Тиге све више привлачи Мајклову пажњу као потенцијална опасност, а Махон тиму преноси да је приметио још једну ствар у вези с чуварима која би могла да им буде од користи: Хуртадо сваки дан — при јутарњој и вечерњој смени — обавезно пије кафу у чаши до које ако успеју да дођу и у њу ставе лек за спавање — и други чувар с торња у току бекства ће да буде онеспособљен. |                    |        |                  |                               |                     |           |                           |
| 50 | 6                  |        | Кевин Хукс       | Сет Хофман                    | 5. новембар 2007.   | 3AKJ06    | 7,69                      |
| Дан бекства је дошао, а Мајкл прима посету од Линколна. Говори му како два стражара надзиру прелаз од „ничије земље” до ограде куда екипа треба да прође, а пошто је проблем с једним стражаром ког ће омести сунце решен, његов задатак је да другом у кафу стави лек за спавање и на тај начин га онеспособи. Бег треба да почне у 15 сати и 13 минута, а Мајкл брату саопштава услов под којим ће уопште и да започне план: услов је да до пола три добије доказ да су Сара и Ел Џеј живи; ако у овом року не добије њихову фотографију, од целе приче о бекству неће да буде ништа. Махона посећује стари пријатељ из ФБИ-ја, агентица Ланг, те му нуди избављење из „Соне”, што он у почетку одбија. У затвору проналазе убијеног човека, а Вислер постаје главни осумњичени. Напетости између Лечерове десне руке Семија и Ти-Бега расту, а Сузан Линколну даје зилафол, лек за успављивање паса помоћу ког ће да онеспособе другог стражара, у чему ће главну улогу да одигра Софија. У „Сони” Лечеро разговара с Вислером, а проблем око проналаска кривца постаје све неизвеснији. Како је Махон након друге посете од стране агентице Ланг и агента Салинса прихватио њихову понуду, Мајкл одлучи да оптужи управо Махона за убиство. Он Лечеру у моментима када Махон излази из „Соне” предаје нож пронађен испод његовог кревета. Како год, Лечеро на крају убија једног од својих људи (Чеа), за ког је пронашао доказ да га је поткрадао и за ког је одлучио да треба да буде смакнут као тражени убица. Сузан од Линколна сазнаје да ће бекство да буде изведено у току дана, те долази са њим код „Соне” да заједно дочекају бегунце. Линколн посећује Мајкла по последњи пут пред бекство, али како није успео да набави фотографију која би доказала да је Сара жива, он мора Мајклу да каже да је Сара већ одавно мртва. Он сав схрван, огорчен и љут одлази назад у затвор и доноси шокантну одлуку... Наиме, Скофилд из беса одлучи да изазове једног од затвореника на борбу до смрти; бацањем пилеће ножице пред Вислера, Скофилд у знак освете одлучи да је управо он тај који треба да Сарину смрт први плати ценом свога живота. |                    |        |                  |                               |                     |           |                           |
| 51 | 7                  |        | Винсент Мисијано | Зек Естрин & Калинда Васкес   | 5. новембар 2007.   | 3AKJ07    | 8,00                      |
| Мајкл открива да је пилећу ножицу против Вислера у ствари искористио као диверзију да би скренуо пажњу и омогућио бучно скидање решетке с прозора док руља урла ишчекујући борбу. Међутим, при спуштању мердевинама из ћелије на „ничију земљу” Мајклов план креће наопако; небо одједном почне да се прекрива облацима, заклањајући сунчеву светлост и излажући бегунце стражару са осматрачнице, након чега Мајкл и Вислер морају да се врате назад и пропусте једину шансу коју су имали. Они потом бивају присиљени на борбу, те доносе тешку одлуку ко ће да умре. Како год, пре него што ико погине чувари улазе у затвор и извршавају поновну рацију; наиме, након што је стражар с торња Хуртадо пронађен како спава на поду онеспособљен и омамљен лековима које су му Линколн и Софија подметнули у кафу, други стражар примећује да су из ћелије бр. 212 по зиду испружене мердевине, које Мајкл и Вислер нису стигли да склоне. У међувремену, Линколн, Софија и Сукре се припремају да дочекају екипу, али и да избаве Ел Џеја из заробљеништва. Чувари предвођени Ескамиљом упадају у „Сону” и траже осуђеника чије је боравиште ћелија 212, за ког знају да је један од Лечерових људи. Екамиља убија Папа јер одлучи да је он тај који треба да плати казну за непослушност, а Лечера пред свима прозива истичући повластице које му је омогућио у замену за само једну ствар — контролу над свим затвореницима и одржавање реда у целој „Сони” — чему овај, како се тренутно чини, није дорастао. Лечеро је бесан јер губи статус који је годинама градио, док Сузан добија информацију да из „Соне” нико није изашао, те да је подручје након одређених проблема осигурано. Линколн покуша да спасе Ел Џеја по други пут, али му то не успе. Лечеро открива да Мајкл планира бекство и одлучује да му се придружи, верујући да затвореници губе поверење у њега и и да је време да живи са својих петоро деце. Махон схвата да му је суђење одгођено и због неузимања дроге постаје све нестрпљивији, што Салинс не могне више да издржи. На крају Мајкл открива да Вислер у ствари ради с Гречен (Сузан), која му продужује рок и даје четири дана времена да изађе. |                    |        |                  |                               |                     |           |                           |
| 52 | 8                  |        | Боби Рот         | Кристијан Троки & Ник Сантора | 12. новембар 2007.  | 3AKJ08    | 7,18                      |
| У „Сони” се ствари накратко стишавају, а Мекгрејди очекује посету свог оца, за што се посебно уредио. Генерал Џонатан Кранц, шеф „Компаније”, обавља неугодан разговор са својим оперативцем Гречен, од које тражи да се ствари убрзају. Она након овог посећује Вислера и говори му да се план мења: до 17 сати он ће још данас да буде избављен од стране „Компаније”, а Мајкл би до тада требало да буде убијен. Семи Лечеру говори да екипи која влада „Соном” — која тренутно броји три члана — треба проширење, а као новог члана предлаже му Кристобала. Гречен у „Компанијином” стожеру организује целу мисију којом ће Вислер да буде избављен из затвора, а Софија проналази доказ да Вислер није онај ким се у ствари све време представља. Наиме, она добија позив од Томија Деја, човека који је Вислеру — наводно — изнајмљивао стан док је овај био још увек на слободи, који јој говори да је у стану пукла цев, те да би неко требало да дође и види о чему се заправо ради. Овај позив прате људи из „Компанијиног” стожера, те адресу Вислеровог стана преносе Гречен, која — као и Софија — одмах креће на пут. Махон треба да сведочи против „Компаније”, али због зависноти о дрогама он је онемогућен да то и учини, па помоћ тражи од једине пријатељице, агентице Ланг. Лечеро Мајклу открива да „Сона” има урушени тунел који су чувари користили да стигну од блока до блока B, али — како су након избијања побуне сви затвореници пребачени у блок B— тунел је постао беспотребан и разнет је од стране војске. Софија долази на адресу Абел Браво бр. 40, Обарио (енгл. 40 Abel Bravo, Obarrio), те у стану бр. 4 који је Вислер користио проналази пасош издат на име Гери Милер са сликом „Вислера”; у том моменту у просторију упадне Гречен и запрети Софији да уколико не престане да се петља у Вислеров случај ствари по њу ће лоше да се заврше. Мајкл и Вислер планирају како ће да пробију рупу изнад тунела и изађу напоље, а Лечеро им говори да је Семи (који је малопре силазио у одаје по рум који жели да послужи Кристобалу и његовим људима) отишао и да могу да изађу напоље, што Вислер очајно и ишчекује. Мајкл замоли Мекрејдија да преко свог оца Алфонса Линколну пренесе одређену поруку, док Линколн и Сукре кују план како да избаве Ел Џеја или се барем осигурају при могућој размени. Њих двојица се састају са Софијом, али их нападају „Компанијини” агенти којима је наређено да смакну све троје. Међутим, Линколн се решава ове претње тако што усред Панаме на улици убија „Компанијиног” агента. Назад у затвору, Семи и Лечеро због Линколновог позива доживљавају још један сукоб, због чега њихов однос постаје све лошији. У току је Махоново суђење, а агентица Ланг није успела да му набави лекове пре уласка у судницу, тако да он прича неповезано и упропашћује шансу коју му је омогућио Салинс. Суд одлучује да ће да га врати у „Сону” што је пре могуће. Мајкл након Лечеровог упозорења да га брат више никада не сме да назове без дозволе, обавља разговор с Линколном, те сазнаје да „Компанија” жели сама да извуче Вислера из „Соне”. Два војна хеликоптера надлећу затвор, те покушавају да дођу до Вислера, али Мајклу полази за руком да ово спречи, након чега хеликоптери бивају приморани на обустављање мисије, што Гречен ствара велике проблеме. У затвору се потом оглашава генерална узбуна, а као замена главног чувара Ескамиље на сцену ступа генерал Завала, те као кривца за два бекства покушана у последња два дана проналази Скофилда. Говори да му је у „Сони” изазвао превише проблема, те да је његов боравак у овом затвору завршен. Чувари одводе Скофилда из „Соне”, а Лечеро, Ти-Бег, Белик, Вислер и остали овим чином остају потпуно шокирани. |                    |        |                  |                               |                     |           |                           |
| 53 | 9                  |        | Крејг Рос мл.    | Карин Ашер                    | 14. јануар 2008.    | 3AKJ09    | 7,87                      |
| Мајкл је одведен у сурову самицу, коју чини кутија обложена фолијом, постављена на отвореном како би се температура унутра повисила до граница које људски организам може једва да издржи. Завала жели по сваку цену од Мајкла да извуче признање покушаја бекства, као и објашњење и откривање саучесника. Махон се враћа у „Сону” и при опроштају са агентицом Ланг и уласку у затвор, види Мајкла заробљеног у кутији. Гречен одлучи да Линколну омогући једноминутну посету Ел Џеју како би остао мотивисан, те га одводи у складиште у ком му је син заробљен. Белик улази у сукоб с једним од чланова Лечерове екипе, Октавијом, док Мајкл све теже издржава самицу. Сукре при изласку из аутобуса наилази на Аугуста, који га као гробара Риверу приморава на још једну, овог пута веома специјалну пошиљку. Сукре Мајклу доноси чашу воде и пружа му преко потребну подршку, док Лечеро и Вислер покушају да започну с копањем рупе кроз плафон тунела. Међутим, они убрзо схвате како им је потребан инжењер, Скофилд, те одустају и излазе из одаја, при чему Ти-Бег примети Вислера како ради с Лечером. Завала посећује Мајкла који одлучи да проговори, што Мекгрејди и Вислер примете с прозора. Завала га потом ослобађа из кавеза и одводи у своју климатизовану канцеларију. Мајкл му исприча целу причу око бекства, почевши од „Фокс ривера” па до „Соне” и хеликоптера, али овај му баш и не поверује. Ти-Бег склапа договор с Вислером, који му обећа да ће да буде укључен у бекство уколико се реши Семија. Завала доводи Вислера како би потврдио Мајклову причу, али овај порекне све што је Мајкл рекао, након чега се приступи насилним методима извлачења признања. Ти-Бег и Махон се у међувремену састају, а Ти-Бег зависнику нуди пословни предлог: Махон у рингу треба да савлада Семија, а заузврат ће сви дугови од дроге коју му је Ти-Бег доносио да буду отписани. Вислер ипак попушта и Завали одаје име „Компанијине” везе споља с којом је у контакту — Гречен Морган. За ово време Гречен потплаћује Сукреа да се окрене против Линколна и Мајкла, на што он „пристане” само како би узео 50 хиљада долара и помогао тиму. Семи добија Аугустову пошиљку, те изнуђује борбу Белика и Октавија, с чим Лечеро није ни најмање задовољан. Махон одлучи да не прихвати Ти-Бегову понуду, а овај му говори да више никада ни не помисли да од њега затражи било какву услугу. Завала заробљава Гречен и испитује је како би потврдио Мајклову и Вислерову причу, док Белик изналази идеју како да на прљав начин победи јачега од себе. С крпама намоченим ацетоном и везаним за руке, он савлађује противника Октавија, али ову превару лако проваљује Ти-Бег. Завала одводи Гречен до складишта у ком би наводно требало да буде Ел Џеј, али ту Гречен убија и њега и његовог помоћника, те преузима ствари у своје руке. Семи прима посету од Аугуста, који му говори да су Лечерови дани одбројани, те да треба да погледа шта је добио у пошиљци коју још увек није отворио, а остало ће само да му се каже. Након што сазнају да је генерал Завала нађен мртав крај ауто-пута, Мајкл и Вислер бивају враћени у „Сону”, а сарадња с Лечером се наставља. Семи отвара пакет и у њему налази пиштољ који намерава да искористи што пре то боље. |                    |        |                  |                               |                     |           |                           |
| 54 | 10                 |        | Мајкл Свицер     | Мет Олмстед & Сет Хофман      | 21. јануар 2008.    | 3AKJ10    | 7,81                      |
| Мајкл, Махон, Вислер, Ти-Бег и Лечеро почињу са спроведбом плана о копању кроз плафон тунела испод „Соне”, а након што направе прве кораке Лечеро шаље Ти-Бега по материјал у Гиљермову ћелију бр. 40. У просторију улази Семи с Кристобалом и Цирусом, те Лечеру прислања пиштољ на главу, говорећи му да је његово време истекло. Из поштовања одлучи да Лечера остави на животу, те га избацује из његове „куће”, а потом из одаја узима кутију рума и обраћа се свим затвореницима. Он им саопштава да је сада цели посао у његовим рукама, а прва ствар коју жели да обави је да убије Скофилда; Семи тако нуди кутију рума оном ко му доведе Мајкла, а Лечеров утицај скоро и да не постоји. Ти-Бег Лечеру предлаже да у бекство укључе Белика, тако што би на исти начин на који је савладао Октавија убио и тренутно највећу претњу, Семија. Сукре се у међувремену састаје с Гречен, која му даје готовински чек на 25 хиљада долара, што је већ прва половина договорене исплате. Мајкл, Махон и Вислер су и даље у подземним одајама где копају плафон тунела, не знајући још увек шта се десило изнад и да је Мајклу глава у торби. Пошто је пристао на Ти-Бегов пословни предлог, Белик одлази до Семија и пред њега баца пилећу ножицу, изазивајући га на борбу до смрти из које зна да уз помоћ ацетона веома лако може да изађе као победник; проблем настаје када Белик увиди да у „Сони” више нема ни једне капи ацетона, што га шокира. Линколн и Софија се сусрећу с контактом чије им је име и адресу дао Сукре; у не баш најугоднијој четврти они куцају на врата криминалца Осберта, од кога купују бомбу намењену Гречен. Белик је у проблему како да набави неко средство које би могло да омами Семија, те помоћ тражи од Маријана. Како год, борба почиње, а Белик бива препуштен сам себи, док екипа из тунела замало не изгуби једног од својих чланова. Наиме, Семи са својом екипом доводи Лечера у тунел како би му дао шифру за откључавање врата иза којих су Мајкл и Махон, док је Вислер у рукама Кристобала и Цируса као талац. Мајкл ипак мора да изнутра отвори врата и пусти Семија да открије њихов план. Међутим — како Скофилд не ради скоро ништа без планирања — он надмудри Семија, који се у незнању пење кроз рупу коју су бегунци прокопали, а коју је Скофилд учинио нестабилном извлачењем главног потпорња. Земља се уруши и убија Семија на лицу места, док у међувремену Махон и Лечеро савлађују остатак његове издајничке банде. Лечеро на овај начин поново враћа вођство „Соне” у своје руке, што омогућава наставак целе приче, у коју — помало незаслужено — дозволом Ти-Бега упада и Белик, ког Семи није успео да докрајчи због вести о проналаску места на ком се скривао Скофилд. Сукре бива раскринкан од стране Гречен, која сазна да је 25 хиљада послао за Чикаго својој девојци Марикруз; он након овог не успе да узме назад бомбу коју је Гречен оставио у ауту, ризикујући тако живот своје вољене у САД. Линколн посећује Мајкла и говори му да је Софија нашла пасош издат на име Гари Милер а са сликом Вислера, који се — дакле — све време лажно представља, што Мајкла и не зачуди у великој мери. За то време, Софија проналази Вислерову торбу, која би могла да разоткрије „рибаров” прави идентитет. |                    |        |                  |                               |                     |           |                           |
| 55 | 11                 |        | Грег Јејтејнес   | Зек Естрин                    | 4. фебруар 2008.    | 3AKJ11    | 7,35                      |
| Лечеро и екипа настављају са планирањем бекства, а напетости у екипи расту. Обилне кише приморају Мајкла на мењање планираног датума на који би бегунци требало да изађу; он одлучује да бекство мора да се деси још вечерас, јер рупа коју су прокопали у плафону тунела у противном неће још дуго да остане непримећена. Мекгрејди од Мајкла тражи да га овај укључи у екипу, што Мајкл упорно одбија. Он потом јавља брату да је дошло до промене распореда и да тим излази вечерас, што Линк даље преноси Гречен која је на састанку са Сукреом, ком је донела бомбу из свог аута. Она га потом по последњи пут упозорава да ако не буде извршавао њена будућа наређења, Чикаго ће да осване с једном трудницом мање. Ти-Бег и Лечеро с једне стране — те Белик и Махон с друге — удружују снаге и осигуравају личне интересе, док Мајкл разговара са Сукреом који је испред „Соне” и који има задатак да му дȃ информације о типу резервног генератора (агрегата) који напаја затвор у случају нестанка струје. Мајкл ове податке користи да — преко компаније-произвођача и уз помоћ Лечеровог телефона који му је доступан 24 сата — сазна колико ће времена екипа да има на располагању пре него што се резервни генератор не укључи и светла поново не упале, јер Скофилд заправо намерава да саботира цели систем и искључи рефлекторе које стражари са осматрачница користе за надгледање „ничије земље” ноћу, и то пред сами излазак из рупе тунела. За то време, Гречен осигурава да Вислер остане довољно мотивисан, те сазива састанак тима споља у једном напуштеном складишту. Она позива Вислера и пружа му и више него уверљив доказ да је она та која контролише ситуацију, а не неко други. Сукре чувару Мохаресу, као и неколицини других који ноћу у џип-патролама облиазе „Сону”, пресеца одређено црево у ауту, како би их онеспособио у ноћи бекства. Мајклу и Вислеру у „заједничку” посету — иначе последњу пред бекство — долазе Линколн, Гречен и Софија, а Гречен од Вислера тражи координате које јој требају како би их предала „Компанији”. Међутим, он јој даје једну половину информација које жели да добије и говори да ће остатак да јој буде уручен после бекства, када се он увери да су сви сада заточени на сигурном. Мајкл у екипу убацује и Мекгрејдија, а после тога члановима тима који су завршили с копањем говори да имају само 30 секунди до паљења резервног генератора и осветљавања „ничије земље” рефлекторима са осматрачница, уверавајући их да ће он да буде тај који излази први. Линколн је у мисији сечења струјних водова, док Сукре наилази на проблеме са стражаром Рафаелом; наиме, он упада у неочекивану невољу када због коришћења имена Хорхеа Ривере, бившег „Сониног” гробара чији је идентитет украо, буде раскринкан и пронађен у систему као тражено лице с већ издатим налогом за хапшење. Лечеро, Белик и Ти-Бег уцењују Мајкла терајући га да прихвати чињеницу да он не излази први, или — у противном — Вислер умире; како год, касније ће да се испостави како је Мајкл управо желео баш овакав расплет ситуације... Линколн краде стари аутобус и њиме се забија у далеководе у близини затвора, искључујући на тај начин струју у целом кварту. Светла у „Сони” се гасе, а 30 секунди једине преостале шансе за излазак из овог немилосрдног затвора управо почиње да одбројава. |                    |        |                  |                               |                     |           |                           |
| 56 | 12                 |        | Кевин Хукс       | Ник Сантора                   | 11. фебруар 2008.   | 3AKJ12    | 7,84                      |
| Лечеро, Ти-Бег и Белик излазе на „ничију земљу” као прва три бегунца, али резервни генератор се укључује пре првобитно планираног времена, те они бивају ухваћени. Лечеро при овоме бива погођен, а стражар Рафаел закључава Сукреа у управи затвора, те се придружује генералу Местасу и капетану Соку у привођењу тројке. Мајкл саопштава тиму који с неверицом слуша шта се изнад њих дешава, да је у ствари баш овакав расплет ситуације његов истински план; наиме, испоставља се да је све ово диверзија коју је Мајкл искористио како би Вислеру, Махону, Мекгрејдију и себи омогућио излазак, с другим планом и другим тајмингом. Рафаел Сукреу одузима мобилни телефон, тако да је овај онемогућен да одговара на Линколнове позиве. Белик генералу Местасу открива причу о тунелу испод Лечерове собе, након чега се истрага усмерава према Мајклу и екипи. Међутим, они у међувремену излазе из тунела и сакривајући се испод камиона успевају да се извуку из „Сониног” дворишта, што Местас и Соко не сазнају на време. Вислер при потери кроз џунглу угане зглоб, али тим се на плажи ипак сусреће с Линколном, који им објашњава даљи план. Они ископавају бочице с кисеоником које су Линколн и Софија припремили и које ће екипа да користи за дисање под водом, те тако — сакривена од полиције — доплива на сигурно. Вислер схвата да је изгубио водич за орнитологе (Birds: Northwest Hemisphere) у ком се налазе веома битне координате, док Мекгрејди тиму открива како није баш најбољи пливач. Након што допливају до бове код које би требало да се укрцају на брод, Линколн открива да је особа која је задужена за овај део плана нико други до Сукре, који је и даље везан у једном од уреда „Соне”. У међувремену, Мекгрејдијев отац Алфонсо сазнаје да је брод бр. 312 још увек у луци, те да је резервисан али да нико није дошао да га узме. Капетан Соко на плажи проналази доказе које је тим оставио за собом, те јавља генералу Местасу да ће у истрази да помогне и обална стража. Алфонсо бродом долази по „Четворку из ’Соне’” и одвози их до обале, док Ти-Бег у затвору проналази Вислеров водич за орнитологе. Испоставља се да је „Компанија” цело време пратила Вислера ком је Гречен пре неколико дана дала сат који би — наводно — требало да одреди рок за бекство који ако се не испоштује Софија или Ел Џеј ће да буду убијени. Екипа се решава уређаја за праћење и покушава да умакне „Компанијиним” агентима, у чему ће да им помогне план који су Линколн и Сукре припремили пре почетка бекства. Стражар Менхавар мучи Ти-Бега, након што је скоро па докрајчио Белика, који му није хтео да ода жељене информације. Местас наређује Рафаелу да пусти Сукреа, а Гречен открива да је екипа већ давно побегла из дрвене колибе, коју је агент „Компаније” веровао да држи под контролом. Наиме, Сукре и Линколн су пре извесног времена снимили пуцњаву пиштољем, а ту траку Линколн је сада пустио на касетофону, како би дао утисак да је екипа унутра и да пружа отпор. Мекрејди и Алфонсо наилазе на блокаду на цести којом се возе, а Ти-Бег одаје Сукреа управо када је овај требало да напусти „Сону”, док генерал Местас добија информације о „Хорхеовом” правом идентитету. Мајкл, Линколн, Вислер и Махон се налазе у складишту у ком планирају да — под својим условима — изведу размену Вислера за Ел Џеја. Како год, док Линколн покушава да изравна рачуне са убицом свога оца Алда, Вислер успева да побегне, што браћу оставља без икакве предности и начина за даље преговарање с Гречен. |                    |        |                  |                               |                     |           |                           |
| 57 | 13                 |        | Нелсон Макормик  | Мет Олмстед & Сет Хофман      | 18. фебруар 2008.   | 3AKJ13    | 7,40                      |
| Мајкл и Линколн након аутомобилске потере и краће јурњаве панамским улицама успеју да ухвате Вислера у последњем моменту, управо када је он хтео да ода своју локацију Гречен. Мекрејди и Алфонсо су у месту Ирганди (око 200 западно од панамско-колумбијске границе), где су наишли на блокаду пута. Рафаел, Местас и други чувари у „Сони” муче Сукреа, који не жели да ода пријатеље. Мајкл саопштава Гречен ново место размене: Трг Француске (шп. Plaza de Francia). У „Сони” влада општа анархија, а Ти-Бег и Белик спасавају Лечера од побуњеника који желе да га убију. Махон се чини да је остао без ичега, а Сукре је приморан да копа властити гроб у ком ће да оконча уколико не ода Мајкла. Мајкл и екипа се састају с Гречен, али се открива да сврха овог састанка није размена, већ само потврђивање да су Софија и Ел Џеј и даље живи. Алфонсо успева да превари полицију, те се са својим сином Мекгрејдијем (Луис Гаљего) упућује ка његовом родном месту, Колумбији. Лечеру су последњи сати одбројани, а Мајкл говори Гречен да је место на ком ће размена да се деси музеј антиквитета. Међутим, размена не пролази баш најбоље по Гречен која је намеравала да Мајкл, Линколн и Ел Џеј буду изрешетани при изласку из музеја; наиме, Мајкл активира аларм те тако сви из музеја морају да изађу на иста врата, на тај начин осигуравајући да нико не буде убијен. Назад у „Сони”, Ти-Бег успе да наговори Лечера да од својих људи споља затражи 50 хиљада долара којима би подмитили управника Местаса и управу да их пусте напоље; како год, након што му Лечеро среди новац, Ти-Бег га издаје, те дави јастуком пред Беликовим очима. При изласку из музеја полиција код Вислера проналази украдени предмет који му је подметнуо Мајкл, како би њега и Гречен увалио у проблеме. Међутим, план се не одвија онако како је Мајкл замислио и долази до општег нереда након што Греченини људи отварају ватру на полицију. Софија бива рањена, а Мајкл умало да не убије Гречен, у чему га спречава полиција. Мери Франсис, Лечерова бивша девојка која га је обучена у часну сестру редовно посећивала, Ти-Бегу доноси новац и обећава да неће да га изда и да ће да га чека док не изађе, што овог јако обрадује. Породица Гаљего је поново на окупу, након што Алфонсо и Луис стигну у родни крај, Аканди (Колумбија). Сукре бива закопан до врата, али генерал Местас наређује Рафаелу да га се пусти, јер да је ишта знао до сада би им већ рекао. Како год, Мајкл у погрешном тренутку позива Сукреа на телефон који је код Рафаела, а након што му овај допусти да обави разговор и сазна локацију бегунаца, Сукре уништи телефон знајући да су му пријатељи на сигурном, због чега би могао убрзо и да пожали јер га Рафаел одводи у „Сону”. Ти-Бег започиње да влада „Соном”, а Ел Џеј Мајклу даје Сарин црвени оригами цвет, који јој је он дао још док је био у „Фокс риверу”. Открива се да је Махон дугогодишњи пријатељ Вислера, Гречен и осталих из „Компаније”, који ће да га убаце унутра да ради за њих по други пут. Софија се опоравља од повреде коју је задобила код музеја, а Мајкл проналази трагове који ће да га одведу до Џејсона Лифа, Вислеровог контакта, а затим и до Вислера и Гречен. Скофилд се растаје с Линколном и одлази у потрагу за убицом своје једине љубави, недужно усмрћене др Саре Танкреди. |                    |        |                  |                               |                     |           |                           |

### 4. сезона (2008—2009)
| Бр. еп. (укупно) | Бр. еп. (у сезони) | Наслов | Режисер         | Сценариста                                                          | Премијера           | Прод. код | Гледаност у САД (милиони) |
| --- | ------------------ | ------ | --------------- | ------------------------------------------------------------------- | ------------------- | --------- | ------------------------- |
| 58 | 1                  |        | Кевин Хукс      | Мет Олмстед                                                         | 1. септембар 2008.  | 4AKJ01    | 6,53                      |
| Након три седмице трагања, Мајкл проналази Гречен и Вислера у Лос Анђелесу, а једини циљ му је освета за Сарину смрт. Мајкл прерушен у конобара улази у зграду у којој се састају Вислер и извесни Џејсон Лиф, о коме су се налазили подаци у Вислеровом водичу за орнитологе. Наиме, Махон, Гречен и Вислер треба да дођу у посед одређене картице чија је вредност за „Компанију” огромна, али Мајкл их проналази желећи да убије Гречен. Међутим, Мајкл сазнаје да је Сара успела да побегне „Компанији” и да је још увек жива. Гречен од шефа „Компаније”, генерала Џонатана Кранца, добија информацију да је картица коју му је донела дупликат, а нови агент преузима рад на овом случају; то је оперативац Вајат Метјусон, који има први задатак да смакне Гречен. Линколн је у Панами и прима позив од Мајкла, који му говори да је Сара вероватно жива и да иде да је тражи. Белик и Сукре се у Сонорској пустињи (око 8 од мексичке границе) састају с Беликовом мајком Едном. За ово време Мајкл преко веб-сајта сазнаје да Махон жели да се састане са њим, тврдећи да има информације о Сари. На овом састанку Махон Скофилду објашњава да „Компанија” поседује одређену картицу имена „Сцила” (енгл. Scylla), која представља њену црну књижицу, нешто попут дневника са именима свих агената, операција, планова и сл. Међутим, како Мајкла ово баш и не интересује јер само жели да пронађе Сару, Махон га одводи до Вислера за кога тврди да зна где се она налази. Вислер објашњава Мајклу како треба да провали у осигурану зграду да би очитао картицу која је тренутно у његовом поседу, али пошто је изгубио водич за орнитологе потребна му је помоћ „стручњака”. Такође му открива и да је Сара — наводно — виђена како купује аутобуску карту у Санта Феу за Чикаго. Изненада се појављује оперативац Вајат и убија Вислера, узимајући оригинал картице који се налазио код њега. Ти-Бег се из Панаме упућује ка Сједињеним Државама, а Вајат генералу Кранцу доставља тражену картицу. Кранц наређује да се — сада кад је чувар картице Стјуарт Таксхорн поново дошао у посед њеног оригинала — започне „темељито чишћење”; сви који су везани за Вислера, Махона, Мајкла, Линколна и др. треба да буду уклоњени с лица земље. Махон обавља разговор са својом женом Памелом која је у Дурангу (Колорадо), те јој говори да ће да учини све како би били заједно. Линколн је ухапшен након убиства „Компанијиног” агента у Панами, који је покушао да га убије. Махонову жену Пам и њиховог сина Камерона посећује Вајат, који жели да преко њих двоје пронађе Александра. Да би пронашао Сару, Мајкл се за помоћ обраћа породичном пријатељу Танкредија, Брусу Бенету, али га при овоме хапси полиција. Он бива приведен у просторије полицијске агенције Унутрашња безбедност (енгл. Homeland Security), а истрагу води специјални агент Доналд Селф, који Скофилду саопштава да је циљ да се „Компанија” сруши једном за свагда, а да би се ово извело проналазак „Сциле” је неопходан. Махон долази кући, али пред кућним двориштем затиче гомилу полицијских аутомобила; при покушају да ступи у кућу зауставља га неколицина полицајаца, од којих га један упозорава да не жели да уђе тамо и види шта се десило, након чега Махон остаје потпуно шокиран. Сукре након посете новорођеном детету и његовој тетки Тереси бива ухапшен испред болнице (кривицом Тересе), те — заједно с Беликом који га је чекао у ауту — ненасилно приведен властима. Ти-Бег полази на пут с тројицом сумњивих типова (Санчом, Флаком и Гордом), а Линколн је долетео у САД, где се састаје с Мајклом и Дон Селфом. Дон Селф браћи говори да су њихова три стара пријатеља — Сукре, Белик и Махон — ухапшени, и да ће да им помогну при проналаску „Сциле” и рушењу „Компаније”. Брус Бенет је у међувремену уплатио велику своту новца за Мајкла и Линколна како би осигурао да изађу што пре, те је дошао по њих и омогућио им сигуран превоз до — ни мање ни више — Мајклове једине љубави за коју живи, др Саре. Они се састају и обављају дужи разговор, док Линколн покушава да одгонетне тајну поруку скривену у писму свога оца Алда, чији му је досије дао Дон Селф. Међутим, изненада их напада један од „Компанијиних” оперативаца, након чега они одлуче да дефинитивно пристану на Селфову понуду, желећи да се агонија оконча једном за сва времена. У уреду Унутрашње безбедности потом се састају са Сукреом, Беликом и Махоном, а прва ствар коју ова „нова стара” екипа треба да уради јест да пронађе Birds: Northwest Hemisphere, Вислеров водич за орнитологе у чијем је поседу Ти-Бег. Ти-Бега и његовог пријатеља Санча превозници Флако и Гордо избацују из аута, узимајући сав Бегвелов новац који му је претходно дала Лечерова бивша, Мери Франсис. Након што су добили нове идентитете и након што је Скофилд претрпео ужасне болове при скидању тетоваже која је претила да ода целу мисију, Мајкл, Сара, Линколн, Сукре, Белик, Махон и Дон Селф укрцавају се на авион, на пут у рушење „Компаније” и остварење циља свих чланова тима — властите слободе и слободе Сједињених Држава. |                    |        |                 |                                                                     |                     |           |                           |
| 59 | 2                  |        | Боби Рот        | Зек Естрин                                                          | 1. септембар 2008.  | 4AKJ02    | 6,53                      |
| Мајкл и његов тим су стигли у Лос Анђелес, а агент Дон Селф им је дао ГПС мониторе, које су обавезни да носе на глежњевима како не би имали могућност да побегну. На мисији проналаска „Сциле”, „Компанијине” црне књижице, тим ће да ради у напуштеном али сигурном складишту, а да иједна друга служба осим Унутрашње безбедности не зна за њихову локацију. Екипи се придружује и нови члан, рачунарски геније Роланд Глен, који ће да се покаже од кључног значаја у целој мисији. Напетости у екипи су на високом нивоу, али посао мора да се обави што је ефикасније могуће. Махон тиму излаже своја запажања: док је недавно кратко радио као „Компанијин” возач, приметио је да се један од запосленика разликује од осталих по много чему. Закључак је да је он највероватније телохранитељ тзв. чувара картице (енгл. ), па је задатак екипе да га пронађе и отуђи му „Сцилу”, преда је Селфу и тако заради слободу. У мексичкој пустињи, око 97 јужно од америчке границе, Ти-Бег и Санчо су на путу ка Сједињеним Државама, тачније Сан Дијегу; наиме, Ти-Бег је читајући Вислерову књигу пронашао име овог града али и друге трагове који би могли да га одведу до Скофилда или пак Скофилда равно њему. Сара се присећа лоших ствари које су јој се недавно десиле, а тим је уз помоћ изузетних обавештајних могућности Унутрашње безбедности успео да идентификује возача за кога сматрају да ће да их одведе до „Сциле”. Испоставља се да је то Вејд Ирвинг, 40-годишњи возач из Лос Анђелеса и телохранитељ чувара картице Стјуарта Таксхорна, извршног директора фирме под именом „Спектролеум” (енгл. Spectroleum). Роланд екипи говори да иако је немогуће да украду „Сцилу” од Таксхорна кога чува максимално обезбеђење 24 часа дневно, постоји други начин да дођу до онога што желе; наиме, план је да се помоћу Роландовог уређаја (бежични специјализовани тврди диск) који је он сам направио (и због кога је смештен у затвор) подаци с картице копирају, с тим да је за ово неопходно да уређај с кога се нешто копира буде на растојању не већем од 3 од Роландовог тврдог диска. Генерал Кранц и Таксхорн се састају и договарају будуће мисије „Компаније”, а Сукре намерно изазива саобраћајну несрећу са Ирвингом, како би му се приближио и копирао податке. Међутим, Роланд не добија никакав сигнал, што значи да картицу не носи возач Вејд. Селф се у међувремену распитује за начин на који функционише „Сцила”, а помоћ тражи од бившег позананика Џаспера Потса. Санчо у очају напада Ти-Бега, али извлачи дебљи крај; Ти-Бег га једним ударцем савлађује, а овај након што главом удари о камен остаје мртав на лицу места. Мајкл ствара план како да дође у близину картице и копира информације са исте; план је да екипа искористи служавку да унесе Роландов уређај у Таксхорнову кућу и тако дође у посед информација са „Сциле”. Сара открива Мајклу своје закључке изведене из Алдових писама и директорија, док у Чикагу агент Вајат преко службенице Клаудије и њене ћерке које држи заробљене покушава да открије место на ком су смештени Мајкл, Линколн и остали после трансфера. Сара успева да у торбу Таксхорнове служавке убаци Роландов уређај за копирање података, док Ти-Бегу превоз нуде двојица мотоциклиста на четвороточкашима. Екипи полази за руком да диверзијом копира информације с картице на уређај, али настају проблеми око повратка уређаја из назад; наиме, служавка је уређај оставила у шефовој кући, мислећи да припада њему... Вајат сазнаје да је особа имена Брус Бенет платила кауцију за излазак браће из притвора, те убрзо проналази Бруса од кога жели да по сваку цену сазна локацију Мајкла и Линколна. Мајкл, Махон, Сукре и Белик у међувремену проваљују у Таксхорнову кућу и краду картицу пре него што их ико од обезбеђења примети. Ти-Бег проналази Вислеров план — двојни идентитет, те се упућује према Лос Анђелесу и корпорацији „Гејт” (енгл. Gate), што му је омогућило дешифровање података из водича за орнитологе. Тим у складишту уз помоћ Роланда и Саре схвата да је крађом Таксхорнове картице добио само један део слагалице, јер „Сцилу” чини шест картица које чува шест различитих људи, док тим има само једну од њих, остајући са задатком проналаска осталих пет. Открива се да Гречен ипак није мртва; наиме, специјални агент Вајат је држи заробљену, зато што жели да извуче било какве корисне информације које би она могла да зна. На крају епизоде, Мајклу из леве носнице потече крв, што га помало изненађује и веома забрињава... |                    |        |                 |                                                                     |                     |           |                           |
| 60 | 3                  |        | Милан Чејлов    | Ник Сантора                                                         | 8. септембар 2008.  | 4AKJ03    | 6,36                      |
| Након што служба Унутрашње безбедности добије информацију да је потребно да се пронађе још пет картица, цела мисија се убрзава, а тим мора да до краја дана пронађе другог чувара картице уколико не жели да се врати назад у затвор. Дон Селф добија упозорење да би цела мисија ускоро могла да буде угашена, јер његов надређени — Херб Стантон — не види добар исход целе приче, о чему ће убрзо и да обавести сенатора Далоа чија ће одлука да буде коначна. Тим треба да у имејлу послатом Стјуарту Таксхорну (од кога је екипа успела да копира информације с прве картице) а који је прошао кроз сервер у Анахајму сазна место састанка Таксхорна и другог чувара картице, те тако дође у њен посед од. копира информације које садржи. Ти-Бег је стигао у Лос Анђелес, где с новим именом започиње живот изнова, сећајући се кроз шта је све прошао још од „Фокс ривера”, преко „Соне”, па све досад. Агент Вајат дрогира Бруса Бенета дајући му „серум истине”, како би сазнао место на ком се браћа и Сара налазе. Мајкл, Линколн, Сара и Роланд су пред зградом у којој је смештен сервер с кога треба да скину Таксхорнов имејл. Након што успеју да уђу у просторију у којој се он налази и скину тражене информације, Мајкл и Роланд унутра остају заробљени, јер се активирао сигурносни систем који сервере штити од пожара тако што херметички затвара просторију и извлачи кисеоник из ње, спречавајући даље ширење ватре. Наиме, овај систем је претходно активирао Мајкл, како би Сари — која је разоткривена на портирници — омогућио да побегне, не знајући да зграда у којој се налазе располаже са овако напредном технологијом и сигурносним системима. Док Линколн спасава брата и Глена из невоље, Белик размишља о бекству у Мексико које је само неколико километара од места на ком се налази, али од овог издајничког и кукавичког наума га веома одлучно одговара Сукре. Након што је од Стантона примио шокантне вести о моменталном обустављању целе мисије, Дон Селф улази у трку с временом да продужи рок и нађе начина да се операција настави, што му баш и не полази за руком. Агент Вајат полако напредује с ненасилним испитивањем Бруса, а Бегвел се — под новим псеудонимом Коул Фајфер — припрема за први радни дан у корпорацији „Гејт”, извршног директора Грегорија Вајта. Махон пуца под притиском и напада Роланда због подсећања на смрт сина, због чега се односи између њега и Линколна полако стабилизују. Белик и Сукре изненада бивају ухваћени, али Сукре успе да обавести Мајкла да је у опасности и да треба хитно с целом екипом да бежи. Мајкл, Линколн и екипа бивају прогоњени од стране Дон Селфа и његовог помоћника, док Ти-Бег контактира „Гејт” и лагано улази у посао као први и понајбољи продавац у целом северном региону. Мајкл — сасвим случајно — дешифровањем Таксхорновог имејла открива да је место састанка двају чувара картица нуклеарна електрана у близини Њупорта. При потери око електране сви осим Мајкла бивају ухваћени, али и он убрзо одлучи да се преда; разлог за овакав помало неочекиван потез је то што је Скофилд снимио састанак не само два чувара картица, већ свих шест чувара, што значи да је проналазак осталих пет картица и комплетирање целе „Сциле” увелико олакшано сада кад екипа зна у чијем је поседу свака од њих. Дон Селф наређује својим људима да ослободе бегунце јер ће операција ипак да буде настављена, по сваку цену и упркос директном и по живот опасном супротстављању Хербу Стантону. Махон добија пошиљку од агентице Ланг, у којој се крију информације помоћу којих ће да пронађе убицу свог сина, агента Вајата. Вајат сазнаје да се Сара налази у Лос Анђелесу, те након што му је Брус рекао све што зна — он га немилосрдно убија и из Чикага се упућује ка новом одредишту ЛА. Линколн и Махон су коначно изравнали рачуне, јер је Линколн — пошто је сазнао да су Махону убили сина — одлучио да му на неки начин „опрости” за убиство оца, али и постане најбољи пријатељ који ће да му помогне у проналаску и освети окрутном „Компанијином” оперативцу Вајату. Махон остаје схрван немогућношћу да исправи погрешке из прошлости и води нормалан живот с Пам и својим сином... |                    |        |                 |                                                                     |                     |           |                           |
| 61 | 4                  |        | Мајкл Свицер    | Карин Ашер                                                          | 15. септембар 2008. | 4AKJ04    | 5,79                      |
| Тим проналази име другог чувара картице, а реч је о Еролу Табаку, турском конзулу који живи и ради у Лос Анђелесу. Док се Коул Фајфер припрема за одлазак на своје ново радно место, корпорацију „Гејт”, тим открива да је други чувар картице заправо Еролова жена Лиса. Сара добија информацију од Дон Селфа о смрти Бруса Бенета, док Лиза — након разговора са оцем Џонатаном Кранцом — напушта зграду у којој се сусрела са њим, окружена трима телохранитељима, који спречавају екипу да ишта покуша. Међутим, екипа сасвим ненадано угледа старог пријатеља, који би могао да им буде од користи; наиме, Коул Фајфер, односно Ти-Бег, запутио се ка „Гејту”, али Мајкл и Линколн га након краће потере убрзо ухвате и питају за Вислерову књигу. Улицом наилази полицајац, тако да браћа морају да пусте Ти-Бега, не стигавши да отму књигу. Агент Вајат је у потрази за Саром, а генерал му преноси вест да један од бивших запосленика „Компаније” ствара проблем интересујући се за „Сцилу”. Мајкл теши Сару говорећи јој да смрт Бенета није њена кривица, а Ти-Бег стиже у фирму и након разговора са згодном рецепционерком Тришаном Смит очекује састанак с директором Вајтом. Мајкл разговара са Селфом, а овај му говори да се као разлог смрти Бруса Бенета наводи самоубиство, за што и они знају да је веома мало вероватан разлог. Мајкл Селфу преноси да је Ти-Бег у граду, те да би могао да има корисне информације, након чега овај контактира свог пријатеља Џаспера Потса, остављајући му поруку на секретарици. Тим у складишту сазнаје више информација о Лизи Табак; она је, између осталог, логистичарка у извршном одбору приватне фондације „SENSA”, а што је још важније — данас ће да буде одликована као највећи донатор добротворне организације „Орлови и анђели” (енгл. Eagles & Angels), која одаје почасти за полицајце Лос Анђелеса који су живот изгубили на дужности. Ово значи да ако желе да дођу до другог дела „Сциле”, чланови екипе ће то да ураде раме уз раме с половином полиције ЛА... Дон Селф добија одговор од Потса, а Вајат је све ближи својој ловини. Ти-Бег се коначно сусреће с директором Грегоријем Вајтом, али пошто овај убрзо има лет за Сан Франциско, он бива препуштен у руке младом службенику Ендруу Блаунеру, који га одводи у његов посебно одабрани уред у углу. Сара — у немогућности да одагна осећај кривње — одлази у бар на пиће, где је послужује шанкерица Џорџи, а где се налази и сумњиви тип Шепард. Дон Селф проналази Џаспера Потса убијеног у његовом стану, и то од стране агента Вајата, што је — у ствари — и била наредба генерала Кранца који је говорио о бившем запосленику који је почео да се занима за „Сцилу”. Након што су уз помоћ трикова успели да се домогну униформи полицајаца, Мајкл, Линколн и Махон овако прерушени улазе у дворану у којој би додела почасти требало да се одржи. Испоставља се да пијанац Шепард ради с Џорџи; он Сари краде кредитну картицу и тако успе да је опљачка, али и индиректно угрози целу мисију употребљавајући картицу у локалу. На „Орловима и анђелима” Линколн бива разоткривен од стране Лизиног телохранитеља Клозе, који га је раније видео а сада препознао, док Лиза од оца добија шифрирану поруку да треба да напусти меморијал и град у што краћем року. Клоза напада Линколна, али га овај — уз Беликову помоћ — савлађује а потом и убија. Мајкл убрзо прима позив од брата, који му говори да је управо убио једног од чувара, те да треба да се реше тела. Међутим, Мајкл му саопштава неочекивану одлуку; сада је у интересу тима да се тело пронађе... Вајат посећује Гречен желећи да извуче неке информације о браћи и осталима, али бива обавештен да је кредитна картица др Саре Танкреди малопре била искоришћена у једном лосанђелеском бару, у близини Сан Педра. Он потом напушта просторију у којој држи Гречен, али се открива да је она надомак „самоослобођења”. Мајкл успева да дође у близину Лизе и почне с копирањем података, а Сара је и даље у бару тугујући за свиме. У бар улази Вајат и Џорџи показује њену слику, питајући је да ли је видела сличну особу у скорије време. Роланд успе да добије 100% садржаја с друге „Сцилине” картице, а Џорџи Вајату слаже да није видела Сару, која игром случаја излази на споредни излаз. Тим се потом враћа у складиште, где их дочекују Роланд и Селф. Генерал Кранц од помоћника добија извештај о томе како је прошао меморијал, а Мајкл и Дон Селф обављају угодан разговор. Потенцијални купац „Сциле”, Азијат Фенг Хуан, који је имао намеру да преко Коула Фајфера ступи у контакт са одређеним људима и купи „Сцилу”, убија свог помоћника Шана Синга, који није успео да на време обави свој задатак, а ког је Ти-Бег очекивао у „Гејту”. Тако ће Ти-Бег да прими посету од утицајнијег (и много опаснијег) Фенга. Екипа полако прелази на проналазак треће картице, а Махон од Роланда тражи помоћ. Махон му даје слику портрета (фоторобот) агента Вајата, израђену од стране дураншке полиције на основу изјава сведока (вероватно Махонове жене Памеле), те од њега тражи да покуша да особу са слике нађе у бази података ФБИ-ја, знајући да је занимање особе која треба да се идентификује „професионални убица”. Сара је на повратку у складиште, али бива праћена од стране Вајата, који је ипак успео да је лоцира, а тако и пратећи је евентуално дође до целе екипе и реши случај. |                    |        |                 |                                                                     |                     |           |                           |
| 62 | 5                  |        | Карен Гавиола   | Сет Хофман                                                          | 22. септембар 2008. | 4AKJ05    | 5,84                      |
| Сара на повратку у складиште открива да јој је неко украо кредитну картицу, те постаје свеснија ситуације у којој се налази, док Дон Селф говори Мајклу да познаје једног од чувара картице. Ради се о његовом радном колеги и високо рангираном службенику „Компаније” Грифину Орену. Махон се састаје са својом супругом Памелом, која му помогне да идентификује убицу њиховог сина Камерона, након што му је Роланд пронашао досијее свих агената који су одговарали скици портрета (фотороботу). Она препознаје Вајата Метјусона, те говори Махону преко потребне речи подршке. Сара у међувремену уочи Вајата како је прати и успе да му умакне. Ти-Бег, након неугодног разговора са Ендрууом, сасвим случајно открива неке од шифрираних порука из Вислерове књиге, а Мајкл се супротставља Линколну и одобрава Сукреов наум проналаска Ти-Бега и водича за орнитологе. Тако Сукре и Белик одлазе у потрагу за Бегвелом, док Селф упада у Грифинов уред и покушава да се задржи одређено време како би копирали картицу. Међутим, тим добија сигнал само неколико секунди (док је Грифинов сеф био отворен), те схвата да ће до картице да дође само уколико успе да провали у сеф и накратко је узме одатле и копира. Сара се потресена враћа у складиште и саопштава тиму да је била праћена. Уз помоћ Махона екипа открива да је реч о Вајату, који долази да их побије. Махон од Саре сазнаје да је након неколико часова проведених у бару „Таун лаунџ” (енгл. Towne Lounge), она рачун платила готовином, а након неког времена и схватила да јој је кредитна картица украдена. Селф Мајклу и Линколну доноси нацрте зграде у којој се налази Оренов уред, а они увиде да је једини начин да се оствари приступ њеној унутрашњости кроз паркирну гаражу у подземљу; такође добијају и неке детаље о типу сефа у који треба да провале. Док Вајат наставља с насилним методима испитивања Гречен, Мајкл прави план како да пробије веома напредне сигурносне системе сефа, а као просторију из које ће да провале у сеф тим ће да користи уред Ореновог суседног колеге, Сема Мидлтона. Махон, Сара и Роланд раде на лоцирању Метјусона, а Белик и Сукре са сликом Ти-Бега долазе на рецепцију „Гејта” у потрази за „пријатељем”. Међутим, рецепционерка Тришана им под притиском слаже да није видела никога сличног, након чега они одлазе. Мајкл се припрема за извршење свога плана, а Селф уговара ручак с Мидлтоном, где га кани задржати што је дуже могуће. Доналд потом довлачи Линколна, Мајкла, Сукреа и Белика у подземну гаражу и препушта их послу, говорећи им да не помињу његово име у случају да буду ухваћени. Тришана склапа погодбу с Бегвелом, а Дон Селф — након мањих проблема — успева да Мидлтона изведе из његовог уреда. Екипа у згради наилази на радницу одржавања, али успе да је се реши; Линколн примећује Мајклово учестало крварење из носа и постаје забринут за његово здравствено стање. Махон од Роланда добија листу од 53 хотела у којима би могао да се налази Вајат, који му је убио сина. Сукре и Белик се као радници одржавања појављују пред вратима Грифиновог уреда и пале веома бучну машину за чишћење, омогућавајући Мајклу и Линку да буше зид и сеф тако да их нико не разоткрије. Линколн пита брата о проблему с крварењем из носа које је имао још од 13. године детињства, али га овај ипак уверава да је реч само о прилагођавању топлијој клими. Док Линколн и Мајкл раде на пробијању рупе у сефу, Роланд и Сара проналазе трагове о чуварима картица, који би могли да буду од користи. Махон улази у „Таун лаунџ”, где од Џорџи добија информације од круцијалног значаја за проналазак Вајата, који је у мотелу испод ког се налази рентакар служба, с чиме је и Махон управо постао упознат. Међутим, искусни Вајат потплаћује радника мотела, да о било ком посетиоцу који пита за њега буде правовремено обавештен. Након што реше мањи проблем с једном од радница, у зграду у којој се налази екипа долази ни мање ни више него генерал Џонатан Кранц, у посету своме пријатељу Грифину Орену. Махон стиже у мотел, те разоткрива рецепционера, који је хтео да Вајату пренесе информацију да га је неко тражио. Грифин долази у свој уред, а Линколн завршава с бушењем и скидање података с картице почиње. Међутим, Кранц саопштава Грифину да је прави разлог његовог доласка уверавање да је „Сцила” на сигурном, те да је тако жели да види. Ово с друге стране зида чује Мајкл, који се у трци с временом ипак успе да домогне 100% садржаја треће „Сцила” картице, пре него мора да зачепи рупу коју је претходно с Линколном направио у сефу. Након што види картицу, Кранц Грифину издаје наредбу да картица мора да буде 24 часа дневно на сваком од њених чувара, а не у сефовима или слично, јер постоји сумња да неко жели да се домогне њеног садржаја. Пошто после ручка допрати Мидлтона до његовог уреда, Селф покупи екипу и успешно је довуче назад до оперативне базе — складишта. Мајкл и Сара се зближавају, а Ти-Бегу у посету долази Фенг, који му говори да му је дужност да преда „Сцилу” у року од три дана уколико жели да остане жив. Тришана размишља о позивању Белика и разоткривању Бегвела, а Гречен убија човека који је држао заробљеном и бежи, за што сазнаје и генерал Кранц преко Вајата. Генерал такође добија најновије информације; он сазнаје да је неко из службе Унутрашње безбедности пре неколико минута направио његову увећану фотографију, а да је име особе која је фотографију наручила Дон Селф... |                    |        |                 |                                                                     |                     |           |                           |
| 63 | 6                  |        | Брајан Спајсер  | Калинда Васкес                                                      | 29. септембар 2008. | 4AKJ06    | 5,28                      |
| Мајкл, Линколн, Сара, Белик и Махон су у потери за следећим чуварем „Сцила” картице — бизнисменом Натанијелом Едисоном — који код себе има картицу број четири. Они одлазе на хиподром, где Мајкл и Махон у канцеларији главног руководиоца Луиса — испод његовог радног стола — постављају Роландов уређај којим ће доћи до жељених информација. Белик се за ово време расправља с једним од шалтерских службеника у холу, док Линколн ради на томе како изазвати кашњење у отварању врата за једног од такмичарских коња; реч је о Спарклкиду, коњу с редним бројем 8 на кога се Натанијел кладио... Пошто се по почетку трке Спарклкидова врата не отворе правовремено, Натанијел — не слутећи да упада у замку директно излажући целокупан садржај картице за чије је чување задужен од генерала Кранца — одлази у Луисову канцеларију да би се издерао на њега и добио објашњење. У трци с временом, четврта картица се на крају ипак успешно ископира, али у холу избије туча између двојице непознатих људи, што због моменталног окупљања полиције поремети планове тима о сигурном преузимању Роландовог уређаја из Луисове канцеларије назад. Махон покуша да обави овај задатак, али након што узме уређај — он извлачи дебљи крај јер бива ухваћен од стране три полицајца од којих је једног претходно ударио у лице, што ће касније да закомпликује и отежа Селфов посао. Док остатак тима узалудно ишчекује Махона с Роландовим тврдим диском, Гречен стиже у кућу своје сестре Рите и њене ћерке Емили у Калифорнији. Ти-Бег у „Гејту” доживљава још један неугодан разговор са Ендруом Блаунером, службеником који га је по наредби директора Грегорија Вајта увео у посао, а Махон се у међувремену — као Френк Зван — сусреће очи у очи с незгодним наредником Салинасом, који почиње да га пропиткује питања на која нема одговор. Линколн о хапшењу Алекса обавештава Дон Селфа, коме је у уреду „Компанијин” доушник Брајан Андерсон са задатком „провере и одржавања рачунара”. Мајкл одлучује да је потребно да се цели тим фокусира на проналазак следећег чувара картице, а реч је о Хауарду Скудерију, власнику највећег пољопривредног агломерата на свету познатог као „Агрисоу” (енгл. Agrisow), који је због поседовања великих резерви у Лаосу у тој азијској монсунској држави изазвао инфлацију. Гречен код сестре разбија вазу из које узима пиштољ, кредитну картицу и нешто новца те друге ствари које је ту оставила „за сваки случај”, при том говорећи Рити да не ради за пореску службу већ од сада — само за себе. Агент Вајат и генерал Кранц од Андерсона добијају информације како овај није био у стању да пробије добро заштићени Селфов рачунар, тако да Вајат ствари узима у своје руке, преусмеравајући „Компанијин” нишан на Селфа. Након што обави жустрији разговор са Салинасом, Дон Селф добија потпис од Махона и преузима Роландов уређај, на очито незадовољство њега али и већинског дела тима зато што је њихов члан предао једину ствар која га је чинила битним у целој операцији и зато што сада нема апсолутно ништа за изгубити. После непријатног упозорења од стране Вајата у подземној гаражи, Селф се налази с Мајклом и предаје му уређај, предлажући „уклањање” потенцијалне претње Махона, на што Мајкл — наравно — не пристане. Вајат проналази Махона у полицијској станици, а овај одмах зове Мајкла и од њега тражи да му помогне тако што ће кад-тад да пронађе и смакне убицу његовог сина Камерона те о томе обавести Пам. Гречен се болно растаје са Емили и Ритом и одлази у наплату дугова, а екипа одлучује да потпуно припремљено „присуствује” Махоновом суђењу... Ти-Бег остварује напредак у разрешавању загонетки Вислеровог водича за орнитологе, али га Блаунер раскринкава и даје му необориве доказе о томе како је преварант. Пошто неспретно и површно уклони своје трагове и отиске, Бегвел истрчава из „Гејта” што је брже могуће, у чему безуспешно покуша да га спречи рецепционерка Тришана. Гречен у мртвачници долази до корисних информација везаних за убијеног Герија Милера тј. Вислера, све више се приближавајући Ти-Бегу. Екипа изазива кратак спој на трафоу у близини суднице, тако за длаку избављујући Махона у целој фрци и стампеду. Роланд постаје све више заинтересован за Алексове непријатеље, а Ти-Бега у стану који му је доделио „Гејт” и из кога је намеравао да побегне свестан опасности у коју се довео — на нишан ставља ни мање ни више него Гречен. |                    |        |                 |                                                                     |                     |           |                           |
| 64 | 7                  |        | Гари А. Браун   | Кристијан Троки                                                     | 6. октобар 2008.    | 4AKJ07    | 5,37                      |
| Гречен успешно уверава Бегвела да је она та која тренутно држи све конце у рукама, те да ће је он на овај или онај начин — преко Вислеровог водича за орнитологе — одвести равно до „Сциле”. Пошто тим сазнаје да пети чувар картице, власник „Агрисоуа” Хауард Скудери, са својом женом Алексом и картицом путује, Линколн члановима тима саопштава да је следећа дестинација Град греха — Вегас, на изразито и помало нападно Роландово задовољство. Дон Селф је све више забринут за своју сигурност те тражи савет од Махона који му говори да учини исто што је и Скофилд учинио по питању свог надмудривања једног од најбољих агената ФБИ-ја: треба престати бежати, постати агресиван и довести игру до самог противника. Генерал Кранц, по инсистирању агента Вајата, истом даје наређење да смакне Селфа јер ће се тиме одсећи глава змије која намерава напасти „Компанију”. Рецепционерка „Гејта” Тришана одлучи Белику јавити да зна где се Ти-Бег налази, што мења ток целе приче, у потпуности. По договору, Линколн, Сукре, Сара и Роланд ће сада ићи за Вегас, док ће остатак тима да ради на хватању Бегвела и доласку у посед Вислерове књиге о птицама. Белик одлази на разговор с Тришаном, али након што му се и Мајкл и Махон придруже, испоставља се да је њен позив био замка; Ти-Бег покуша да их све четворо стрпа у комби, али Махон успе побећи... Када комбијем у стан довезе своје нове таоце, Ти-Бег наређује Мајклу да из књиге о птицама извуче што више информација и то све запише, не знајући да и Мајкл и Белик на глежњевима носе ГПС мониторе за праћење које надзире Дон Селф. Селфа посећује Махон који му преноси најновије информације и од њега узима ГПС како би пронашао Мајкла, док се за ово време Метјусон озбиљно припрема за извршење Кранцовог наређења — уклањање специјалног агента Унутрашње безбедности с лица земље. Друга половина тима је стигла у Лас Вегас, а при уласку у казино Глен одмах запада за око једног од радника обезбеђења. Ти-Бег наставља да мучи Мајкла и Тришану, али га прекида Гречен која је код Белика уочила ГПС монитор; она Ти-Бегу саопштава да је спремна за долазак федералних агената, а да је његов задатак да сазна марку и серијски број уређаја. Линколн открива Сари да Мајклова мајка Кристина иза себе има историју болести чији се симптоми сада јављају Мајклу, а Сукре их обавештава о томе како је Скудери лоциран. У међувремену, Махон стиже у Бегвелов празан стан, где проналази мониторе за праћење али и Мајклову добро познату оригами поруку која ће га одвести у „Гејт”. Гречен се упознаје с Блаунером, а Мајкл Ти-Бегу открива нацрт који је био скривен у водичу за орнитологе, пружајући му разлог више да га одведе у „Гејт”. Вајат улази у потпуно празну Селфову кућу, о чему одмах обавештава генерала и тражи даља упутства. Док разговара с Вајатом, сасвим неочекивано, Дон Селф шокира Кранца када га овај види на вратима свог уреда, те тиме послуша Махонов савет. Линколн се приближи Скудерију, али копирање података бива онемогућено услед преоптерећења меморије на уређају изазваног деловањем околних апарата у казину. Гречен довлачи везаног Блаунера решавајући Фајферов проблем у „Гејту”, а Линколн од Сукреа сазнаје да је Скудери оставио картицу у својој соби, што је идеална прилика за копирање јер је тада картица и више него довољно удаљена од других електричних уређаја. Селф наставља са својим методом застрашивања противника, док Гречен — пред Беликовим и Тришаниним очима — немилосрдно усмрћује младог продавача Блаунера како би се његов лош утицај на Ти-Бега неутрализовао. Ти-Бег одводи Мајкла у свој уред и тајну просторију која води до „Сциле”. Екипа у Вегасу сазнаје да је пети чувар картице мало другачији од осталих што се тиче сексуалног опредељења, где на сцену невољко мора да ступи Сукре. Мајкл и Ти-Бег силазе у ходнике испод канцеларије Коула Фајфера, али се игра преокреће када се испостави да је Махон и више него добро схватио Мајклову поруку; Ти-Бег бива лако надмудрен и закључан у једну од просторија, а Мајкл и Махон на сцени почињу да воде главну реч. На Сукреову велику радост испоставља се да Скудери заправо тражи атрактивног мушкарца за једну ноћ у кревету проведену са његовом женом Алексом, јер он нема нормалне репродуктивне способности и није у стању да својој супрузи пружи оно неопходно... Екипа долази у посед пете картице, али због Роландовог немара неће се моћи више наставити с копирањем података јер је тврди диск секвестрирала полиција. Наиме, Роланд је хтео да помоћу свог уређаја скине одређене количине новца с коцкарског апарата у казину, што му пак није пошло за руком како су га искусни детектив и службеник уловили. Мајкл, Махон и Селф уз пријатне Бегвелове звуке планирају наставак мисије, али испред „Гејта” примају позив од Гречен која почиње да их уцењује са слањем остатка страница Вислеровог водича за орнитологе. |                    |        |                 |                                                                     |                     |           |                           |
| 65 | 8                  |        | Боби Рот        | Грејем Роланд                                                       | 20. октобар 2008.   | 4AKJ08    | 5,45                      |
| Епизода почиње повратком у 2001. годину; Линколн и његов пријатељ Дерик Свини на чикашким улицама ишчекују појављивање човека с ташном пуном новца. Они се крећући аутом под правим углом забију у његову лимузину; Дерик убија чувара, Линколн узима ташну; уз звуке полицијске сирене они седају у други аутомобил и беже. Наиме, ово је предлог који је Линколн изнео Сукреу, Сари и Роланду како да дођу у посед последње, шесте картице коју чува генерал Џонатан Кранц, шеф „Компаније”. Међутим, Роланд и Сукре су поприлично сумњичави по питању овог ризичног плана, док Линк остаје упоран уверавајући их да је напад на овај начин изводљив те да им ништа друго не преостаје јер је Роландов тврди диск изгубљен у Вегасу. Дон Селф и Мајкл се састају с Гречен и брзо увиђају да им је она једини начин за наставак спровођења плана. Након неког времена, Мајкл оштро искритикује Глена и пошаље га на „одмор” јер је тренутно бескористан члан екипе. Сара и Мајкл потом обављају кратак разговор око Кристинине болести и његовог учесталог крварења из носа што су симптоми тумора на мозгу, али тема се убрзо преусмерава на нешто сасвим друго; Сара од Мајкла сазнаје да је њена мучитељица Гречен Морган још увек жива и да управо са Селфом договара око спровођења планова тима, што је апсолутно шокира и подсети на страхоте које је доживела док ју је Гречен физички и психички злостављала у Панами. Тим покушава да се потпуно фокусира на генерала и проналазак последње картице, док Мајкл затиче све више сумњивог Роланда како се „игра” са својим рачунаром. Он му узима рачунар, а овај потом шаље поруку са свог мобилног телефона непознатом примаоцу. Убрзо се испоставља да је прималац нико други до Вајат Метјусон, а садржај поруке: „Колико за Скофилда и Бароуза?” У Фајферов уред у „Гејту” са својим људима упада Фенг Хуан и по давно истеклом року напада Ти-Бега, али ситуацију убрзо разрешава Гречен која је у прошлости имала пословног контакта с Фенгом. Она са њим склапа договор о куповини „Сциле” вредан 125 милиона долара, што и Морган и Бегвела изузетно мотивише. Док тим и даље ради на плану пресретања генерала Кранца и набавци амбулантних кола у којима ће да буду помало „посебни” болничари, генерал је на састанку са свих шест чувара картица где планирају даља освајања и злочине веће од Лаоса који је представљао само вежбу. Састанак прекида Вајат доносећи информације о могућем изручењу браће: генералу говори да је информације добио с броја ком се не може ући у траг те тражи допуштење за прихватање понуде, што овај на крају одобрава. Линколн и Мајкл с паркинга заплењених возила краду амбулантна кола уз помоћ Селфа, који за то време заговара управника Фила и купује га јефтином причом и чашом мало квалитетније кафе. Селф по изласку с паркинга прима позив од Гречен, која од њега тражи да пренесе Сари поруку да се жели наћи с њом и „мало прочистити ваздух”, што овај и учини. Међутим, Сара одбија састанак јер мисли да би је то психички сломило. Белик Сукреу даје број своје мајке Едне која живи у Чикагу, говорећи му шта да јој пренесе уколико он извуче дебљи крај. Док се браћа припремају за полазак, Роланд прихвата Вајатову измишљену понуду од једног милиона долара... Сви чланови тима су на својим позицијама, али мисија изненада креће у другом смеру. Линколна и Сукреа напада Вајат, а генералова лимузина се окреће и враћа назад. Роланд је издао своју екипу и одао локацију пресретања. Сукре бива рањен те се сви — срећом — успешно враћају у складиште. Скофилд одмах посумња на Роланда, али одлучује да га у екипи задржи још мало. Селф и Гречен обављају мањи разговор, а Кранц упозорава Вајата да последњи догађај никако није требало да се деси и даје му рок за елиминисање браће до поноћи. Екипа схвата да је Роланд побегао, те почиње потрага. Он је у близини складишта и сусређе с Вајатом, који разговор почиње пуцањем у његово десно колено. Сара и Гречен се ипак састају, али не успеју да поравнају рачуне. Пошто је добио жељене информације, Вајат убија Роланда, али га нетом после тога заскаче Махон, који га је уз помоћ Мајкла и Линколна пронашао. Махон и Линколн с Вајатом беже с места злочина, а Мајкл узима лаптоп и осврће се на Глена који умире у боловима... Генерал схвата да није реч о нападу на њега већ на његову картицу и наређује неупитно премештање „Сциле” на другу локацију, што ће увелико да отежа наставак мисије и рушење „Компаније”. Мајкл остаје уз Роланда док овај умире на хладном бетону, чувајући га за руку и размишљајући о невиним жртвама суровог и неправедног живота. |                    |        |                 |                                                                     |                     |           |                           |
| 66 | 9                  |        | Џеси Бочко      | Ник Сантора                                                         | 3. новембар 2008.   | 4AKJ09    | 5,23                      |
| Линколн узалудно пребија Вајата желећи да га натера да назове генерала Кранца и каже му да је задатак успешно обављен, односно да су он и његов брат убијени. Међутим, Вајат не попушта и екипа ће морати да смисли други начин како да дође до жељеног резултата, што брже то боље јер Махон доживљава нервни слом чекајући својих пет минута са убицом Камерона. Лиза генералу саопштава да ће за премештање „Сциле” да буде потребно минимално три дана, на што овај не пристаје. Он такође добија информације да контакт с Вајатом још увек није успостављен и да је исход мисије елиминисања браће и даље непознат, након чега наређује да се свим медијима дају слике и остале информације о Скофилду и Бароузу те да им се тако потпуно онемогући деловање у целом Лос Анђелесу. Селф долази у складиште тврдећи да има начин како да се Вајат надмудри: обични разговор. Селф, Махон и Сара остају у складишту, а остали одлазе у ходнике испод канцеларија „Гејта”, на пут према „Сцили”. Бегвел прима посету од директора корпорације, Грегорија Вајта, који му говори како је пронашао папире о Блаунеровој оставци и како човека већ неколико дана нигде нема, што је веома сумњиво и што намерава да лично истражи. Ти-Бег о овоме одмах обавештава Гречен, која се наоружава и припрема за састанак са одређеном особом од високе важности, док Сара Селфовим методом покушава да „превари” Вајата. Махон и даље настоји да искористи својих пет минута пре времена, у чему га самоуверено спречава Селф пружајући му осећај разумевања и говорећи му да је и он изгубио не само сина већ и жену, и то на њеном породу због компликација и грешке доктора. Ти-Бега испитује детектив по имену Конор Мара у вези с нестанком Блаунера, а Мајкл, Линколн, Сукре и Белик откривају да им на путу стоји главна водоводна цев Лос Анђелеса испод које ће морати да копају како би дошли на другу страну. Мара наставља испитивање и одједном чује буку из непознатог извора, док Селф открива шта се заправо крије иза његовог метода „обичног разговора”; наиме, он је снимао Вајатов глас док је овај мирно разговарао са Саром, те ће сада да покуша да направи поруку помоћу рачунарске обраде аудио-записа у којој ће се Вајатовом бојом гласа изговорити било шта. Махон се припрема за наплату дугова, а Мајкл схвата да од копања испод цеви нема ништа. Испод танког слоја бетона налази се непробојни гранит, па једино шта преостаје је пролазак директно кроз саму цев. Махон почиње с мучењем убице свога сина акумулатором из амбулантних кола, а Селф који је успео да направи жељени аудио-запис од. поруку за генерала са Саром напушта складиште... Кранц прима позив за Вајатовим гласом који му говори да су сви убијени и да је готово, али потом му у канцеларију с пиштољем упада Гречен. Линколн и Белик уништавају контролну плочу градских пумпи за воду, тако да вода из цеви почиње да отиче омогућавајући пролазак кроз главну цев до „Сциле”; квар ће да траје око сат времена док водовод не реши проблем, па Мајкл и Сукре морају да раде веома брзо. Мајкл пада и симптоми болести постају све израженији, а с друге стране открива се да је Гречен одувек била у служби генерала Кранца као његова једина права девојка и асистентица. Махон и даље мучи Вајата који се на крају добровољно мора да извини његовој супрузи Памели за оно што је учинио. Мајкл и Сукре су у трци с временом да пробију и другу рупу на зиду бетонске цеви за само пола сата. У помоћ им пристижу и Линколн и Белик, који улазе у саму цев како би прогурали мост који ће екипа да касније користи за прелазак на другу страну. Открива се и да је Емили у ствари ћерка Гречен и Кранца, те да су они много приснији пријатељи него што се то чинило на први поглед. Вајат Метјусон завршава на дну океана када га Махон гурне са ивице дока, тако коначно освећујући смрт сина Камерона. При гурању моста кроз водоводну цев потпорни стуб пуца, што план учини готово немогућим. У међувремену, Ти-Бег неправилности које је Коул Фајфер имао у својим извешћима — уз Тришанину помоћ — вешто пребацује на убијеног Блаунера, тако се решавајући и детектива Маре и директора Вајта. Белик одлучи да се жртвује те улази у водоводну цев и подиже је, омогућавајући тако Мајклу, Сукреу и Линколну успостављање пролаза до „Сциле”. На жалост и не баш тако јако противљење екипе, вода надире и Белика — који се по први пут искрено жртвовао за некога — односи у сигурну смрт... Генерал не одустаје од премештања „Сциле” и захтева да се то обави до краја сутрашњег дана, а при разговору с Лизом — Гречен сазнаје да су браћа мртва, што наравно није истина већ Селфова обмана. Линколн, Сукре и Мајкл остају да тугују за јадним Бредом... |                    |        |                 |                                                                     |                     |           |                           |
| 67 | 10                 |        | Двајт Х. Литл   | Карин Ашер                                                          | 10. новембар 2008.  | 4AKJ10    | 5,38                      |
| Сви чланови екипе и даље тугују за Беликом, осим агента Селфа који невољко — услед Сукреовог и Махоновог притиска — пристане на ризично слање Беликовог тела његовој мајци Едни у Чикаго, што му је и била последња жеља. Мајкл и Селф се потом састају с Гречен која им даје остатак страница Вислерове књиге како би се план наставио. Она им говори да је мислила како је Мајкл мртав те да „Компанија” већ сутра премешта „Сцилу” у бункер у Пенсилванији. Генерала Кранца извештава Лиза о људима који ће бити задужени за поједине делове трансфера „Сциле”: човек по имену Ензен ће да се побрине око преноса енергије, док ће Пауел да надзире сигурносни прелаз. Кранц ћерки предлаже да ступе у контакт и да се консултују са извесним Дејвидом Бејкером, али она му говори да то неће да буде потребно и да задатак може да се обави успешно и без њега. Док Сукре још увек не може да се помири са смрћу Бредлија, Мајкл и Махон разоткривају шифроване поруке из водича за орнитологе. Наиме, откривају да ће им за спровођење даљег плана и долазак до „Сциле” бити потребна особа која је направила нацрт грађевине у којој се она налази, а реч је о већ поменутом Дејвиду Бејкеру. Ти-Бег од Тришане добија одређене информације о Гречен које би могле да му помогну да се осигура против немилосрдног убице. При разговору с њом сазнаје да јој име Џејмс Вислер није непознато, што га почиње забрињавати. Тим проналази информацију више о саветнику градске управе, Дејвиду Алану Бејкеру; венчан је са Илејн Бејкер и живи на тиму сада познатој адреси. Договор је да Мајкл и Сара посете Бејкера, док ће остали проћи последњих 30-ак метара на путу до „Сциле”. Изненада, Мајкл се онесвешћује; Сара га одвози у болницу како би коначно открили да ли су симптоми лажни тј. да ли је Скофилд озбиљно болестан или не. Коул Фајфер се за ово време распитује о рецепционерки Тришани, а од директора Вајта сазнаје да је она примљена само неколико дана пре Фајферовог доласка у „Гејт”. Вајт Бегвелу даје задатак да замени Блаунера на једној од презентација, што овог нимало не обрадује. Њега убрзо после тога посећује и Гречен која му преноси информације о трансферу „Сциле”, а у исто време стижу и Линколн и Сукре од којих пак сазнаје да је Белик мртав. Док Кранц и Скудери разговарају о прљавим пословима, Лиза их обавештава да је дошло до мањих проблема око демонтирања „Сциле”. Генерал без размишљања наређује довођење Дејвида Бејкера, чија би помоћ требало да убрза премештање. У међувремену, Махон је стигао у кућу Бејкерових, а Сукре Линколну открива шта се десило у „Сони” и како је Бегвел заправо побегао. Након што је Ти-Бег запалио цели затвор и рекао свима да беже, настао је велики стампедо; Фернандо је пао на земљу, а особа која га је подигла и која му је спасила живот био је Бред Белик. Њих двојица потом, по први пут, кроз мост прелазе на другу страну, али Сукре непажњом стаје на одређену експлозивну направу и доводи се у ситуацију да ако помери ногу — биће моментално мртав, а цела операција угрожена и вероватно саботирана. После присећања на Белика, Мајкл улази у просторију да би обавио томографски преглед и сазнао да ли има наследни тумор мозга или не. Махон бива разоткривен од стране Бејкера, а Ти-Бегово припремање за говор живота прекида Линколн, који насилно одводи Гречен до Сукреа. Кевин Фрилинг — тј. Скофилд под лажним именом — и даље очекује резултате теста, а Махона и Бејкера у говору пуног оптимизма о рушењу „Компаније” ускоро ће да прекине неколицина агената ове криминалне организације. Гречен покушава помоћи око идентификовања бомбе на којој Сукре стоји, али им саопштава да не може да је деактивира због специфичног начина на који је притиснута. Мајкл прима позив од брата, али са Саром мора побећи из болнице због доласка полиције. Међутим, на њихову радост, доктор Малден им искаже разумевање и обећа да неће да их пријави те да ће им накнадно — телефонским путем — кратко доставити налазе. Открива се како је Тришана у ствари тајна агентица Унутрашње безбедности и да у „Гејту” ради као Селфова доушница. Махон од Линколна прима информације о проблему с минским пољем у чију је замку упао Сукре, те с Бејкером проналази заједнички језик, али мора да напусти посед како не би био убијен. Он се уз помоћ Илејн једва извлачи и успе побећи, при чему му Илејн даје и папир који ће да се покаже веома важним у дешифровању мапе из Вислеровог водича за орнитологе. Док Гречен покушава да деактивира мину, Махон и Мајкл у складишту схватају да није реч само о експлозиву, већ о напредном систему осигурања код кога ће било који покушај деактивирања да покрене аларм и тако саботира целу мисију. Махон ово спречава у последњем моменту и спасава, Сукреа тако што уз помоћ Бејкеровог приручника за премошћавање накратко искључи струју и омогући сигурно склањање ноге са софистициране направе. Махон Линку, Сукреу и Гречен такође открива да се иза зида налази „Сцила”, те се по први пут приказује шта она заправо представља; „Сцила” је црна кутија затворена у стакленој просторији, обезбеђена невероватним системима заштите које ће тим заобићи веома тешко. Селф довлачи Беликово тело у складиште из кога тим делује, које ће се одвући на аеродром и послати у Чикаго након што се у ковчег ставе Бредове ствари које би Една желела да се закопају заједно са њеним сином. Сукре обавља свој задатак и зове Беликову мајку Едну да би јој саопштио тужну вест, а Селф од Вегвела прима позив којим Тришана бива раскринкана. Тим почиње са планирањем како ће да превари врхунски дизајниране сигурносне системе који штите „Сцилу” и који укључују прецизне сензоре за тежину и звук. На самом крају, Сара Мајклу доноси шокантне вести које је добила од неуролога Малдена: сутрадан ће морати да иде на операцију како би му доктори уклонили масу налик тумору, или ће — ако то не учини — ризикавати веома вероватну смрт. |                    |        |                 |                                                                     |                     |           |                           |
| 68 | 11                 |        | Кевин Хукс      | Сет Хофман                                                          | 17. новембар 2008.  | 4AKJ11    | 5,52                      |
| Након што веома пажљиво избуши рупу у зиду иза кога је смештена „Сцила”, Сукре уз Махонову помоћ и помоћ вакуума извуче и преостале каменчиће и прашину те кроз направљену рупу провуче специјалну камеру која је спојена на лаптоп. За ово време, Ти-Бег својим мобилним телефоном фотографише провокативно обучену Гречен која има подмукли план. Након отказивања лета, Мајкл обећава Линколну и Сари да ће ићи на операцију код др Малдена, око три сата поподне. Лиза обавештава генерала Кранца о појединостима премештања „Сциле”, а он — у току разговора — прима СМС поруку с Греченином сликом и местом и временом састанка. Кранц одлази из свог уреда говорећи Лизи како ће доћи назад за један сат. Док Сара Мајклу описује детаље око операције којој ће да буде подвргнут, у просторију улази Селф с кутијом у којој се налази потребна опрема за долазак до „Сциле”. Он уверава екипу како има човека који прати Бегвела и Гречен и који је спреман да реагује уколико они покушају било шта непредвиђено (Тришана). Селф примећује да нешто с Мајклом није како треба, али овај га увери да је реч само о напетости пред веома ризичан и компликован задатак, рушење највеће криминалне организације у САД и шире. Пошто је добио нови видео са сликом просторије у којој се чува „Сцила”, Мајкл укратко описује члановима свог тима шта се тренутно налази између њих и црне кутије: два зида, један бетонски и један стаклени, те високо осетљиви сензори за температуру и звук. „Сцила” је смештена на мањем столићу у средини друге, издигнуте просторије од. стаклене коморе, у коју ће морати да уђу тако да се додатни сензори смештени на поду просторије која окружује комору — не активирају. Мајкл поново добија напад и симптоми болести постају све очитији. Његовим питањем у вези с Гречен и шестом картицом упућеним Линколну, радња се пребацује у хотелску собу у коју улази Кранц. Гречен покуша да га заведе како би дошла до шесте картице, али он је одмах заустави и пиштољем увери да је свестан да неко покушава да се домогне „Сциле”. Поставља јој питање коме продаје картицу, али га она измоли за опроштење у име њихове ћерке Емили и старих времена. Он напушта видно разочарану Гречен говорећи јој да ако је више икада види, смакнуће је с лица земље. Ти-Бег као награду за претходно добро обављен посао добија седмодневно путовање и 50 хиљада долара од директора „Гејта”, што с великим жалом мора да одбије из очитих разлога. Док Махон тјеши Мајкла како ће све да буде у реду и како тим неће да га изневери, Гречен и Ти-Бег воде разговор о раскринканој агентици Тришани Смит, правог имена Миријам Халц. Гречен потом зове Фенга који је заузет утоваром 125 милиона долара за „Сцилу” коју је одлучан да добије на овај или онај начин. Линколн, Махон и Сукре се припремају за извршење мисије, а Мајкл бива извештен од стране Дон Селфа како Морганова није набавила шесту картицу. Селф му предаје слике које би могле помоћи у наставку спровођења плана. Након што Миријам извести свог шефа како се купац Фенг појавио у „Гејту” и затражи даља упутства, азијски криминалац улази у Фајферов уред и од Гречен прима информације о томе како мора да помогне у набавци производа. Мајкл после разговора са Саром саопштава тиму да ипак не иде на операцију већ да жели да учествује у рушењу „Компаније”. Сара му даје инјекцију која ће да смањи шансу напада у следећа три сата, али под условом да не сме да се напреже, ни ментално а ни физички, јер је лек који се иначе даје епилептичарима веома опасан. Генерал говори Лизи да је била у праву у вези с Гречениним подмуклим планом и да жели премештање „Сциле” одмах, те да сви чувари картица дођу у седиште „Компаније”. Иако нису дошли у посед шесте картице, Мајкл, Линколн, Сукре и Махон пролазе кроз Бегвелов уред и иду да узму „Сцилу”. Он о томе одмах обавештава савезницу Гречен, али разговор прислушкује Миријам, која чује и нову информацију о наводном састанку с купцем с већом понудом — 200 милиона долара. Испод земље, одабрана четворка почиње са својим планом. Прво буше неколико мањих рупа у зиду, а онда помоћу акумулатора из аутомобила и проводне шипке, електромагнетним таласима руше један део прве препреке — бетонског зида. Кроз рупе провлаче два кишобрана у која ће падати комади зида како га буду даље пробијали... Они затим спуштају лестве помоћу сајли и смањују температуру у просторији користећи боце течног азота (да би заварали сензоре осетљиве на температуру). Сукре доводи целу мисију у опасност када му боца измакне из руке и умало дотакне сензоре за додир смештене на поду просторије. Проблем успеју решити Линколн и Махон и мисија се наставља. У међувремену, Селф и Тришана упадају у замку и бивају окружени Фенговим људима, а Гречен и Бегвел се враћају у „Гејт” и почињу са планирањем преотимања „Сциле” од Мајкла када он дође у њен посед. Док видно болестан Мајкл реже стакло коморе у којој се налази „Сцила”, генерал од Лизе добија информације о стању припрема за премештање од. доласку чувара картица. Мајкл успе да уђе у кућиште у ком се чува „Сцила” те ставља руке на црну кутију, што шокирани Кранц гледа на монитору у свом уреду јер је аларм активиран повезан са његовим рачунаром управо активиран. Кранц у „Компанији” проглашава стање генералне узбуне и са двојицом заштитара улази у лифт како би спречио крађу „Компанијиног” светог грала. |                    |        |                 |                                                                     |                     |           |                           |
| 69 | 12                 |        | Мајкл Свицер    | Калинда Васкес                                                      | 24. новембар 2008.  | 4AKJ12    | 5,25                      |
| Мајкл и даље разгледа тајновиту црну кутију, а генерал са својим људима стиже у подрум зграде како би спречио краћу. Махон, Линколн и Сукре их дочекују и присиљавају на одлагање оружја. Мајкл од генерала узима и последњи део слагалице, његову шесту картицу коју му је сам донео. Кранц бива затечен када пред собом види и осталих пет картица које је тим ископирао уз помоћ Роланда. За ово време, Селф и Тришана се ослобађају и савлађују све Фенгове људе те на крају — и њега самога. Директор „Гејта”, Грегори Вајт, посећује Ти-Бега и Гречен који нестрпљиво ишчекују повратак екипе са „Сцилом”. Он у Фајферовом уреду — испод стола — примећује Греченину машинку, што она види и одлучи да реагује тако што ће све раднике узети за таоце. Мајкл убацује осталих пет картица у црну кутију за коју се испоставља да је у ствари само кућиште „Сциле”; он узима уређај налик већем спољашњем тврдом диску, ставља га у ташну и позива остале да напусте стаклену комору. Након уласка у лифт и помоћи генерала да га активирају, четворка заједно с Кранцом одлази у његов уред. Мајкл зове Сару да је извести о успешно обављеном главном делу мисије, а она му саопштава да је за остатак плана потребно да се сачека још пет минута. Седиште „Компаније” се закључава, а Миријам кришом улази у „Гејт”, док наоружани Гречен и Бегвел вежу запосленике у Грегоријевом уреду и нестрпљиво чекају Мајкла. „Компанијин” специјални агент Фергусон издаје наређења о стављању ситуације под контролу, док Кранц Линколну и осталима говори како постоји много тога о „Компанији”, „Сцили”, Алду и Кристини о чему он не зна, те да је Алдо направио смртоносну грешку када је уопште помислио да „Компанија” може да буде срушена. Херб Стантон обавештава Селфа да „Сцила” мора да буде предата сенатору Далоу и јавном тужиоцу те му говори како никада није мислио да ће он оволико далеко да догура. Док очекују Сарин позив, генерал покушава да поткупи Сукреа, Махона, Мајкла и Линколна, али они су одлучни и говоре му да је једино што желе видети „Компанију” уништену до темеља и њега иза решетака. Лиза, која није обавештена о нападу на „Сцилу”, седа за сто са осталим чуварима картица, али „неспретни” конобар на њу просипа храну. Она одлази у купатило где је сачека Сара, која потом назове Мајкла и пружи Кранцу и више него довољан доказ да он није више тај који има све под својом контролом. Лиза оцу говори да је на Танкредијином нишану и да ће морати да учини све како би је спасао. Пошто је сатеран у угао, он изводи екипу из свог уреда и прати их кроз „Компанију” до излаза на сигурно. У међувремену, директор Вајт начини фаталну грешку и бива изрешетан од стране Гречен, која с Ти-Бегом који види да Мајкл не долази губи стрпљење. Они измењују ватру с Миријам, али ипак нађу начина да се извуку из канцеларија „Гејта”. Међутим, у подземној гаражи Ти-Бега сустиже агентица Халц, док Гречен — која је Бегвела хтела да усмрти — ипак успе да побегне. Генерал отпрати Мајкла и остале до блиндираног комбија те Линколну каже да је Алдо био убица „Компанијиних” одметника те да је тренирао људе који ће сада да лове њега и његовог брата. Лизини телохранитељи је проналазе везану у купатилу, а Сара је побегла. Док Кранц одређује којом ће тактиком да се користе да би ухватили екипу и вратили „Сцилу”, Мајкл потврђује састанак са Селфом. Праћени од стране Фергусона и осталих из „Компаније”, чланови екипе стижу на аеродром на коме Мајкл уочи да су (по наредби генерала) отказани сви летови. Они се раздвајају у две групе: Сукре и Махон одлазе на једну страну, док Мајкл са „Сцилом” и Линколн остају у терминалу аеродрома. Махон позива полицију, а Фергусон од Мајкла тражи да му преда ташну са „Сцилом”, што овај и учини. Нетом после тога стиже неколицина војне полиције и Фергусона одводи на контролу. Међутим, испоставља се да је у ташни само лаптоп и књига с називом „Све је добро што се добро сврши :[И друге комедије]”. Док Сукре вади „Сцилу” из фармерки, Махон јавља Селфу да је мисија успешно обављена. Мајкл Селфу предаје „Сцилу”, а овај свима честита и обећава долазак конвоја и даље процесуирање, баш онако како су се и договорили, те долазак хитне помоћи и најбољи болнички третман и операцију за Скофилда. Генерал на питање о даљим наредбама нема одговора... Док екипа слави победу и разговара о утисцима, Селф се налази с Миријам и после краћег разговора чини нешто сасвим неочекивано: убија је. Мајкл за ово време отвара коверту коју му је Селф претходно дао и види да у њој нема никаквих докумената за процесуирање већ само 20-ак чистих листова за штампач... |                    |        |                 |                                                                     |                     |           |                           |
| 70 | 13                 |        | Боби Рот        | Кристијан Троки                                                     | 1. децембар 2008.   | 4AKJ13    | 5,84                      |
| Селф одлаже Миријамино тело, а екипа не може да верује да су после свега што су учинили заслужили и овакву издају. Селф потом зове Стантона и запомагајућим гласом му говори како је погођен, како су га браћа преварила и како је Миријам нестала; потом испаљује неколико метака узвикујући „Бароуз!”, а онда уцењује Бегвела да му помогне у проналаску Гречен, што овај мора да прихвати. Мајкл и Махон су свесни да је Селф преварио не само њих већ и државу, те да се сада више не ради о бежању него о преживљавању. Хауард Скудери, чувар картице који је био у Вегасу, одлучи да искритикује генерала због доношења погрешне одлуке, али га Кранц без размишљања убија пред свим „Компанијиним” службеницима највишег ранга, којима одрешује руке да користе сва средства како би „Сцила” била враћена у року од 24 часа. Скофилд добија напад у купатилу, где га проналази Линколн који му говори да морају да напусте складиште што прије те да се мора лечити. Они после тога, са сигурне локације, посматрају Стантона и остале агенте Унутрашње безбедности како навиру у сада празно складиште. Стантон преко мобитела зове Мајкла и говори му да ако се не преда добровољно — агенти ће ловити и њега и остатак групе као животиње. Екипа се притајује у хотелу и почиње да износи различита мишљења: Линколн жели да се наставе борити, Сукре да једноставно беже, а Мајкл да се предају и покушају нагодити с државом. Док „Компанија” разрађује планове око повратка „Сциле”, Сара зове доктора да уговори операцију, у чему је спречава Мајкл говорећи како је то сада неизводљиво. Обе стране откривају да је Селф искористио Гречен и Ти-Бега као јавне жртве за којима сада трага цела држава. „Компанија” ради пуном паром на лоцирању Селфа, Гречен и Бегвела, а Кранц објашњава узнемиреној Лизи зашто је морао да убије Скудерија. Ти-Бег и Селф се возе на Греченину адресу за коју „Теодоро” мисли да је несумњиво она права, а Сара Мајклу поново даје инјекцију за ублажавање симптома болести, предлажући му да иде на лечење у другу земљу. Гречен је у кући у којој је убијен Фенг и његови људи, где прима позив од Линколна који јој даје најсвежије информације и моли је за помоћ. После Линколновог позива, телефон јој опет зазвони а реч је о њеној сестри Рити. Наиме, Селф је пронашао њу и Греченину ћерку Емили те сада уцењује Гречен на „повратак кући”. Назад у хотелу, сви морају да прихвате чињеницу да им је једини спас вероватно Гречен, те да још увек имају чему да се надају јер Унутрашња безбедност није допустила да слика нити једног од чланова екипе доспе у јавност, понајвише због властитих интереса и чувања целе мисије у тајности. Стантон се састаје са сенатором Далоом и они одлучују да ће мисија да и даље остане у затвореном кругу особа; у разговору их прекида извесни Ричард Сутер који је послан споља да — наводно — истражи Селфову причу о смештању одметника из „Фокс ривера” у затвор с максималним обезбеђењем. Генерал се сада фокусира на Стантона и прима информације како је Морганова и даље у Лос Анђелесу. Док екипа очекује њен долазак на унапред договорено место у градском парку, Гречен улази у сестрину кућу. Селф јој говори да ће јој помоћи у проналаску другог купца за „Сцилу”, те је потом уцењује Емилиним живот за одавање Мајклове локације. Стантон сазнаје где се налазе Мајкл и остали, те потера завршава хапшењем Бароуза. Агенти га одводе назад у складиште где он почиње да им прича целу причу испочетка. Мајкл преко Селфовог телефона ступа у контакт с Гречен а потом и са Селфом који му говоре да су одговорни за хапшење Линка и да им саветују само једно — бекство. Гречен открива ко је нови купац „Сциле”, извесни криминалац Вајкан, а затим — након што је сестра удари два пута по лицу огорчена њеном безосећајношћу — Гречен и Селф одлазе, остављајући силоватеља Бегвела са Емили и њеном старатељицом Ритом. Дало је још увек у складишту и чини се да проналази заједнички језик с Линколном, уверавајући га да сада у потпуности разуме шта се десило. Дало му се извињава и обећава да ће Унутрашња безбедност њему и свим осталим који су учествовали у рушењу „Компаније” да обезбеди пуни имунитет по завршетку преосталог посла. Они ће моћи и да сведоче против Селфа уколико буду сарађивали, а ако то одбију — трунуће у затвору максималне сигурности. Линколн зове своју екипу и преноси им ове вести, а Мајкл доноси одлуку да ће да прихвати сенаторову понуду и преда се, наравно — са одређеним мерама предострожности и резервним планом. Гречен и Селф немају баш велико међусобно поверење, тако да Селф одлучи да назове Ти-Бега и рећи му да се припреми за убиство Рите. Међутим, Гречен га одговори од овог наума уверавајући га како ће да добије свој новац. Сара и Сукре се сусрећу с Махоном који им преноси информације да је план да њих двоје сад-засад напусте град. Мајкл улази у складиште тврдећи да ће да дȃ исказ против Селфа у замену за слободу. Сара и Сукре за ово време разговарају на перону чекајући аутобус и знајући да су једина подршка Мајклу и осталима уколико их Дало изневери. Дало и Стантон стоје на ивицама докова и брину се о могућем одласку у затвор на чак 15 година због неовлаштеног рада без одобрења Конгреса; њих двојица кују план о „рашчишћавању” свега и показују своје право лице Мајклу и Линколну. Наиме, након што је Дало питао о предаји Сукреа, Саре и Махона, Мајклу постаје јасно како договора о имунитету никада није ни било. Стантон уперује пиштољ у Скофилда и почиње да одбројава до пет. Изненада га прекида Сутер који отвара ватру и убија га, а браћи саопштава да имају састанак с генералом. За ово време, Сукре и Сара стижу до складишта, а Гречен и Селф почињу преговоре око продаје „Сциле” сумњивом Патрику Вајкану. У складишту на сцену ступа Сукре који спасава браћу; наиме, он узима претходно скривени пиштољ и разоружава „Компанијиног” агента Сутера, кога Линколн нетом после тога убија. Дало Линколну, Мајклу и Сукреу објашњава да је документ који садржи све информације о операцији на столу у складишту, те да може бити уништен јер је цела мисија пропала. Он потом напушта складиште, а Мајкл зауставља брата који Далоа жели да упуца. Линколн, Мајкл, Сукре и Сара су поново на окупу, али схватају да је Махон отишао. Вајкан обавештава Селфа да „Сцила” није комплетна. За краћу малог али важног дела одговоран је Мајкл, који је исти сакрио у складишту као део плана B. На самом крају, Дон Селф зове Мајкла и говори му како би требало да му врати оно што је његово; Мајклов одговор је: „Дођи и узми сам!” |                    |        |                 |                                                                     |                     |           |                           |
| 71 | 14                 |        | Марк Хелфрик    | Грејем Роланд                                                       | 8. децембар 2008.   | 4AKJ14    | 5,40                      |
| Др Танкреди Мајклу даје трећу инјекцију која ће да ублажи симптоме хематома на хипоталамусу који му је дијагностиковао неуролог Малден. Линколн је задужен за осигурање складишта, а у обиласку уочава кутијицу шибица и непознато возило. Док Сукре ради на одређеном пројекту, Мајкл ступа у контакт с Дон Селфом. Саопштава му да је спреман за састанак, али овај то одбија и прекида везу. У складиште изненада упада гасна бомба, а када екипа покуша изаћи напоље — Селф их зауставља пуцњевима из аутоматске пушке. Он зове Мајкла и прети му да ако не изађе, он ће да га истера сузавцем, на овај или онај начин. Мајкл одлучи да се супротстави, а пошто је испалио и другу неисправну бомбу, Селф пуни пушку неумољив у намери да се домогне преосталог делића „Сциле”. Међутим, с леђа му прилази Линколн који га онеспособљава. У међувремену, у складиште са аутоматском пушком упада Гречен која стаје на Селфову страну. Селф објашњава Мајклу да је провео 17 година у служби поштујући све прописе, а да му је држава за узврат дала — ништа. То је разлог због којег је одлучио да дође у посед „Сциле”, прода је одређеном купцу за деветоцифарску суму и тако сруши и „Компанију”. Мајкл пристаје на ово под условом да се састане с купцем Вајканом, а Гречен и Селф напуштају складиште. Мајкл говори брату да се они и даље држе првобитног плана и чекају на Махона. Махон се састаје са старом пријатељицом из ФБИ-ја, Фелишом Ланг. Он је увери да је „Компанију” могуће срушити и да је потребно да у Бироу нађе особу од поверења. Фелиша пристаје. Генерал Кранц и његови људе користе напредну технологију претраге лица помоћу које желе да лоцирају браћу, Гречен, Селфа и саму „Сцилу”, и то претражујући милионе лица свих грађана Лос Анђелеса. Греченина сестра Рита открива Бегвелу да Емили не зна ко је њена права мајка и да би желела да тако и остане. Он тугује за Коулом Фајфером у чијој се кожи осећао као човек, а не као заробљеник властитог идентитета и обични криминалац. Линколн мисли како продаја „Сциле” неће да представља проблем, али се Мајкл са овиме не слаже, верујући да би се на темељима старе тако могла створити нова „Компанија”. Открива се да се Сукре сакрио у Греченин и Селфов аутомобил те да су гасне бомбе у ствари веома софистициране ултразвучне камере, помоћу којих Селф — преко свога лаптопа — сада надзире све активности у складишту. Сара упозорава Мајкла да развија имунитет на лек који му је давала, а он одлучује да ће да престане са узимањем истог. Линколн не жели да му брат учествује у наставку плана, али овај то одбија и јасно жели да буде део тима. Он уверава Сару како је фанатизам једини начин да победе оволико јаког и злобног непријатеља, док се она брине о томе како би се Линколн осећао да му брат који га је спасао умре рушећи „Компанију”. Гречен и Селф умало разоткрију Сукреа, али ипак одлазе да се сместе у отрцани хотел, о чему овај правовремено обавештава Линка. Линколн затиче Мајкла који себи жели да дȃ још лекова и спречава га у томе. Такође му преноси информацију да је Сукре успео, а овај се присећа прих сусрета с братом у „Фокс риверу” и говори му како је тада мислио да је заиста убио Стедмана. Међутим, након присуствовања суђењу, Мајкл је био сигуран у братову невиност. Линколн одлази, а Мајкл себи даје још једну инјекцију. Потом из џепа вади чип и скрива га на друго место, што Селф испрати на свом лаптопу. Пре договарања новог састанка с Вајканом, Гречен од Селфа захтева разговор с ћерком Емили. Селф ступа у контакт с Бегвелом и говори му да уколико не прими позив у року од два часа — убиство Рите и Емили је неизбежно. Одмах по завршетку разговора са Селфом, на врата куће у којој Ти-Бег држи таоце закуца извесни продавач Библија, Ралф Бекер. Ти-Бег на Ралфовој руци примећује необичан прстен, онесвешћује Ралфа пиштољем и увлачи га у кућу Морганових. По прстену Бегвел је закључио да је реч о „Компанијином” оперативцу. За ово време, Махон се састаје с Фелишом и човеком од поверења: агентом Вилером, с којим Махон у прошлости и није имао баш најбоље односе. Упркос овој чињеници и Махоновој позадини, Вилер је одлучан помоћи, али само ако му се пруже чврсти докази да није реч о некој фарси већ о стварним ликовима и догађајима. Мајкл и Сара стижу пред хотел у коме су Гречен и Селф, а Махон извештава Мајкла да имају подршку из Бироа. Сукре му доноси остатак гасних бомби које Мајкл уз помоћ спреја и упаљача намерава да употреби. У седишту „Компаније” Лиза даје отказ, а генерал јој говори да је хтео да има сина. Оперативци су лоцирали Гречен и Селфа и брзо одлазе у хотел како би повратили „Сцилу”. Ти-Бег у међувремену насилно испитује Ралфа за кога је уверен да је „Компанијин” специјални агент. Ралф му говори да је прстен на руци припадао његовом брату који је погинуо у Ираку, након чега Бегвел уз савете Рите одустане од још једног убиства. Сукре и Сара подмићују рецепционера хотела да би дошли до Гречен и Селфа, а Мајкл и Линколн раде на томе како да испале гасне бомбе с друге стране улице. Селф обавља жустар разговор с Вајканом, а Сукре и даље подмићује рецепционера да ради на њиховој страни. Он зове Селфа и јавља му да су га тражили мушкарац и жена, а све по наредби Сукреа који убрзо улази у тучњаву с Гречен. Мајкл саботира бег пожарним степеницама, а Линколн у хотел испаљује димне бомбе. Након што је Сукре извукао дебљи крај, на сцену ступа Сара и гура Гречен низ степенице. Селф пада с пожарних степеница, а доле га дочекује Мајкл, који га онесвешћује и узима му „Сцилу”. Гречен се за ово време некако успе извући из хотела, али је испред дочекају „Компанијини” људи који отварају ватру. Она бежи у једном од теренаца видно потресена и повређена. Мајклу иза хотела почиње да крвари нос и он се онесвешћује те пада на бетон. Селф узима „Сцилу” и уперује пиштољ у Мајкла, али га у накани спречава „Компанијин” специјални агент Фергусон. У тим моментима наилази Гречен и одвози Селфа, а Фергусон трпа Мајкла у комби и одлази испраћен очајним Линколновим погледом. Сукре и Сара упадају у празну собу и схватају да су закаснили, али на лаптопу угледају снимке из складишта у које се трком запућују како би спасили делић „Сциле” сакривен изнад тоалета. У тоалету су Гречен и Селф који узимају последњи део слагалице и одлазе. Камера се сада фокусира на Мајкла који лежи везан на кревету у једној од „Компанијиних” медицинских установа. Линколн, Сара и Сукре касно стижу у складиште и схватају да су изгубили све врсте предности и да немају више ништа с чим би могли да тргују у замену за Мајклов живот. Махон о овоме бива обавештен те присиљен на отказивање пословања с Вилером и Фелишом. С генералом изнад главе који надзире цели процес, Скофилд бива подвргнут разним тестовима у веома добро опремљеној клиници. Селф и Гречен стижу на место састанка с Вајканом. Ти-Бег ступа у контакт са Селфом од кога тражи даља упутства, нарочито у вези с Бејкером. Наредба себичног Селфа је јасна — убити или продавача Библија или агента „Компаније”, апсолутно небитно о коме је реч. Ти-Бег покуша да изврши ово наређење, али га од убиства одговори Рита. Он на крају одлучује да их ослободи све троје, али убрзо схвата да је донео погрешну одлуку; Ралф га онесвешћује и извештава надређене како је улов не тако лош. Генерал за ово време разговара с доктором који му говори да је пре Мајкла имао само један случај с тако напредујућим малигним тумором мозга који ће га убити уколико се не отклони. У разговору их прекида Фергусон доносећи најновије вести: Линколн је дошао на врата генералове „Компаније” како би видео брата. Генералов одговор на овај смели потез од. захтев је потврдан. Вајкан се састаје с Гречен и Селфом. Говори им да је купац на путу са сумом новца коју су договорили те потврђује да је „Сцила” комплетна и спремна за продају. Селф потом повлачи обарач и убија и Вајкана и његовог возача, објашњавајући Гречен како не жели да неком беспотребно да 30 одсто новца од продаје. Тела немилосрдно баца у хладне воде океана... Бејкер одводи Бегвела газећи на визитку „Гејта” с натписом „Коул Фајфер: Директор продаје Североисточног региона”. Фелиша сређује Махону саслушање државног адвоката и лет за Далес, Вашингтон. Он седа у Вилеров аутомобил, али на Фелишином лицу примети сузе. Упркос томе што је схватио да се ради о намештаљци, Махон се захваљује својој пријатељици Фелиши на свему што је учинила за њега. Генерал говори Линколну како ствари стоје: уколико жели да Мајкл добије најбољу негу на свету у болници „Компаније” чија је технологија далеко напреднија од било које доступне јавности, мораће да сигурно врати „Сцилу”. Такође, Кранц Бароузу у руке даје црну књижицу с натписом „Томбстоун II” (енгл. Tombstone II), уверавајући га да ће му она послужити као „додатни потицај”. |                    |        |                 |                                                                     |                     |           |                           |
| 72 | 15                 |        | Карен Гавиола   | Зек Естрин                                                          | 15. децембар 2008.  | 4AKJ15    | 5,37                      |
| Сара долази у „Компанију” и разговара с Линколном. Генерал јој објашњава разлоге због којих је одлучио помоћи Мајклу, а у том на вратима се појављује медицинска сестра која их обавештава да је све спремно за операцију. Они потом одлазе до Мајкла, где сестра објашњава детаље око веома захтевне операције. Генерал упозорава Линколна да операција неће започети све док он не докаже да је способан да изврши свој део договора. Линколн свој рад започиње вађењем неколико зуба из Бегвелових уста, која му престрављена одмах откривају место и време састанка Гречен и Селфа с купцима „Сциле”. Док будном Мајклу почињу бушити лобању, Линколн се састаје са Сукреом. Упознаје га о тренутном стању и захтева његову помоћ, обећавајући му да је потребан још само један дан да се све оконча. Гречен и Селф још увек чекају купца „Сциле”, а Махон који се вози с Фелишом и Вилером — позивајући се на законске акте — тражи одлазак у тоалет. Докторица објашњава Сари како ће морати да стимулишу Мајклов церебрални кортекс током извођења операције те да ће то у мозгу изазвати „пролазак слика целог живота у неколико минута”, баш као што људи који су за длаку избегли смрт тврде да им је „цели живот прошао пред очима”. Камера после тога приказује Мајкла у тамној затворској ћелији. Из таме му са својом мачком у наручју прилази Д. Б. Купер и говори да није мртав. Вилер осигурава да одлазак Махона у тоалет буде добро осигуран. Међутим, по Махоновом изласку из тоалета, може се уочити да је он узео једну од одводних цеви испод лавабоа те да планира да побегне. Доки назад у „Компанији” почињу са захтевним делом операције и говоре Мајклу да рецитује слова абецеде. Њему у главу поново долази Купер, с којим почиње да води разговор. Говори му да је „све било низашта”, а испред себе види зид с много фотографија и других докумената. Купер Мајклу говори да је одувек знао права питања и одговоре, али да то још није успео да схвати. Док им се Сукре и Линколн све више приближавају, Гречен и Селф и даље чекају купца. Гречен бива обавештена од стране Рите да је она са њеном ћерком Емили побегла, а да је Ти-Бега одвела „Компанија”. Она из овога закључује да „Компанија” зна место размене „Сциле”, што говори Селфу с којим бежи пре доласка Сукреа и Линка. Линколн зове „Компанију” и тражи помоћ, што са сигурне удаљености посматра одређена особа, вероватно купац „Сциле”. Махон помоћу цеви разбија прозор аутомобила и кроз шуму умиче агентима Фелиши и Марку, који одмах затражи појачање. Генерал пита Сару о њеним мотивима због којих је укључена у целу причу. Она све више сумња у сигурност операције којој Мајкл бива подвргнут, а за коју јој генерал говори да је експериментална и да је изведена само једном. Пацијент је, наводно, живео „дуг и срећан живот”. Мајкл наставља анализирати слике које му се јављају у глави и разговарати с Д. Б. Купером. Он се исповеда Куперу и говори да је једина ствар коју је икада желео било спасавање брата те да се осећа кривим за смрт толико људи који су невини страдали на путу доласка до овог циља. Такође, Мајкл му говори да се све ово издешавало због „Сциле”, једноставне црне књижице са именима и бројевима. Куперов одговор је исти као и генералов на Сарина питања: „Није све онакво каквим се чини на први поглед.” Гречен и Селф улазе у локалну трговину о чему „Компанија” правовремено обавештава Линколна и Сукреа. Фелиша сустиже Махона, а након краћег разговора одлучује да га пусти да побегне и Вилера усмери на погрешну страну. Линколн и Сукре стижу у минимаркет и долазе у посед рачуна о купљеном мобилном телефону који су претходно узели Гречен и Селф. Гречен на новом месту размене открива Селфу да уопште не зна ко је купац „Сциле”. Докторица саопштава Сари да је Мајклов тумор поприлично узнапредовао и да се проширио више него што су доктори у почетку мислили, те да би у одређеној мери Мајкл могао да изгуби памћење. Мајкл разрешава неке загонетке у својој глави и слике почињу да му насумично пролазе испред очију, што се очитује у изненадном погоршању стања. Реч која на неки начин представља решење загонетке је (срп. „погодба”, „багатела”, „ценкање”). Док Мајкл пролази кроз разноразна сећања, врата затворске ћелије се отварају, Купер излази и говори му да му је жао и да је време да се иде, а доктори — с друге стране — покушавају да схвате у чему је проблем и стабилизују пацијента. Уз Сару која му бдије изнад главе, Мајкл се буди из сећања и помиње различите појмове који су му долазили у главу. За ово време, купопродаја „Сциле” почиње. Купац улази у складиште с металном актовком. Сумњива Гречен наговори Селфа да допусти још једну проверу валидности „Сциле”. У том се појављују и Линколн и Сукре. Док купац тестира производ, на екрану се појављују речи као што су (срп. „ветар”), (срп. „соларни”) и — . Селфа и Гречен омете долазак Линколна и Сукреа, што купцу омогући бекство. Он отвара ватру и успе да погоди Селфа. Линколн и Сукре хватају Гречен која их уверава да ипак зна идентитет купца и да је зато морају оставити у животу. Док се Мајкл буди са Саром поред себе, она примећује чудне лекове које му доктори дају. Сара говори Мајклу да су доктори поприлично сигурни да су уклонили већински део тумора те му потом открива целу причу која стоји иза операције. Међутим, Мајкла ово тренутно баш и не интересује јер одмах скреће тему на своје снове, говорећи како „Сцила” највероватније није само црна књижица. Он схвата да се реч односи на четири хемијска елемента Мендељејевљевог периодног система: бор, аргон, галијум и индијум (B&thinsp;Ar&thinsp;Ga&thinsp;In). Пошто је инжењер, Скофилд зна за постојање теорије о комбиновању ова четири елемента у соларној ћелији помоћу које би могло да се искористи 100% Сунчеве енергије. Сара подржава ову хипотезу говорећи Мајклу да лекови које је добијао не постоје на отвореном тржишту, што свеукупно објашњава толику заштиту „Сциле”, уређаја са информацијама којим се помоћу знања и технологије може контролисати цео свет. Сукре говори Линколну да више не може наставити са суделовањем у мисији повратка „Сциле”. Пошто је Мајкл сада релативно оздравио, Фернандо одлучује да је време да почне да живи свој живот. Линколн му се захваљује на свему учињеном и они се растају. Генерал Линколна упознаје с тренутним стањем: сарађивање с Гречен, Селфом и Бегвелом је сада неизбежно ако желе „Сцилу” назад. Следећа сцена је разговор купца „Сциле” с непознатом женском особом коју он обавештава да је задатак обављен. Мајкл од брата сазнаје све појединости договора склопљеног с Кранцом и да неће моћи отићи из „Компаније” док не врате „Сцилу”. Мајкл скреће тему на своје хипотезе о моћи „Сциле” и њеној важности за цео свет, што Линколна апсолутно не интересује. Линколн додаје да је њихова мајка све до своје смрти радила за „Компанију”, а да је он приморан да настави „породични бизнис”. Линколн потом напушта Мајкла и улази у лифт, док му брат остаје заточен и окружен „Компанијиним” обезбеђењем. |                    |        |                 |                                                                     |                     |           |                           |
| 73 | 16                 |        | Кевин Хукс      | Мет Олмстед & Николас Вутон                                         | 22. децембар 2008.  | 4AKJ16    | 4,98                      |
| Линколн обавештава Сару да се налази у Мајамију, где је — наводно — и купац „Сциле”. Говори јој шта се у међувремену издешавало са Сукреом те да мора да ради с „људима” којима не верује (мислећи на Ти-Бега, Селфа и Гречен). Гречен Линку потом доноси информације о томе како је купац лоциран јер је користио мобилни телефон, након чега се овај запућује на дато место — клуб „Графтон” (енгл. Grafton Club). Камера после овог приказује Скофилда који се, збуњен, буди у непознатој вили. Убрзо схвата да је заробљен јер су сва врата запечаћена, а око поседа се налази неколицина радника обезбеђења. Један од њих (Фергусон) говори му да се налази на „удаљеној локацији”, око 100 км од цивилизације, те појединости о томе како је немогуће побећи. Мајклу се затим обраћа психијатар по имену Роџер Нолтон, који му говори да је он ту по наредби генерала Кранца који жели да „отвори књиге” и пружи више информација о „Компанији” за Мајкла. Мајкл говори да ако је реч о његовој мајци која је радила за „Компанију”, он нема ништа ново за сазнати. Међутим, Нолтон га шокира када му саопшти да његова мајка ради за „Компанију” тј. да је Кристина још увек жива. Линколн у Мајамију пребија двојицу типова те од конобарице „Графтона” Тије сазнаје да се купац виђа са одређеном женом која ради у овом клубу. Док је Линколн на путу с Тијом, Нолтон открива Мајклу да га је мајка оставила због „присуства одређених претњи” и да је за време Линколновог смакнућа радила у прашуми у Мадагаскару. Мајклу се ово баш и не чини уверљивим те захтева да разговара с Кристином, на што Нолтон не пристаје објашњавајући како ће то да се деси тек кад буде потпуно спреман да јој се придружи од. да се придружи „Компанији”, у чему је заправо и бит разговора. Линколн треба да се састане са извесном Ериком, наводно девојком купца „Сциле”. Он се нађе усред пуцњаве, а испоставља се да је у ствари Тија девојка купца Скота Карута, у чијег помагача ауто она седа и бежи. Тија се налази са Скотом, али након краћег разговора схвата да јој је новчаник украден. Линколн шаље Вегвела и Доналда на Тијину адресу коју је пронашао у новчанику, док Сара у међувремену посећује генерала да пита о здравственом стању Мајкла и понуди своју професионалну помоћ у рехабилитацији. Генерал јој говори да ће за три дана до једне недеље моћи да буде заједно с вољеним и да би за то време требало да планира будућност гледајући како да искористи како Мајклов тако и свој интелектуални потенцијал „на глобалном нивоу”. Психијатар Нолтон и даље уверава Мајкла како ће морати да се придружи својој мајци у раду за „Компанију” те да ће њих двоје тако да чине неуништив тандем на операцији „Сцила”. Као доказ да му говори истину, Нолтон Мајклу даје његов породични фото-албум са сликама из детињства. Сара у хотелу добија поруку од гледаоцима непознатог пошиљаоца с местом и временом састанка. Док претресају Тијин стан, Ти-Бег и Селф одлучују да Линколн „испада” тј. да неће више да буде глава тима. У хотелу, Гречен говори Линколну да мисли да би купац могла да буде „Компанија” јер Скота не могу да пронађу већ дуже време. Баш када почне да заводи Бароуза, Гречен прекидају Бегвел и Селф који долазе са информацијом како нису пронашли ама баш ништа корисно. Селф износи вест да је сада он главни у тиму те да је Линколн надгласан. Међутим, у право време, на вратима се појављује Линколну преко потребан глас — Махон — након чега овај ипак остане вођа. Нолтон покушава да придобије Мајклово поверење тврдећи да има информације „изнутра” о њему и његовом брату, али он му и даље не верује ни речи. Тим из Мајамија помоћу Тијине кредитне картице закључује да купац можда жели да бродом изнесе „Сцилу” из САД. Од запосленика марине Селф дознаје да су Тија и купац намеравали да унајме приватни чартер за Бахаме. Након претреса путника не проналазе ништа што би могло да им помогне, већ само три џоинта у руксаку типа који је на условној казни. Скофилд се у изолацији још увек присећа разговора с братом које су водили нетом после смрти мајке Кристине. У другој просторији, Нолтон саопштава генералу да ће за три дана успети да „преобрати пацијента”. Кранц предлаже употребу пентатола („хемијска лоботомија”) да би се процес убрзао, али ипак дозвољава психијатру да користи своје класичне методе без употребе дрога. Међутим, ако му ови методи не успеју — и сам Нолтон ће да претрпи „хемијску лоботомију”. Сара је на месту састанка. Телефонска говорница почиње да звони, а након што она покуша да се јави — прилази јој неколицина људи с фантомкама и киднапује је. Из црног комбија је потом премештају у лимузину, а испред себе — Сара у лимузини угледа Лизу, генералову ћерку, која јој даје папирић на ком би требало да се налази Мајклова тајна локација. Лиза говори Сари да „Компанија” тренутно „обликује Мајклову личност” по својој жељи и да је то начин на који се стварају њени оперативци. Лиза је уверава како јој помаже јер јој се не свиђа деловање „Компаније” у последње време. За ово време, Селф и Махон покушавају да дођу у посед видео-траке сигурносне камере у марини. Пошто им ово и пође за руком, враћају се назад у хотел. Ти-Бег и Селф воде препирку око тога зашто нису нашли „Сцилу” међу путницима који напуштају земљу, а Гречен налази слику купца. Она, међутим, ову информацију одлучи да задржи само за себе. Линколн прима позив од Саре која му говори да жели да спаси Мајкла јер је сазнала његову локацију. Линколн мисли да је ово превише рискантно и да треба се стрпе још један дан. Бегвел прислушкује разговор и обавештава Кранца да би Сара могла да посети Мајкла. Кранц после овога од Нолтона захтева употребу дрога и припремање Мајкла за транспорт, иако му психијатар говори да би ово могло да буде фатално по тек оперисаног пацијента. Тим уочава Тију и купца на видео-снимку, али увиђа да је Гречен нестала. Гречен се састаје с Карутом, који јој обећава 10 милиона долара у замену за скидање „Компаније” с његовог трага. Баш када му требају дати лек, Мајклови чувари бивају онесвешћени експлозијом бојлера у купатилу, што је — наравно — инжењерових руку дело. Мајкл узима пиштољ и наређује Фергусону да дȃ доктору његов лек те да себе лисицама свеже за кревет, а потом бежи. Гречен се враћа у хотел и члановима тима пружа лажну слику ситуације, али Махон — посматрајући њене изразе лица — одмах схвата да је реч о некој прљавој игри. „Компанија” прати купца „Сциле”, док Гречен тврди да већ зна његову локацију. Мајкла сустижу чувари, али га спасава Сара тако што се својим џипом забија у њихов аутомобил који се откотрља у јаругу. Мајкл седа у Сарин џип и они одлазе. Гречен доводи Линколна, Ти-Бега, Махона и Селфа на паркинг на врху зграде, преко пута хотела у ком су били. На први поглед се чини да их је преварила, али она ипак пуца у двојицу Скотових телохранитеља и мења ток ситуације. Међутим, Махон закључује да је реч о одуговлачењу и да је „Сцила” већ одавно отишла. Скот рањава Гречен, а Махон га убија. Линколн држи Гречен на нишану, док га Селф наговара да је убије. Махон и Ти-Бег му пружају довољно доказа да то није исправно учинити, те он одустаје. Четворка одлази са звуковима полицијске сирене и оставља рањену Гречен у животу поред тројице убијених људи. Мајкл открива Сари да мисли да му је мајка жива. Линколн се јавља на Скотов мобилни телефон и говори старијој жени с друге стране везе да долази по особу која је послала купца који је сада мртав, небитно о коме се ради. Линколн прекида везу, а дотична жена у вили узима кутију — „Сцилу” — и непознатом човеку на питање „Ко је то [био]?” одговара: „Био је то мој син, Линколн.” |                    |        |                 |                                                                     |                     |           |                           |
| 74 | 17                 |        | Џонатан Гласнер | Сет Хофман                                                          | 17. април 2009.     | 4AKJ17    | 3,34                      |
| Линколн, Ти-Бег, Селф и Махон добијају коверте са сликама својих вољених, што заправо представља директну претњу свима. Линколн је огорчен и зове генерала да види о чему је реч, а овај му говори да поруку треба да схвате као „мотивацију” за наставак извршавања првобитног плана. Линколн сазнаје и то да се појавио нови купац „Сциле” — Мајкл — који је побегао из изолационог центра, те да „Компанијини” људи имају зелено светло у случају да га пронађу. Мајкл и Сара се налазе у Гудјеру (Аризона), где бивају нападнути. Они на крају успеју да умакну човеку који их је гањао, и то у близини докова. Напетости у екипи расту, а Махон енергију усмерава у лоцирање „Сциле”. Он говори члановима екипе да кључеви које су пронашли код Скота у себи вероватно имају уграђен рачунарски чип те да би тако требало да пронађу у бази података која врата исти отварају. Кристинин човек преноси јој информације да је неко покушао да приступи чипу у Скотовим кључевима, као и да је Мајкл побегао из „Компанијиног” заточеништва и да је на путу за Мајами. Кристина размишља о томе шта би било да њени синови знају шта она заправо намерава да учини... Мајкл и Сара су се ауто-стопом превезли на сигурно, али Мајкл схвата да је коначно време да назове брата Линка. Махон сазнаје локације двеју брава, а екипа се раздваја како би отишли и извидели ситуацију. Линколн прима позив од Мајкла и њих двојица почињу да се расправљају о томе како је Мајкл упропастио Линколнов договор с Кранцом. Линколн сазнаје и да му је мајка жива... Мајкл и Сара, моравши да побегну где било због доласка полиције, плаћају возачу камиона 100 долара да их превезе до Даласа. Махон и Линколн долазе у Кристинину вилу и откључавају врата. Међутим, унутра не налазе ништа осим слике трудне Кристине и малог Линка остављене на столу. Махон говори Линколну да је његова мајка највероватније особа која тренутно има „Сцилу”. У приколици теретног камиона у којем се возе ка Даласу, Мајкл говори Сари да не може да верује да је његова мајка „Компанијин” агент. Мајкл мисли да је и Кристини „Компанија” испирала мозак (баш као што је и Нолтон покушао да уради с њиме после операције) јер му није јасно како је могуће да је мајка гледала прогањање својих синова од стране људи на чијој страни ради. Кранц и један од чувара картице — Орен — возе се у лимузини и чаврљају о надпросечној интелигенцији Скофилда те о томе шта би било да га преобрате на своју страну. Лимузина се изненада зауставља, Орен и возач мењају превозно средство, а пошто се нађу на безбедној удаљености — Орен стишће дугме те лимузина у којој је остао заробљен генерал Кранц покушавајући да вадичепом пререже сигурносни појас — експлодира... Ти-Бег и Селф се појављују на другој локацији, испред цркве у Малој Хавани. Они заједно доносе одлуку да је Бегвел тај који ће морати да уђе у цркву и провери да ли је „Сцила” унутра или не, што овај и учини. Међутим, при покушају уласка на врата унутар цркве која имају одговарајућу браву за Скотов кључ, Ти-Бега зауставља човек који тврди да је светац, заједно са двојицом телохранитеља. Линколн говори Махону да се не сећа где је или када је фотографија коју су пронашли начињена, при чему се види да је видно потресен чињеницом да је Кристина жива. Мајкл Сари описује неке детаље из свога детињства. Прича јој како је једном добио велики поклон од мајке те говори да део њега мисли да Кристина можда и осећа нешто те да га још увек воли. Изненада се зачује звук сирене, а гледаоцима се приказује неозначени аутомобил с полицијским светлима који зауставља камион. Сумњиви тип говори возачу да камион изгледа прениско те да мора да провери приколицу. Након што ово и учини (претходно не пружајући налог на увид) те уочи Сарину ципелу иза палете, човек затвара приколицу и потом немилосрдно убија возача. Након овога телефонира непознатој особи говорећи „Имам га.” (мислећи на Мајкла). Схвативши да су у опасности, Мајкл и Сара почињу да траже излаз из камиона који је сада у покрету. За ово време, Кристина обавештава Грифина Орена да није успео да обави задатак и да је генерал жив. Она потом од Орена затражи да је стави на спикерфон и након изговорене речи „сад” — Орен бива упуцан у прса од стране возача. Махон и Линколн откривају шифриране поруке Кристине које је оставила на рачунарски обрађеној фотографији, а Ти-Бег и Селф долазе у вилу да затраже помоћ око цркве у Малој Хавани. Како год, Линколн одлучује да се држи трагова који воде од прве локације те одлази сам на место састанка извучено с регистарских таблица аутомобила на Кристининој слици; преостала тројка би требало да се врати у Хавану... Док Мајкл ради на изласку из закључане приколице, Кристина и њен помоћник разговарају о ситуацији у којој се налазе, јасно откривајући да су они у поседу „Сциле”. У помало напетом разговору прекида их генералов позив. Кранц захтева да му Кристина каже своју локацију, што она — наравно — нема намеру да учини. У разговору с Кранцом она иронично говори да не зна ништа о покушају убиства од стране Грифина, што генерала још више разбесни. Линколн долази на крижање Мартин Лутер Кингове и Улице 441 (регистарске таблице су биле: „MLK 441”), а ту га дочекује човек који га одводи у празан ресторан. За стол убрзо седа и Кристина. Она говори сину да је „Сцила” на сигурном, а у току емоционално тешког разговора помиње да је јој је било најтеже у животу да остави двојицу синова и окрене се прљавом послу. Такође говори да је „Компанија” чудовиште јер генерал тренутно управља њоме и када би се то променило — када би, на пример, она била вођа — све би било другачије. Кристина обећава Линку да јој је потребно два дана да се реши Кранца и да ће после тога и он и Мајкл имати потпуну слободу, у што он поверује. Мајкл и Сара помоћу апарата за кафу пробијају десну страну приколице и искачу с камиона, после чега се упуштају у потеру с наоружаним човеком који је убио возача. Док чекају непознату тројку да изађе из цркве, Селф и Ти-Бег захтевају од Махона да се сложи са њима у одлуци да ће да убију Линколнову мајку уколико то буде неопходно. Он им говори да ће то и да учини, а пошто су три човека изашла — Махон, Селф и Бегвел запућују се у непознато да би коначно дошли у посед „Сциле” и постали слободни људи. Они улазе и наводном свецу се представљају као агенти Унутрашње безбедности (у чему им увелико помаже Селфова значка и арогантни став) који су дошли да истражују „окрутност према животињама”, или — прецизније речено — ритуална убиства кокошију. У капелици проналазе гомилу оружја и једва извлаче живу главу тако што морају да убију „свеца” и његове људе (један од њих бежи пре самог обрачуна у капелици). За ово време, Мајкл и Сара доспевају у напуштену индустријску зону, где успеју да савладају агента који им на самрти каже да га генерал није послао. Мајкл у његовом новчанику налази папирић са извесним шифрама, а Линколн у хотелској соби говори остатку екипе да треба да се скривају следећа два дана док се Кристина не реши Кранца и не преузме „Компанију” у своје руке. Узимајући у обзир оружје пронађено у капелици и беџеве с прекосутрашњим датумом, Махон закључује да не треба да верују Кристини те саветује Линка да смисле нешто друго. Међутим, овај одлучи да га не послуша, па се враћа у ресторан у ком се претходно састао с мајком. Следећа сцена приказује Кристину и њеног помоћника који јој говори да се Линколн вратио у „Плазу” и да представља већу претњу него што то она мисли. Снајпериста има чисту мету, а Кристина преко воље одобрава смакнуће свога сина. На самом крају, приказује се Линколн преко чије је главе снајперски крстић... |                    |        |                 |                                                                     |                     |           |                           |
| 75 | 18                 |        | Двајт Х. Литл   | Кристијан Троки & Калинда Васкес                                    | 24. април 2009.     | 4AKJ18    | 3,06                      |
| Селф и Махон уочавају снајперисту на крову оближње зграде коме је Кристина дала зелено светло да убије Линколна. Након потере, Ти-Бег га случајно убије теренцем, после чега екипа мора да узме само телефон и испраћена звуковима полицијске сирене — побегне с места злочина. Сара и Мајкл улазе у стан у Мајамију који је припадао једној њеној пријатељици из средње школе; ту би требало да буду на сигурном одређено време. Након разговора о живљењу нормалног живота и ономе што би могло да се деси, Сара одлази у купатило и у ормарићу проналази тест за трудноћу. Кранц у свом уреду испитује чувара картице Стјуарта, али пошто му овај не да жељене информације — генералови људи почињу да га даве. Махон говори екипи да ће им помоћ „Компаније” да буде од велике користи при идентификовању бројева с мобилног телефона убијеног снајперисте. Нестрпљиви генерал зове Линколна да би сазнао најновије информације, али бива разочаран вешћу о још једном лешу. Ти-Бег мисли да би требало да се генералу открије да је „Сцила” код Линколнове мајке Кристине, с чиме се Махон отворено не слаже мислећи да би их то учинило само потрошном робом за „Компанију”. Мајкл и Сара анализирају папирић који су узели од човека који их је киднаповао у камиону. Мајкл открива детаље шифрираних порука и мисли да иницијали „В. С.” означавају особу од високе важности. Камера се нетом после овога усмерава на извесног човека с ташном у коју су урезани иницијали „В. С.” (в. Винсент Сандински). Док увежбава изговор речи бенгалског језика који ће користити на предстојећем састанку, Кристина од свог асистента сазнаје да је Линколн умàкао. Она потом говори да је „незаустављива” и да је „само један дан од нечега сличног суперновој”, догађају који се „дешава једном у 50 година” и који је „толико моћан да ће да засени све око себе”. Екипа у хотелу сазнаје да ће број(еве) са Скотовог телефона да добије најраније за сат времена, а Линколн прима поруку од Мајкла који жели да се састану. Линколн, присећајући се првог сусрета с братом у „Фокс риверу”, говори Махону да „[Мајкл] није требало да долази”. Махон потом одлази на састанак са Скофилдом и Танкредијевом те им саопштава да Линколн није за сарадњу. Мајкл сазнаје да је „Сцила” код Кристине и да је она покушала да убије Линка. Мајкл и Сара немају поверења у Махона због његове пређашње повезаности с „Компанијом”. Назад у стану Сарине пријатељице, Мајкл мисли да Кристина ипак није желела да га види мртвог јер је отмичар камиона могао да га убије пре него што је почео да вози у непознатом смеру. Он говори, такође, да му још већи потицај да сруши „Компанију” даје то што је његова мајка радила за њу. Мајкл и Сара одлазе у Роквел авенију (информација с папирића), док Линколн и екипа откривају да је снајпериста разговарао с некиме из индијске амбасаде у САД. Они долазе пред зграду амбасаде, где затичу два теренца и Кристину са „Сцилом”. Они се сложе око тога да неће моћи да чекају Кристинин излазак већ да морају да изврше упад у амбасаду, у чему ће им — као дистракција за чуваре — да помогне Бегвел. Наиме, он долази пред капију и почиње да прича небулозе о третирању слонова у Индији, после чега се лисицама закључа за капију. Чувар позове додатно обезбеђење, а за ово време преостала тројка прескаче зид и долази до улаза. Након што прими поруку „Ушли смо.”, Бегвел покуша да мирно заврши своју шараду, али га обезбеђење стрпа у комби и одвезе у притвор. Тим упада у амбасаду неопажен од стране сигурносних камера, а Кристина се управо састаје с Навином Банерџијем, купцем из Индије. Договор је да Индија води процес производње и дистрибуције, а да Кристина буде „прикривени партнер”. Једини захтев поред овог је то да Навин присуствује конференцији о напредној енергији и представи технологију лично. Навин је скептичан у вези целог пројекта, али Кристина га уверава како ће „Сцила” да унапреди његову земљу 50 година унапред те помиње његовог оца као технику обмане. Такође, она купцу обећава да „Сандински неће да представља проблем”. Мајкл и Сара на адреси с папирића налазе аутомобил, а у аутомобилу актовку с мапом са обележеним аеродромом и пиштољем. Хипотеза која се логично намеће је то да је отмичар камиона имао задатак да на аеродрому сачека особу иницијала „В. С.” и да је убије. Линколн, Махон и Селф у амбасади бивају ухапшени од стране Кристининог тима обезбеђења. Индијац Навин прихвата понуду, после чега Кристина напушта зграду. Линколн, Махон и Селф схватају да у амбасади не могу да буду убијени те напуштају просторију у којој је требало да чекају даље упуте. Екипа потом слаже индијским војницима да је дошла с Кристином и да треба да узме папирић који је она заборавила, после чега им ови и предају исти. При изласку из амбасаде, Кристина открива да јој је највећи проблем Сандински, а после тога упућује позив на телефон који је у Мајкловој и Сариној актовци. Они се јављају, а Кристина сазнаје да јој је и Мајкл за петама. Линколн и екипа се поново налазе у кући из које сада делују, а ту налазе испребијаног Бегвела. Бегвел се још више разбесни када сазна да је добио „највеће батине у свом животу” ради обичног стикер папирића; он говори да је на првом месту требало да генерал сазна да је „Сцила” код Кристине. Мајкл и Сара су стигли на аеродром. Сара је у купатилу и не осећа се баш најбоље, а Мајкл после тога — уз њену помоћ — у списку путника проналази име „Винсент Сандински” као и име авиона у коме овај човек долази. Након што је „Компанија” обрадила податке с Кристининог папирића који је заборавила у амбасади, Махон такође добија Сандинскијево име као решење за слагалицу. И четворка се одмах упућује ка аеродрому, али није баш сигурна да ће да стигне на време. Мајкл упада у уред оперативе аеродрома и даје наредбе које ће контрола летења да изда авиону у коме се налази Сандински. Након што се авион спусти на писту за принудно слетање, Мајкл и Сара киднапују Сандинског. Наступа потера са два теренца која напослетку сустижу Сару и Мајка; наоружана тројка одлучује да убије Скофилда и Танкредијеву, али у последњем моменту спасава их Махон који снајпером убија претње по живот пријатеља. Селф убацује Сандинског у свој аутомобил и напушта аеродром с Линколном и Махоном, а Мајкл брату у међувремену говори да „није [све]/ово готово”, барем „не у дужем погледу”. Ти-Бег из хотела зове генерала и открива му да Кристина има „Сцилу” и да се налази у Мајамију. Кранц моментално прекида везу и наређује да се наточе авиони јер путује за Мајами. Линколн и екипа се враћају и почињу да испитују Сандинског о томе како може да тврди да не зна Кристину Роуз Скофилд када она има детаљне информације о његовом лету. Овај им говори да је професор на „Дартмуту” и да нема појма о „Сцили”, већ да је дошао у Мајами како би одржао одређену презентацију на конференцији о напредној енергији. Када га питају за његов мобител, он одговара да је у јакни; међутим, Линколн не проналази мобилни телефон, који је у ствари у Сариним рукама. На блекберију она проналази двадесетак имејлова од Кристине, а потом одлази у купатило; на тесту за трудноћу угледа знак „плус”, што је обрадује. Мајкл позива број који је највише пута зван с Винсентовог телефона, а јавља му се нико други до његова мајка Кристина... Селф проналази поклапање у Сандинскијевој причи и документима које екипа поседује, тако да му Махон обећава да ће ускоро да га пусте. Међутим, Сандински се подмукло осмехује на крају епизоде... |                    |        |                 |                                                                     |                     |           |                           |
| 76 | 19                 |        | Гари А. Браун   | Карин Ашер                                                          | 1. мај 2009.        | 4AKJ19    | 3,20                      |
| Мајкл обавештава Линколна да Сандински није „невина жртва” и да је размењивао имејлове с Кристином. Линколн потом почиње с више насилним методима испитивања, а Мајкл у међувремену — са Сандинскијевог телефона — позива мајку Кристину и тражи размену „Сциле” за Сандинског. Њен асистент успе да лоцира долазећи позив и одмах се са својом шефицом упућује у индустријски парк у ком се скривају Мајкл и Сара. Бароуз покушава да по сваку цену извуче информације из наизглед преплашеног Сандинског те му прислања пиштољ на главу у намери да га се реши. У овој накани спречава га генерал Кранц који улази у просторију с неколико својих телохранитеља. Генерал и Сандински откривају да су стари пријатељи и да је овај радио за „Компанију” око 21 годину. Узнемирен због тога што од Винсента а не од Линколна сазнаје да је „Сцила” у Кристининим рукама, Кранц наређује свим члановима екипе — осим Бегвела — да клекну. Сандински открива Кристинину локацију, а генерал ипак одлучи Линку да пружи још једну шансу, и то с роком извршења од максимално једног дана. Кристина са својим људима стиже на Мајклову локацију — индустријски парк. Међутим, када они напусте своје возило, Мајкл у вентилацијски систем углављује марамицу са отровним гасом; по повратку у аутомобил, Кристина и њен тим бивају ошамућени, а она затим киднапована од стране Мајкла и Саре. Следећа сцена приказује везану Кристину и Мајкла који је испитује, уверавајући је да јој живот зависи о томе да ли ће да ода локацију на којој се налази „Сцила” или не. Како год, Кристина је самоувереног става да Мајкл не може да манипулише њоме јер га познаје веома добро. После извесног времена, Линколн, Махон и Селф упадају у празан стан у коме је Кристина била везана. Док претресају стан у нади да ће пронаћи било шта што би могло да им буде од користи, Махон и Селф дижу тензије око тога зашто је Бегвел у првом плану уопште и био укључен у мисију повратка „Сциле” генералу Кранцу. Линколн их смирује и проналази преко потребан траг који ће да омогући останак у игри. Испребијани Сандински открива Кранцу појединости око планиране конференције, додајући да мисли да генерал „гледа превише малу слику” целе ситуације. Линколн позива генерала и тражи од њега да пита Сандинског могуће речи од којих је настао акроним „ДМБ”; он убрзо проговара под притиском генералове десне руке — Ралфа Бекера — откривајући да се ради о „Дејд-Мајами банци”, банци која је у близини места деловања Кристине. Док се мучење др Сандинског наставља, Сара одлучује да се опроба у испитивању Мајклове мајке. Кристина у току разговора примећује да је Сара трудна и закључује да Мајкл ово још увек не зна, што за њу представља врсту какве-такве предности. Селф и Линколн долазе у ДМБ те од службеника захтевају да виде сеф Кристине Роуз Скофилд. Сазнају да је неко управо приступио сефу, а после тога откривају и да је то реч о човеку ког су раније видели у индијској амбасади, а који сада бежи са сивом актовком. Екипа се упушта у потеру како би сустигла овог агента који бежи и при томе прима позив од купца Банерџија; овај му говори да ако до пет часова поподне не поприча с Кристином — договор о куповини „Сциле” отпада. Мајкл одвезује Кристину и даје јој последњу понуду: ако га одведе до „Сциле”, он ће да је пусти да живи као да се ништа није догодило. Међутим, она почиње да наводи разлике између Мајкла и Линколна које су се испољавале кроз њихово детињство, али и које сада јасно раздвајају двојицу људи супротних у скоро па свим аспектима живота. Она говори сину нешто сасвим шокантно: Линк није његов [биолошки] брат! Наиме, Кристина открива да су родитељи Линколна Бароуза, бивши запосленици „Компаније”, убијени у експлозији у Манили када је овај имао три године, а да је Мајклов отац Алдо дечака довео кући осећајући се на неки начин дужним, не марећи шта о томе мисли његова супруга. Мајкл обавља веома емоционалан разговор с мајком бранећи ипак брата у сваком погледу, који је како год остао са њим када је она отишла. Кристина говори да би можда требало да јаве Линколну да престане да јури за „Сцилом” зато што је шанса да ће да је пронађе никаква. За ово време Линколн је с Махоном и Селфом у потери за човеком из амбасаде те прекида позив Мајкла на мобилни телефон. Овај губи живце и почиње насилним методима да испитује мајку. Она му напослетку изнад купатилске каде пружа информацију о одржавању конференције о напредној енергији у хотелу имена „Палма беј” (енгл. Palma Bay Hotel), која почиње за један час и на којој би требало да се сусретну ама баш сви. Мајкл одлази остављајући Сару да припази на Кристину, а генерал Бегвелу износи речи хвале и говори му да га један задатак дели од добијања посла у „Компанији”; наиме, када се Кранц врати на сигурно у Лос Анђелес и „Сцила” буде обезбеђена, његов задатак је да Бароузу смести метак у чело... У међувремену, Кристина смишља план како да превари Танкредијеву и побегне, у чему полако али сигурно напредује. Генерал од стране Ти-Бега бива информисан да ће се на конференцији појавити дотични др Навин Банерџи, син индијског премијера Нандуа који је познат по томе што се интересује за технологије [израде] соларног оружја. Кранц говори да ће све бити готово до краја дана, док Мајкл безуспешно покушава да ступи у контакт с Линколном који је и даље у потери (сада без возила) за човеком из амбасаде. Назад у стану у ком је Мајклова мајка везана, ситуација око тога „ко маше пиштољем” нагло се мења. Наиме, интелигентна Кристина лако успе да се ослободи преваривши Сару и отевши јој оружје. Линколн, Махон и Селф се пратећи човека са актовком нађу пред „Палма бејом” у ком треба да се одржи извесна конференција, али Махон с правом посумња да би цела ствар могла да представља једну велику намештаљку. Кристина се јавља свом човеку кога је Линколн јурио (Дауни) и говори да је ситуација под контролом, после чега одлучује да остави Сару у животу и можда једног дана упозна унука. Мајкл (као и Кристина) стиже у хотел у ком су још увек у току припреме за почетак конференције. Кристина ступа у контакт с видно забринутим и узнемиреним Банерџијем који измењује своју понуду на 1 милион долара за експлораторна истраживања уз пристанак на претходно договорено одржавање презентације пројекта „Сцила”. Конференција лагано почиње, а док Линколн утрчава у хотел, Селф и Махон претресају сребрни теренац паркиран испред. Сазнају да је исти унајмљен на Линково име те проналазе три пасоша са именима „Линколн Бароуз”, „Александер Махон” и „Доналд Селф”. Махон је сада сигуран да је реч о намештаљци... Кранц, Бегвел, Сандински, Бекер и остали гледају Фоксове вести о конференцији на којој ће главну реч да води Банерџи млађи. Генерал изводи закључак да је Кристинин план изазивање међународног инцидента који би домино ефектом прерастао у глобални сукоб. Ти-Бег добија задатак да убије сада бескорисног Сандинског, а за ово време на позорницу конференције излази Банерџи. Изненада, пре него што је Индијац проговорио и две речи и пре него што је Линк сустигао Даунија, Навин Банерџи бива убијен од стране непознатог снајперисте. Снајпериста спушта своју пушку и поред ње баца чауру с Линколновим отисцима, после чега успе да умакне лифтом. Скофилд и Бароуз се коначно састају и схватају да је целу ствар наместила Кристина, која за ово време седа у Даунијев аутомобил и — бивајући информисана о појединостима поновног смештања убиства Линколну — бежи с места злочина са „Сцилом” у свом поседу. Мајклу и Линколну је сада главни задатак да извуку живу главу из „Палма беја”. |                    |        |                 |                                                                     |                     |           |                           |
| 77 | 20                 |        | Милан Чејлов    | Ник Сантора                                                         | 8. мај 2009.        | 4AKJ20    | 2,99                      |
| Догађаји у хотелу „Палма беј” се настављају. Мајкл и Линколн се у кухињи хотела сакривају од гомиле полицајаца, а Махон и Селф налазе се испред и расправљају о немогућности доласка у посед „Сциле”. Мајкл ступа у контакт с Махоном и објашњава му како је Линколну поново намештено убиство. Селф Мајклу предложи излазак на велика врата смештена на другој страни хотела која осигурава само један полицајац. Међутим, Мајкл није у могућности да пређе на другу страну јер је приземље у потпуности покривено полицајцима. Зато он одлучује да ће кроз вентилацијски систем — преко крова хотела — да пређе на другу страну до праонице веша, која у ствари представља излаз који је Селф предложио. Мајкл и Линколн шаљу Махона у стан у коме би требало да се налази Сара с везаном Кристином. Линколн Алексу даје дозволу да уради Кристини шта год мора само да сазна где се налази „Сцила”, не знајући да је она већ давно отишла. Кранц преко ТВ-а бива упућен у ситуацију и одлучује да би било превише рискантно да браћа буду предата властима у било ком смислу. Генерал, на Бегвелово очито незадовољство, шаље Бекера да се „побрине за браћу”. Мајкл и Линколн уз степенице беже неколицини полицајаца, док менаџер хотела активира електронско закључавање свих соба и холова. Браћа тако остају заробљена у једном од ходника, а наоружани полицајци пристижу са свих страна. За ово време, Кристина гледа најновије вести на ТВ-у, а сазнаје се да је уз помоћ Даунија подметнула лажни документ који повезује Кину са убиством Банерџија. Дауни јој преноси информацију да је Навинов отац, премијер Нанду Банерџи, спреман за састанак. Кристина није сретна што овакав расплет ситуације који је она изазвала негативно делује на „њеног сина, њеног јединог сина”. Док Дауни теши своју шефицу, Мајкл шаље Селфа да види како полиција намерава да га приведе. Пошто покаже своју отрцану, али веома корисну значку Унутрашње безбедности, Селф бива укључен у акцију хапшења. Сазнаје да је план да се браћа истерају хлоропропаном — гасом без боје и без мириса. Махон коначно проналази Сару везану за кухињски стол. Ослобађа је и говори јој да је Мајклу и Линколну намештено убиство индијског купца Банерџија. Она одмах полази ка хотелу, али Махон успе да је увери да остане у стану. Г. Бенерџи старији разговара с Кристином о убиству његовог сина. Говори јој да је чуо да Кинези наводно стоје иза атентата те да намерава да користи „Сцилу” како би кинеској нацији задао бол исти какав тренутно он осећа. Кристина у почетку одбија пословање, али напослетку ипак попушта и прихвата Нандуов предлог. Мајкл од Селфа сазнаје за план полиције са убацивањем гаса у ходнике, спрат по спрат, те одмах почиње планирати како да побегне. Линколн не може да верује да су га задесила два намештена убиства људи од високог значаја у последњих пет година, али Мајкл му објашњава да једино што је сада битно је то како побећи из хотела те да га треба усредоточеног. Док браћа почињу са извођењем плана о бекству из хотела, појављује се прави агент Унутрашње безбедности — Дарин Хукс — који сазнаје да је већ један агент из његове службе на овом задатку (Дон Селф). Хукс зове надлежне да провери о чему се ради... Генерал говори Ти-Бегу да је Кристина добила управо оно што је одувек желела: сукоб између Индије и Кине. Међутим, по уласку Махона у просторију и постављању питања генералу зашто он сам то није урадио [док је имао „Сцилу”], овај одговара да ће ако се настави овим путем — прво Русија, затим Европа, а напослетку и целе Сједињене Државе бити увучене у сукоб светских размера у коме нико не добија, те да је Кристина била увек препоносна да призна да ће ово да се деси кад-тад. Док се специјалци све више приближавају опкољеној браћи, Линколн у роле тоалетног папира ставља спремнике аеросола; за ово време, Мајкл покушава да обије једну од брава на вратима собе хола на ком се налази заточен с Линком. Бекер прилази полицајцу испред улаза у вешерај хотела и „тражи помоћ”. Селф налети на агента Хукса и покуша да му прода причу како је на веома поверљивој тајној мисији и да је то разлог зашто се води као мртав. Хукс се не да завести и покушава да приведе Селфа; избија туча која траје неколико минута, али на крају Дон Селф успева да извуче тањи крај и ножем прободе Дарина у прса. Он потом проналази локву крви у близини врата вешераја, о чему правовремено обавештава Мајкла говорећи му да није само полиција та која их тражи већ да се у „Палма беју” вероватно налази и „Компанијин” оперативац. Мајкл проваљује у собу, што на екрану види менаџер хотела који полицији преноси да су браћа на 16. спрату. Мајкл и Линколн за ово време пуне мали фрижидер са аеросолом унутар рола тоалетног папира, пале малу ватру унутар истог те га затварају. Специјалци убацују димну бомбу у ходник на 16. спрату те после неколико секунди врше упад. Фрижидер експлодира и онесвешћује специјалце. Како се капетан специјалаца Хачинсон пење уз степенице с додатним појачањем, двојица његових људи силазе и говоре како су упали у сачекушу. Пењући се уз степенице, Хачинсон примећује да нешто са обућом двојке која силази није у реду. Он их одлучује пратити, а испоставља се да су то преобучени Мајкл и Линколн. При покушају да их ухапси, Хачинсона слеђа убија Бекер... Бекер потом доводи браћу генералу Кранцу. Мајкл од Махона сазнаје да је Кристина побегла, а да је Сара у реду и да чека у стану на његов позив (што Бегвел пречује). Кранц након мале лутрије извлачи Селфа као (не)сретног добитника. Он потом наређује својим људима да убију Селфову парализовану супругу због које је он у ствари и укључен у целу причу са „Сцилом”. Наиме, пре неколико година, Селф је доживео удес у аутомобилу јер је возио у алкохолизованом стању, а као резултат његова супруга је остала у колицима да живи у вегетативном стању. Селф је претходно желео да украде „Сцилу” како би њој омогућио скупоцено лечење, а сада је остао шокиран исходом ситуације. Предузима радикалне мере и искаче с балкона стана у ком се сви налазе те — скочивши у базен — успева да побегне. Кранц шаље Бегвела да пронађе Селфа и да га убије, а с друге стране нада се да је претходним чином и више него довољно мотивисао тим да дође у посед „Сциле” у што краћем року. Нанду даје Кристини на увид доказ о томе како јој је на тајном рачуну у Луксембургу уплаћено 750 милиона долара; она му обећава доставу производа у року од 24 часа. Дауни потом добија наређење да ступи у контакт с могућим купцем из Кине како би се остварио профит на још једној страни. Мајклу пада на памет да ће Кристина морати да посети Банку федералних резерви како би пре евентуалног напуштања земље купцу уплатила одређену своту новца повученог с рачуна на који ће њој да буде уплаћен новац, што ће обема странама да пружи гаранцију за размену. Након што пронађу овакву банку у Мајамију, пронаћи ће и Кристину од. „Сцилу”. Генерал бива одушевљен Мајкловим бриљантним умом и машта о томе како ће у будућности он да ради само за „Компанију”. Кристина се налази у банци и подиже 10.000 долара, а испред се налазе Мајкл, Линколн и Махон који смишљају како да се најбезбедније дочепају „Сциле”. Два дечака примећују повређеног Селфа како излази из воде; једна нога му је озбиљно угрожена. Ти-Бег упозорава Кранца да постоји велика вероватноћа да Мајкл неће тек тако да преда „Сцилу” те да требају одређену врсту предности. Његов предлог је др Танкреди, о којој је сазнао прислушкујући Махонов и Мајклов разговор. Бегвел је такође сазнао и њену локацију из Махоновог ГПС-а, па га генерал шаље на задатак који би могло да буде његова последња шанса за доказивање. Кристина је управо подигла новац и спрема се да напусти банку. Међутим, изненада се појављују три маскирана човека који упадају и наводно врше пљачку. Наравно, реч је о Мајклу, Линку и Махону који узимају од Даунија кутију са „Сцилом” и беже. Линколн иронично отпоздравља мајку при изласку, а њени агенти отварају ватру испред банке. Линколн мора да се жртвује како би Мајкл и Махон умакли, али игром случаја понестаје му муниције... За ово време, Ти-Бег након краће борбе с докторицом Саром успе да је савлада. Мајкл се забрињава за Линколна коме треба превише времена да побегне Кристининим агентима. Он у то прима позив од Кранца при чему чује Сарин глас и схвата да је уцењен. Да ствар буде гора, Мајкл прима и други позив — овог пута од Кристине. Сазнаје да је Линколн заробљен, а мајка му говори да ће да рани Линка у десно плућно крило како би осигурала сарадњу, што и учини. Мајкл се управо нашао између две ватре; има у поседу „Сцилу”, али не зна коме да је да: Кранцу у замену за Сарин живот, или Кристини у замену за Линков живот...                                                                                |                    |        |                 |                                                                     |                     |           |                           |
| 78 | 21                 |        | Боби Рот        | Зек Естрин                                                          | 15. мај 2009.       | 4AKJ21    | 3,32                      |
| Мајкл говори Махону да жели да спаси и Сару и Линколна, док га овај уверава да требају ићи корак по корак те се прво фокусирати на рањеника. Кристина за ово време критикује Линколнову наивност и говори му да је сушта супротност интелигентном Мајклу. У то од њега прима позив, а он јој говори да би желео да се састану на доковима и ту обаве размену „Сциле” и Линка. Кранц убеђује Сару како је и њено а и срце Мајкла немоћно у покушајима да надвлада здрав разум од. да је сигуран да ће Мајкл да успе у мисији спасавања. Махон и Мајкл разбијају главу покушавајући да пронађу најбоље решење. Махон помиње сигурност своје жене Пам као и сигурност Ел Џеја и осталих, али Мајкл и даље не одустаје у намери да спасе ама баш све. Сукреа у Чикагу прати аутомобил, а након што га сустигне — појављује се непозната особа којој Сукре поставља питање „Шта ти радиш овде?”. Селф се буди у болничкој соби, а изнад главе му стоје двојица федералаца — Крис Франко и Вилсон Рајт — и испитују га о Скофилду и Бароузу. Махон довлачи Мајкла на место састанка с Кристином. На путу према овом месту, она наређује Даунију да по преузимању „Сциле” убије Линколна. Човек који се нашао у близини докова препознаје Мајкла као „човека с вести” и пријављује га полицији. Он за ово време покушава да надмудри мајку тако што би она требало да активира експлозивну направу која би је онеспособила. Како год, на сцену ступа и полиција Мајамија, а експлозив активира Кристинин човек, тако да сви морају да побегну што брже то боље. Сукре је на кафи с незнанцем из аутомобила, а испоставља се да је реч о Бенџамину Френклину. Стотка открива да му је ћерка Диди сада здрава и да је донедавно — све до пропадања Махоновог случаја на суду — био заштићени сведок, али да сада жели да помогне Мајклу и Линколну како би осигурао и своју и слободу осталих, а све уз Сукреову помоћ. Франко и Рајт уверавају Селфа необоривим доказима да је разоткривен, али пошто он и даље не хтеде да проговори — агенти приступају методима насилног испитивања у циљу одавања Мајклове и Линколнове тренутне локације. Кристина, под великим притиском, лагано пуца и даје Линколну још десет минута живота, рок у коме мора да прими Мајклов позив. С друге стране, Мајкл бива уцењен „пуштањем Бегвела на докторицу” од стране генерала Кранца, који му за доношење „Сциле” даје рок од једног часа. Сара користи технике обмањивања наивног Ти-Бега који је уверен да ће да добије посао у „Компанији”. Она покушава да му избаци ове мисли из главе и наговори га да је ослободи, али узалуд. Мајкл зове Кристину како би се уверио да је Линколн још увек жив. Од њега сазнаје да Сара трудна те добија савет да нема времена и да је једино што може Линколн да учини сада жртвовање. Мајкл и Махон се расправљају око „Сциле”. Махону бива постављено питање „ком се победничком коњу сада враћа” што је и пре радио. Он одговара позивајући се на смрт сина и након што му Мајкл каже да учини шта је год потребно да заштити своју жену — одлази. Док му је забијена висока штикла у фришку рану, у неиздрживим боловима Линколн сазнаје да му Кристина није права мајка. Селф у болници не пристаје на сарадњу осим уз писмену нагодбу с државним тужиоцем. За ово време, Стотка пита Сукреа да ли може да добије браћу на телефон, говорећи да им је ово једина шанса да се потпуно ослободе свих оптужби од стране закона. Уверава Сукреа и да је човек с којим ради „играч” и да је у стању да им испразни досијее у потпуности. Кристина схвата да је изгубила битку с преговорима са Индијцем, па одлучује да свој бес искали на Линколну. У покушају да га убије прекида је Махон, који предлаже нагодбу у замену за заштиту Пам. Махон, држећи у рукама „Сцилу”, тврди да више не ради с Мајклом и успева да склопи договор. Док се Бегвел припрема за веома дуго ишчекивану забаву с докторицом из „Фокс ривера”, Кранц уговара састанак с Мајлом; за двадесет минута, али на локацији по генераловом избору. Како генерал прекида везу, камера приказује Мајкла и Махона у истој просторији; они, дакле, и даље сарађују. Махон говори пријатељу да узме „Сцилу” и иде на размену с генералом, а да је он проблем с Пам привремено успео да реши. Мајкл узима „Сцилу” и одлази на састанак на коме му се, како и сам Кранц каже, припрема не размена већ само спора смрт. Бегвел добија дозволу да ради Сари шта год пожели, а генерал одлази из стана остављајући Сару на милост и немилост силоватеља из Алабаме. Махон обавештава Кристину да је „Сцила” на путу и да би требало да почне да подузима нешто по питању заштите његове жене. Дауни преноси шефици најновију вест: Селф је изборио имунитет од стране државног тужиоца. Селф за ово време ступа у контакт са Скофилдом, а агенти ФБИ-ја покушавају да лоцирају позив. Ово им, међутим, не полази за руком. Стотка води Сукреа на састанак са извесним Полом, његовим човеком од поверења. Он тврди да Пол познаје Мајкла и Линколна и да је последња ствар која жели да се деси доспеће „Сциле” у руке било које од влада. Кранц и Бекер се запућују на састанак с Мајклом, а Бегвел почиње своју болесну предигру у жељи да оствари поремећене науме и Мајклу зада најболнији непоништиви ударац. Бекер открива да је кутија у којој би требало да буде „Сцила” празна те се заједно с генералом враћа у стан где је Сара. Наиме, Мајклов план је био да само одведе генерала одавде и избави Сару док се он не врати. Агенти напуштају Селфову собу, а остављају га с доктором који му даје инјекцију због које овај почиње да јауче. Мајкл се пење и приближава Сари која је све више угрожена. Сара говори Ти-Бегу како је у његовом картону из амбуланте „Фокс ривера” видела да има еректилну дисфункцију. Он откопчава шлиц, али га нетом после тога савлађује Мајкл ударцем слеђа. Сара зауставља Мајкла у науму да убије Бегвела... Махон показује „Сцилу” Кристини и одлази с њом на разговор. У почетку одбија да преда једину ствар која га чини битним у целој причи, али на крају ипак попушта. Мајкл показује Сари део „Сциле” који га и даље одржава у игри. Махон и Линколн се нађу у истој соби, а Мајклова мајка чека потврду аутентичности „Сциле”. Ретроспекцијом се открива да су Мајкл и Махон претходно у кућиште „Сциле” убацили експлозив Ц4. „О коликој експлозији причамо?”, пита Сара Мајкла у ретроспекцији. „Довољно великој да оконча све ово, како бисмо можда започели нешто ново.” Она се потом осмехује одговору и схвата Мајклов план. Махон одвлачи Линколна у други део собе у којој су закључани. Дауни увиђа да постоји проблем при самом детектовању „Сциле”. Камера приказује кутију и тајмер који одбројава 30-ак секунди. Кристина остаје буљећи у екран и тихо изговарајући „Мајкл, Мајкл...”. |                    |        |                 |                                                                     |                     |           |                           |
| 79 | 22                 |        | Кевин Хукс      | Мет Олмстед & Николас Вутон                                         | 15. мај 2009.       | 4AKJ22    | 3,32                      |
| Мајкл и Сара у аутомобилу разговарају о својој будућности. Махон их прекида постављајући питање Мајклу зашто се бомба још увек није активирала. Сазнаје да ће то морати да уради ручно. Кристина изводи Махона и жели да сазна зашто се „Сцила” чини подвалом. Он седа за рачунар и активира тајмер који почиње да одбројава 30 секунди. Савлађује потом Даунија, а пошто побегне с Линколном у другу собу — направа експлодира и онеспособљава противнике. Генерал је бесан на Бегвела и одлучује да га убије. Међутим, Сарин телефон се оглашава и спасава Ти-Бега, који тако уговара састанак са Сукреом, Стотком и мистериозним Полом. Мајкл и Сара стижу до Махона и Линколна и одвозе их на сигурно. Открива се да је Кристина преживела експлозију. Током састанка Сукре одбија да открије идентитет Пола. Стотка и Сукре успеју да преваре Ти-Бега и онеспособе „Компанијиног” човека с којим је дошао. Стотка обавештава Пола да имају Сарин телефон. У болници, доктор открива Франку да је Селф имао највероватније изљев крви у мозак или да је претрпео срчани удар. Рајт показује Франку Махонову слику и говори му да је Селф радио с веома опасним људима у складишту у ЛА, укључујући и браћу. Селф даје знак да је још увек при свести, и то помицањем прстију руке. Франко наређује да Селф остаје где јесте и да се испитивање наставља. Мајкл и екипа су на сигурном и после краћег разговора одлучују да је њихов следећи потез уништавање „Сциле”. Мајкл изненада прима позив, а реч је о никоме другом до Келерману, Полу Келерману. Келерман говори да је радио с групом коју је основао Мајклов отац Алдо, а која се борила против „Компаније”. Човек из Уједињених нација — Соломон Окела — требало би да буде у граду у скорије време и да преузме „Сцилу” од Мајкла. Телефон се гаси, а Линколн почиње да повраћа крв... Сукре и Стотка испитују Ти-Бега о локацији генерала. Нуде му помоћ УН који би га ставио на листу особа са имунитетом уколико буде сарађивао. Он то одбија, али Стотка почиње с насилним методима добијања жељених информација. Бекер и генерал добијају информацију да је Линколнов телефон лоциран у близини центра града. Линколн говори Мајклу да не верује Келерману. Они дискутују о томе како нису браћа, а Мајкл мисли да то уопште не мења ситуацију ни у ком погледу. Селф одбија да открије где су Мајкл и Линколн, а Франко губи стрпљење. Махон и преобучена др Сара ушуњали су се у ову исту болницу да би украли лекове за Линка. Сара напушта болницу, али Махон бива ухваћен од стране Франка и надлежних. Док Сара помаже Линколну на задњем седишту аутомобила, Бекеров човек разбија прозор на сувозачевој страни, а Мајкл речима Бекера схвата да је поново у невољи. Сукре и Стотка вешају Ти-Бега наопачке у нади да ће да проговори. Овај почиње да вришти... Мајкл, Линколн и Сара бивају доведени у Кранцов стожер. Када Мајкл каже генералу да нема „Сцилу”, он му показује пренос уживо са Софијом — Вислеровом бившом, а Линколнов садашњом девојком — у заточеништву, коју наводно очекује погубљење уколико генерал не добије „Сцилу”. За ово време, Франко и Рајт испитују Махона. Он их уверава да су Мајкл и Линколн невини и прича им причу о „Компанији”. Франко је, међутим, и даље фокусиран на Мајкла и Линка. Мајкл и генерал преговарају о Софији и Сари. Стотка и Сукре упадају у просторију у којој се налазе, онеспособљавају Бекера и другог „Комапнијиног” оперативца те тако стављају генерала у пат-позицију. Он бива приморан да ослободи Софију, а Мајкл одлучује да га коначно смакне. У овој накани га одговарају Сара и Сукре, а сви напуштају собу остављајући Кранца везаног. Како год, на путу до аутомобила, Сукре бива ухваћен од стране полиције, док остали одлазе. На другом сигурном месту, Сара убеђује Мајкла да је Линколну преко потребна болничка нега. Мајкл потом Келерману оставља гласовну пошту с поруком да му је „боље да је на њиховој страни [или ће бити проблема]”. Изненада, Кристина упада у просторију са својим људима који немилосрдно отварају ватру. Франко и Рајт испитују Сукреа, али како упорно одбија да ода локацију Мајкла и Линка — бива одведен. Кристина проналази „Сцилу”, али у намери да напусти просторију прекида је Мајкл, држећи је на нишану пиштоља. Након што она одбије да баци своје оружје, Мајкл пуца. Међутим, испоставља се да је његов пиштољ празан. Узимајући свој пиштољ, Кристина изговара следеће речи упућене Мајклу: „Рођен си као Скофилд, а умерећеш као Бароуз.” Баш пре него што испали метак у рођеног сина, Кристина бива убијена слеђа, и то од Саре. Кристинин метак је, како год, закачио Мајклово раме. Следећи план је да Сара одвезе Линка у болницу, а да Мајкл иде на састанак с Келерманом. На путу ка Келерману, Мајкла хватају двојица наоружаних људи и одводе у притвор. Убрзо се испоставља да је реч о Келермановим људима јер он — заједно с представником УН Соломоном — улази у собу за конференције у којој је и везани Мајкл. Келерман открива да ће Линколн, Сара, Сукре, Махон и остали — сви да буду ослобођени. Међутим, Соломон говори Келерману да део „Сциле” недостаје. То је зато што Мајкл не може да у потпуности верује Полу и његовом човеку, па тражи доказ да није реч о превари у замену за комплетну „Сцилу”. Када схвати да је све у реду, Мајкл предаје и последњи део „Сциле” која је сада у сигурним рукама. Човек из УН потврђује да је „Сцила” нетакнута и да ће да „обави позив”. Келерман говори Мајклу: „Успео си. Готово је.” Генерал Џонатан успева да откључа лисице те креће према излазу како би побегао. Међутим, упада полиција и он коначно бива ухапшен. Кристинино тело се прекрива белом плахтом, а Мајкл, Линколн, Сара, Махон, Сукре и Стотка потписују папире с Келерманом. Сви се грле међусобно сретни што је све у коначници завршено како треба. Келерман говори Мајклу да су Софија, Ел Џеј, Махонова жена и сви остали на сигурном. Пита такође да ли да ослободе Бегвела оптужби или не. Они одлучују да то не ураде, а Бегвел у лисицама бива одведен у затвор. Након извесног времена, Мајкл и Сара се шетају крај обале сретни и у разговору од родитељству. Говоре једно другом како су сретни и остају у загрљају. ЧЕТИРИ ГОДИНЕ ПОСЛЕ... Махон (који је у вези са агентицом Ланг), Линколн и Сукре напуштају своје вољене на два дана. Приказује се Селф који је у вегетативном стању, Стотка који ужива у приградском животу и Келерман који је изабран у Конгрес САД. Кранц бива погубљен на електричној столици, а Ти-Бег је назад у „Фокс риверу”. Сара своме сину говори „Хоћеш ли да видиш татицу?” Они се налазе с Линколном, Махоном и Сукреом. Мали дечак оставља цвет на гроб, а Линколн ставља оригами паткицу на врх надгробног споменика. Сви се удаљавају од споменика, а камера приказује уклесане речи: „Мајкл Џ. Сколфилд \| 10. 8. 1974. — 11. 4. 2005. \| муж, отац, брат, стриц, пријатељ \| Буди промена коју желиш видети у свету”. |                    |        |                 |                                                                     |                     |           |                           |
| 80 | 23                 |        | Бред Тарнер     | Телевизијска драма: Ник Сантора & Сет Хофман Прича: Кристијан Троки | 27. мај 2009. (УК)  | 4AKJ23    | N/A                       |
| Мајкл и Сара се венчавају. Кумови су им Линколн и Сукре, а на самом чину пред матичарем нема никога другог. Забаву у којој сви уживају прекида звук полицијске сирене. Неколицина полицајаца долази с налогом за хапшење. Мајкл љутито објашњава како је све разрешено с Келерманом пре неколико недеља, а Линколн потврђује причу говорећи да су ослобођени свих оптужби. Они се, међутим, шокирају када сазнају да је полиција дошла не по њих већ по Сару, и то за убиство Кристине (Скофилд) Хемптон. Сара бива одведена, а браћи је речено да постоји снимак надзорне камере који потврђује да је реч о убиству. Келерманов човек обавештава Мајкла, Линколна и Сукреа да се на видеу може да види само особа која убија цивила, а не да је реч о самоодбрани. Они сазнају да би Сара могла да добије казну од 25 година до доживотне те да немају право посете. Следећа сцена приказује Државни затвор „Мајами-Дејд” у чијем женском оделу је смештена Сара. Женски чувари је одводе у споредну просторију и почињу с процесом злостављања јер је затворенику „Фокс ривера” оставила откључана врата амбуланте, а тако омогућила још седморици да побегне, те покренула поступак због кога је велики број особља затвора добио отказ. Испребијану Сару посећује једна од главних затвореница, коју сви зову Татица. С чланицама своје женске банде јој нуди помоћ за било који проблем, што она — наравно — не прихвата. Целу ситуацију посматра непозната женска особа, са сигурне удаљености. У мушком делу „Мајами-Дејда”, смештени су Кранц и Ти-Бег. Ти-Бег почиње да договара прљаве послове с генералом, али овај није заинтересован, тврдећи да не може да дође до новца. Међутим, у новинама прочита да је Сара Танкреди доспела у суседни женски одел затвора. После овога се састаје са својим човеком коме говори да жели да што више људи повуче за собом јер је свестан да никада више неће да изађе на слободу. Наиме, за Сарину главу даје 100.000 долара. Човек поруку преноси до „Компанијиног” контакта у женском одељењу, тачније особе која је претходно посматрала Сару — Гречен Морган. Она се обраћа Сари и говори јој да ако јој је потребна помоћ, може да је затражи од ње. Сара за обједом добија напад. Отрована је стрихнином, али услед брзе реакције затворског медицинског особља — њен живот, као и живот бебе, бива спасен. Доктор из затвора је обавештава да ће да добије само пола часа с бебом након што се породи, а после тога беба ће да буде однесена на друго место. Саветује је да се постави као окрутна мајка према своме још нерођеном детету како би касније лакше превазишла неизбежну кризу и депресију присилног одвајања од бебе. Мајкл од адвоката Луа Филипса сазнаје да је Сара била отрована, а потом посећује особу за коју верује да је једини могући кривац — генерала Кранца. Пошто не налазе заједнички језик, Мајкл се обраћа управници затвора, Алис Симс, тражећи премештај или посебни смештај где би Сара била на сигурном. Из носа почиње да му тече крв, а у очају одлази из управничиног уреда јер је његов захтев одбијен. Мајкл саопштава Линколну и Сукреу да је једино што преостаје вађење Саре из „Мајами-Дејда” јер генерал ће да уради све да оствари своју накану. У Чикагу, Махон је на разговору са агентицом Ланг и старим пријатељем из Бироа — Ричардом Салинсом. Они га уцењују да за значку мора да саботира све Мајклове могуће планове за избављење Саре, који су можда већ у фази планирања. Мајкл и екипа сазнају да је у последњих 60 година сваки од седам покушаја бекства пропао. Сукре добија задатак да набави опрему којом ће да испитају околицу затвора и сниме сам дизајн како би смислили план. Сара бива све више и више притиснута од стране Татице, а Мајкл открива да га прати дотични Тод Витли, чији је задатак да спречи покушаје бекства из мајамијског затвора. Линколн и Сукре су код „Мајами-Дејда” и ступају у контакт с Мајклом да виде је ли све у реду. Договарају место састанка, а Мајкл улази у клинику у Мајамију из непознатих разлога. Сару злостављају Татица и Гречен, а испоставља се да је Гречен уочила Бароуза код ограде тако да сада зна да се нешто засигурно спрема. Док се Бегвелови односи с Кранцом распадају, Сара одлучује да постане део „породице” чија је глава Татица. Тако почиње „процес укључивања”, који подразумева утискивање врелог жига у леђа да би се оставио симбол припадности банди. Махон се придружује Мајклу, Линку и Сукреу, а они сазнају која је тачка затвора најрањивија. Сара добија шифровану поруку од Мајкла с временом и местом одакле ће да побегне, а коју Алис није спречила да доспе у њене руке мислећи да је „чиста”. Екипа по повратку у стан затиче Витлија који очигледно нема намеру да одустане, али успева да га се реши продајући му причу да су папири које је пронашао део плана којима Мајкл покушава да пронађе пропуст у систему који би касније пријавио управници затвора Алис и тако осигурао Сарину безбедност. Гречен сређује да Татица заврши у самици тако што јој подмеће дрогу у ћелију и измољава претрес од стране чувара. Линколн од Софије дознаје да је сигурна локација за скривање после бекства у Централној Америци и да је брод за превоз тамо осигуран, док Мајкл од Луа бива обавештен да је посета уз надзор сада омогућена. Он одмах одлази у посету и пријатно се изненади када увиди да је Сара примила његову поруку. По изласку из затвора, Мајкл остаје затечен када види да се надзорне камере мењају и да је пропуст који је пронашао сада саниран захваљујући Тоду Витлију. Екипа се у свом стожеру баш и не сложи с новим Мајкловим планом који укључује улазак у затвор падобраном, али и Бегвелову помоћ. Линколн посећује силоватеља из Алабаме и тражи од њега да сутрадан — у тачно одређено време — активира противпожарни аларм. Бегвел открива Линколну да ће генералов човек да преноси новац са одређене локације те да ако тај новац заврши на његовом рачуну — сарадња је осигурана. Махон се састаје с човеком из ФБИ-ја, Витлијем, и потврђује наставак саботирања Мајклових планова. Сара постаје свесна да ће и Гречен морати да постане део плана за бекство; у противном, нико не излази. |                    |        |                 |                                                                     |                     |           |                           |
| 81 | 24                 |        | Кевин Хукс      | Телевизијска драма: Зек Естрин & Карин Ашер Прича: Калинда Васкес   | 27. мај 2009. (УК)  | 4AKJ24    | N/A                       |
| Последња епизода почиње укључивањем аутоматског снимања. Мајкл снима себе и изговара следеће речи: „Дакле, ако гледате ово, драго ми је, јер то значи да сте на сигурном...” Мајкл се потом састаје с Линколном и Сукреом како би утврдили детаље бекства тј. појединости око дела са спуштањем падобраном и проласка кроз администрацијску зграду до капелице. Генералов човек улази у кућу разговарајући с генералом о смакнућу Саре; добија рок да до краја дана изврши наређење. Сара сазнаје да јој је глава у торби, а нетом после тога посећује је Мајкл са шифрованом поруком да „вечерас треба да се моли”. Линколн од Бегвела тражи више информација о Џоу Данијелсу, човеку који има генералових 100.000 долара за Сарину главу. За ово време, Махон помаже Мајклу у вези с делом око слетања пред затвор. Он му говори да ће тај проблем да реши сам, али да не зна како да прође кроз врата закључана електронским путем. Ако би изазвао електрични удар, остао би мртав на лицу места. Док је Махон и даље у контакту с Тодом, Сара бива нападнута под тушевима, али јој у помоћ пристиже Гречен. Она је спасава убијајући Агату, десну руку Татице; о овоме убрзо сазнаје и Татица затворена у самицу, која сада постаје невероватно бесна. Махон и Мајкл долазе до Махоновог контакта који ће омогућити авион, Снија. После разговора, Мајкл даје Махону папир и ДВД с натписом „за Сару и Линка” који треба да им уручи у случају да се не извуче. Ти-Бег на превару сазнаје Данијелсов број телефона и доставља га Линколну, док је Сукре у међувремену преко Софије средио везе у Централној Америци где ће сви да побегну после финалног бекства. Сара говори Гречен да је и она управо постала део плана и да вечерас иду у капелицу. Сукре и Линколн проналазе Данијелса и узимају му новац, а Мајкла у намери да купи падобран зауставља Махон, предлажући му „бољи начин”. Кранц контактира Данијелса и убрзо схвата да је преварен од стране Ти-Бега. У међувремену, Мајкл седа на авион поздрављајући се с Махоном и Линколном, а Тод зове Махона да му овај пренесе нове информације. У „Мајами-Дејду”, управница Алис наређује гашење свих светала и довођење Саре у свој уред јер, како каже, „Скофилд неће знати шта се догађа”. Сара улази у сукоб с Татицом која је пуштена из самице, али је гура на затвореницу вишег друштвеног статуса, Скитлс. У кантини где су затворенице избија општа туча, а Гречен се сукобљава с једном заштитарком јер је чула да управница жели да види Сару. Специјалци из заседе нападају падобранца и отварају ватру, али се испоставља да је реч о лутки. Мајкл је заправо дошао пешице и сада улази у затвор... Док Алис још увек тражи Сару у свом уреду, она с Гречен кроз кухињу бежи до капелице. Полиција их пресреће и хвата Гречен, која одлучи да не оцинка Сару већ да слаже да је сама, с Богом. С друге стране, Сукре увиђа да је банка завршила своје радно време и да новац не може да буде уплаћен на Бегвелов рачун. Овај сазнаје да је стање на рачуну непромењено и почиње с раскринкавањем плана. Мајкл и Сара се сусрећу и почињу с другим делом плана, док управница и остали од Бегвела сазнају шта се спрема. Њихов потез је гашење свих аларма и узбуна... Међутим, испоставља се да је ово управо очекивао Мајкл, и то да би несметано могао да користи пламеник за пролазак кроз прва врата на путу до администрацијског излаза. У протестантску капелицу улази један од агената, а Сара у међувремену схвата да ће Мајкл морати да жртвује себе како би она побегла, јер врата кроз која ће да напусти затвор могу да буду отворена једино изазивањем кратког споја у систему. Она излази шокирана, а дочекују је Линколн, Сукре и Махон. Махон им говори да је Мајкл — „једноставно отишао”. Сви седају у комби и — и даље не могавши да дођу себи — удаљавају се од затвора... Ти-Бег је после неког времена затворен у самицу јер је био заправо саучесник у бекству изазивајући одлуку управнице и осталих да се аларми искључе. Сара од Махона добија папир на коме пише да се Мајклов тумор на мозгу није успешно отклонио, а свима постаје јасно да би он умро пре или после, само што је на овај начин спасао још две особе. Сукре даје Сари и Линколну генералов новац те се сви растају. После извесног времена, Сара и Линколн на јахти пуштају видео с ДВД-а који је Мајкл оставио. Речи које он изговара представљају саму завршницу серије: „Дакле, ако гледате ово, драго ми је, јер то значи да сте на сигурном. И то је оно једино што сам одувек желео. Желео бих и да сам сада с вама, али пошто вероватно сада знате, не бих имао много времена како год. Тако сам донео своју одлуку, и не жалим што сам то учинио. Било како било, не много времена у односу на овај моменат биће други мали Скофилд који ће да трчкара унаоколо. И Линк — желим да ми обећаш, без обзира на све, да ће они одрасти знајући да њихов стриц никада није далеко. И Сара, желим да ми обећаш да ћеш држати Линка на оку. Како си можда и приметила, склон је упадању у невоље. Знаш, провели смо добар део својих живота не говорећи ствари које бисмо желели да кажемо. Ствари које треба да кажемо. Причамо у шифрама и шаљемо мале поруке, оригами. Тако да сада, чисто, једноставно... Желим да кажем да вас обоје волим... веома пуно. И желим да ми обећате да ћете говорити моме детету... да ћете говорити моме детету колико је вољен свакога дана. И подсетите га колико је сретан што је слободан. Зато што јесмо. Сада смо слободни. Коначно. Слободни смо.” |                    |        |                 |                                                                     |                     |           |                           |

### 5. сезона (2017)
| Бр. еп. (укупно) | Бр. еп. (у сезони) | Наслов | Режисер         | Сценариста                    | Премијера       | Прод. код | Гледаност у САД (милиони) |
| --- | ------------------ | ------ | --------------- | ----------------------------- | --------------- | --------- | ------------------------- |
| 82 | 1                  |        | Нелсон Макормик | Пол Шеринг                    | 4. април 2017.  | 1AZM01    | 3,83                      |
| Ти-Бег излази на слободу и добија слику Мајкла који је у затвору. Показује је Линколну, који проналази скривену реч „Ogygia”, име затвора у Јемену. Линколн о овоме обавештава Сару, која са супругом Џејкобом Несом одгаја свог и Мајкловог сина Мајка млађег. Она не поверује у то да је Мајкл жив, али Линколн ипак не одустаје и одлази у Јемен. Налази се са Стотком који је прешао на ислам. Сукре такође нуди помоћ Линколну, али овај се одлучује да настави са Стотком. Мистериозни плаћеници који су пратили и напали Линколна и Сару шаљу Линколнове и Френклинове слике својим људима у Сани, али двојац успе да се избори с нападачима и нађе с контактом који ће му омогућити посету затвору Оџиџија у замену за Линколнов амерички пасош. Линколн сазнаје да је Мајклов лажни идентитет Канијел Аутис (опаки терориста повезан са ИДИЛ-ом). При сусрету, Мајкл не препознаје Линколна и понаша се веома чудно. У међувремену, Ти-Бег се чује с доктором који му нуди простетичку руку која је функционална као и права; операција успева, али Бегвел сазна да ју је искључиво за њега платила анонимна особа позната само као Аутис (на грчком outis значи „нико”). |                    |        |                 |                               |                 |           |                           |
| 83 | 2                  |        | Маја Врвило     | Пол Шеринг                    | 11. април 2017. | 1AZM02    | 3,18                      |
| Линколн добија поруку од Мајкла који од њега тражи да пронађе „шеика светла”. Шиба, контакт, пристаје да помогне у декодирању поруке у замену за новац. Сара прима видео-поруку Мајкла и састаје се с Келерманом у Стејт департменту. Он јој говори да је Мајкл једини способан да промени идентитет на овај начин; нешто касније Сари прослеђује снимак Мајкла који убија човека из Ције. Мајкл у Јемену долази до пилула за свог цимера Џаа који је на одвикавању, у замену за мобилни телефон и кредитну картицу који му требају да би ступио у контакт са Саром. Линколнов тим открива да је шеик Мухамед ел Тунис задужен за испоруку електричне струје у граду, али и да је са својом ћерком заробљен у четврти коју контролишу борци ИДИЛ-а. Тим спасава шеика који потом саопштава да је он отац Сида, Мајкловог цимера осуђеног на затворску казну само зато што је хомосексуалац. Мухамед даје Мајкловом тиму знак за почетак извођења плана за бекство. Сара добија Мајклову поруку да се склони на сигурно јер „долази олуја”. Најтежи осуђеници, укључујући вођу локалног ИДИЛ-а по имену Абу Рамал, бивају пуштени из самица у општу популацију. Иако се Сид овога веома прибојавао, неочекивано се сазнаје да су Рамал и Мајкл наизглед добри пријатељи. |                    |        |                 |                               |                 |           |                           |
| 84 | 3                  |        | Маја Врвило     | Џош Голдин & Рејчел Абрамович | 18. април 2017. | 1AZM03    | 2,44                      |
| Линколн се припрема за бекство и уз одређене тешкоће набавља фалсификоване пасоше. Међутим, њега и Шебу хвата ИДИЛ односно Сајклопс, који га заробљава и покуша да силује Шебу; Линколн се ослобађа и онеспособљава Сајклопса пре него што је ишта учинио. Ти-Бег налази Сару и безуспешно је покуша упозорити о Еј-ен-Даблју и Ван Гогу, двоје Посајдонових плаћеника који су јој можда на трагу. Даблју и Гог провале у Сарин телефон, а она сазна да су то урадили помоћу њеног отиска прста који је оставила на чаши током разговора с Келерманом у његовом уреду. Сара потом контактира Ти-Бега и говори му да ипак жели да сарађује а да он треба да посети Келермана и открије све што може о његовој укључености. Хришћанин Крос, затвореник који је одбио да напусти брата Музу и учествује у Мајкловом бекству, упозорава Випа да се Мајклу не може веровати и да му је сва̀ко средство до циља. Вип се супротставља Мајклу, који га напада како би украо златни сат једног од стражара. Његов лукави план полази му за руком: подмеће сат Рамалу, тако да овај буде задржан током бекства. Мајкл и Вип су, како откривају током разговора, радили тајно за Цију током година када је Мајкл нестао; Вип изражава бојазан да линија између Мајкла и Канијела Аутиса постаје све тања. Током бекства, Рамал, Крос и Муза утркују се до Мајклове ћелије; стражари их хватају све, а Муза бива убијен. Стотка са планираног места састанка у очају посматра како Випа, Џаа и Мајкла налазе на крову, хватају и враћају назад у „Оџиџију”. Рамал прети Мајклу из суседне самице да ће да га убије још сутра, док овај користи последње вапаје батерије свог мобилног телефона да би снимио поздрав за Сару. |                    |        |                 |                               |                 |           |                           |
| 85 | 4                  |        | Гај Ферланд     | Мајкл Хоровиц                 | 25. април 2017. | 1AZM04    | 2,75                      |
| ИДИЛ напредује са ширењем у Сани. Крос окупља остале затворенике да ухвате Рамала и искористе га као адут за преговарање. Мајкл уверава нерадог Рамала да им помогне док је у самици са алаткама за бекство. Рамал, Мајкл, Џа и Вип успеју да побегну док Крос и његови следбеници упадају у самицу. Сид убада Кроса у прса, придружујући се Мајкловој екипи која већ бежи напољу. Све их убрзо хвата ИДИЛ. Рамал планира да обеси Мајкла; међутим, Линколн интервенише и убија џихадисте док Вип убија Рамала. Мајкл и Линколн размењују емоције након поновног уједињавања, а на вестима се објављују информације о Рамаловој смрти. Сид их обавештава да је ИДИЛ сада прогласио рат против њих због смрти Рамала. У међувремену, Ти-Бег налази Келермана; овај не признаје да је Посајдон, непознати неваљали агент Ције који критикује спољну политику САД. Изненада их нападну Посајдонови оперативци. Ти-Бег успе да побегне, а Келермана убија Ван Гог (који почиње да сумња у Посајдонове циљеве). Бегвел је у потери за Еј-ен-Даблју и Ван Гогом, те му полази за руком да их фотографише на састанку са Сариним супругом Џејкобом. |                    |        |                 |                               |                 |           |                           |
| 86 | 5                  |        | Гај Ферланд     | Вон Вилмот                    | 2. мај 2017.    | 1AZM05    | 2,35                      |
| Линколн присиљава Мајкла да каже истину о свом нестанку: он открива да га је Посајдон контактирао пре венчања са Саром, када му је рекао да Келерман нема овлашћења за ослобађање његовог тима те понудио легитимно ослобађање у замену за лажирање смрти и сакривање истине од свих док ради под кринком. Линколн одлучује да је боља опција за бекство из Јемена лет са аеродрома односно састанак са Стоткином клапом, док Мајкл наставља бежати пратећи железницу. Сајклопс сазнаје за Мајклов план и открива га ИДИЛ-у, који пресреће његову екипу; ипак успеју да побегну до места где је Џа са неколико ИДИЛ-оваца; Сида убија Сајклопс, ког тим лисицама закључава за леш и наставља према аеродрому. За ово време, Бегвел показује слике Сари која се убрзо сукобљава с Џејкобом; касније се открива да је Џејкоб заправо имао добре намере, јер Еј-ен-Даблју и Ван Гог бивају ухапшени управо његовом заслугом. Стотка и његови пријатељи стижу на аеродром; утом се ИДИЛ почиње приближавати и нападати... Стотка и Шиба спасавају пилота, који пристаје да их одвезе из земље. Укрцавају се на авион и чекају браћу и остале, али пилот одлучује да полети пре њиховог доласка (што Линколн подржава јер је свестан да су за длаку закаснили). Авион полеће, а за браћом и екипом креће ИДИЛ-ов добро наоружани конвој који отвара ватру. |                    |        |                 |                               |                 |           |                           |
| 87 | 6                  |        | Кевин Танчарон  | Мајкл Хоровиц                 | 9. мај 2017.    | 1AZM06    | 2,37                      |
| Мајклова клапа се супротставља Шибином контакту Омару, који упозорава ИДИЛ; међутим, успеју да надјачају ИДИЛ и присиле Омара на сарадњу — заједно се упућују према Фаекији, људској насеобини у пустињи из које би Мајкл и његови пријатељи требало да отплове за САД. Еј-ен-Даблју и Ван Гог су пуштени плаћањем кауције и уверавају инсајдера из Ције да им помогне у праћењу Мајкла, који је са екипом стао на бензинској пумпи да би преко интернета контактирао непознату особу у Портланду (Мејн) шаљући јој слику својих тетоважа на длановима. Ван Гог информише ИДИЛ, који напада бензинску и убија Омара; Вип на паметан начин убија све оперативце ИДИЛ-а. Мајклова клапа наставља да се креће кроз пустињу у два аутомобила, али са наоружаним Сајклопсом за вратом. Мајкл потом узима један теренац и одваја се од екипе, надајући се да ће Сајклопс одлучити да не прати њега него друго возило с више бензина; овај се ипак одлучује за Мајкла, али он га намамљује у замку и у борби му на крају забада шрафцигер у друго око али и бива посечен токсичном оштрицом и отрован антифризом. Џа помаже другима да пронађу Фаекију, где лансирају ватромет да би дали сигнал Мајклу у којем смеру да се креће; он крварећи стиже до њих и пада у несвест... Еј-ен-Даблју и Ван Гог проналазе Мајклов контакт, који је Елвисов имитатор. У међувремену, агент Кишида замењује Келермана на његовом положају — са задатком да такође истражи његову смрт. |                    |        |                 |                               |                 |           |                           |
| 88 | 7                  |        | Кевин Танчарон  | Вон Вилмот                    | 16. мај 2017.   | 1AZM07    | 2,41                      |
| Џа одлучује да остане у Фаекији, док остали одабиру одлазак на броду за Крету (Грчка). Линколн позива Сару и говори јој о Мајкловом стању. Она обавештава Џејкоба и авионом одлази на Крету. Састаје се с Мајклом и одмах му даје трансфузију крви те тако спасава живот. Када му покаже слику Посајдона на састанку, он јој открива да је Посајдон заправо њен муж Џејкоб, који му је наместио убиство званичника Ције. Сара се враћа у САД да би се побринула о Мајку, ког поверава својој пријатељици; ипак, Џејкоб и његови оперативци их разоткривају. Мајкл се састаје са Сукреом на палуби комерцијалног брода на којем овај ради и капетану плаћа превоз дијамантским прстеном који му је дала Сара а који вреди неколико стотина хиљада долара. Након што се Џејкоб побрине да сваки брод у алжирским водама добије потерницу за сликом терористе Канијела Аутиса, капетан препозна свог специјалног путника и одлучи да обавести власти. Морнарички SEALбива послат да лоцира и убије Мајкла. Сукре осмишља план како ће савладати SEAL, што им и пође за руком. Џејкоб се исфрустрира и од пријатеља затражи посебну услугу: да лансира ракетни пројектил на брод и тако га разнесе; брод експлодира баш док Мајкл и остали скачу у море... У међувремену, Келерманов наследник Кишида налази се са Еј-ен-Даблју и Ван Гогом те почне да им поставља питања о њиховим илегалним активностима, након чега добије метак у чело. |                    |        |                 |                               |                 |           |                           |
| 89 | 8                  |        | Нелсон Макормик | Мајкл Хоровиц                 | 23. мај 2017.   | 1AZM08    | 1,90                      |
| Мајклову екипу спасава рибарски брод, који их одвози у Марсељ (Француска), одакле Мајкл контактира Сару и закључује у каквом се положају налази, те одлучи да оде у САД као прилику користећи Линколнов сукоб с Луком Абруцијем (сином Џона Абруција) тако што операцију кријумчарења преокрене у своју корист. Мајкл и Линколн ангажују Стотку и Шебу за помоћ при бегу од Луке и његове банде, а потом се из сигурносних разлога растају са Стотком а касније и са Шебом. У међувремену, Вип (чији је прави идентитет Дејвид Мартин) долази у Чикаго по сугестији Мајкла, да би се састао са својим оцем Ти-Бегом. За аналитичара Теруа се открива да је агент 21-Void-а, а Ван Гог изражава презир према Џејкобовим методима и обећава Еј-ен-Даблју да ће напустити 21-Void када посао с Мајклом буде готов. Браћа настављају с планом уништавања ћелије 21-Void и спасавања Саре и Мајка, а траг их одводи до куће на језеру Мичиген. Линколна у ауту испред куће проналази Лука и рањава га из свог аутомобила. Мајкл се у кући састаје са сином, али убрзо схвата да је упао у Џејкобову замку; Еј-ен-Даблју искаче с пиштољем, а непознатој особи бива ’просут’ мозак... |                    |        |                 |                               |                 |           |                           |
| 90 | 9                  |        | Нелсон Макормик | Пол Шеринг                    | 30. мај 2017.   | 1AZM09    | 2,30                      |
| Открива се да је Еј-ен-Даблју упуцала Ван Гога, пошто је овај постао сумњичав око укључености Мајкла у Гејнсово убиство. Смртно рањен, Ван Гог одаје Мајклову локацију Сари. Док Џејкоб испире мозак Мајку, Мајкл се окупља са својим савезницима — међу којима је и Блу Хаваји — те смишља план како да Џејкобу зада финални ударац. Повређени Линколн бежи из болнице како би се побринуо да Луку ухапси ФБИ. Мајкл спроводи план у којем намами Џејкоба и Еј-ен-Даблју у складиште, где је припремио терен за реконструкцију Гејнсовог убиства — сада са Џејкобом као главним актером. Током сукоба, Еј-ен-Даблју убије Випа; разјарени Ти-Бег је потом усмрти голим рукама, те бива ухапшен. Мајкл наставља према циљу доказивања своје невиности, а потом бива ухапшен заједно са Џејкобом. За ово време, Линколн и Сара спасавају Мајка и хватају Теруа. Имајући у виду доказ који је Мајкл подметнуо у Џејкобов уред и сведочење Теруа, полиција ослобађа Мајкла и враћа му идентитет. Он одбије понуду да ради за Цију и одлучи да коначно почне живети нормалним животом са Саром и Мајком. Џејкоб доспева у Фокс ривер, а за цимера Мајкловом заслугом добија никог другог до Ти-Бега; остали затвореници га бодре, а он насрће на Џејкоба и почиње са својим бруталним третманом који ће негативца напослетку коштати живота. |                    |        |                 |                               |                 |           |                           |

### Специјали
| Бр. сп. | Наслов | Наратор      | Премијера                |
| --- | ------ | ------------ | ------------------------ |
| 1 |        | Марк Томпсон | 11. октобар 2005.        |
| Прву специјалну епизоду чини рекапитулација на првих седам епизода прве сезоне. Такође су укључени и снимци о томе како је настала поједина епизода, интервјуи са глумцима те информације о позадини шоуа и главним ликовима. У Сједињеним Државама и Уједињеном Краљевству, ова епизода је приказана после седме епизоде серије, док је у Аустралији, нешто дорађена верзија овог специјала — била пуштена 12. априла 2006. године између десете и једанаесте епизоде. Специјал је изашао и на ексклузивном ДВД-у до кога је могло да се дође само у Таргетовим пословницама у САД, и то уз купњу ДВД-а с целом првом сезоном. |        |              |                          |
| 2 |        | Џон Лидер    | 8. август 2007.          |
| Други специјал је пуштен пре четрнаесте епизоде, а садржи делове о будућим, преосталим епизодама сезоне. Укључује и интервјуе са члановима главне поставе: Вентвортом Милером, Домиником Перселом, Саром Вејн Калис, Вилијамом Фикнером, Вејдом Вилијамсом, Полом Ејделстајном, Робертом Непером и Сајласом Виром Мичелом. |        |              |                          |
| 3 |        | Аманда Бирам | 23. септембар 2007. (УК) |
| Трећа специјална епизода је пуштена само на каналу Скај 1 у Уједињеном Краљевству. Као и претходна два специјала, фокусира се на епизоде своје сезоне. Укључује и снимке о томе како је настала поједина епизода, као и интервјуе са глумцима; такође пружа и увид у додатне информације о позадини шоуа и нових главних ликова. |        |              |                          |
| 4 |        | TBA          | 3. март 2017.            |
| Четврти специјал који траје пола сата емитован је на каналу Фокс, месец дана пре премијере пете сезоне. Садржи закулисне снимке продукције наставка у којем је обећано извођење највећег бекства икада. |        |              |                          |

## Рејтинзи
Следећа рангирања по сезонама базирана су на одмереном укупном броју гледалаца по епизоди, генерисаном према истраживањима Нилсен медија рисерча (енгл. Nielsen Media Research). Период снимања почиње крајем септембра (почетак ТВ сезоне на мрежама у САД) и завршава крајем маја.
| С е з. | Тајмслот ()                                         | Епизоде | Премијера           | Премијера                | Завршетак         | Завршетак             | Глед. (у мил.) | #Ранг |
| С е з. | Тајмслот ()                                         | Епизоде | Датум               | Глед. премијере (у мил.) | Датум             | Глед. финала (у мил.) | Глед. (у мил.) | #Ранг |
| ------ | --------------------------------------------------- | ------- | ------------------- | ------------------------ | ----------------- | --------------------- | -------------- | ----- |
| 1      | Понедељак 21.00 ч (2005) / Понедељак 20.00 ч (2006) | 22      | 29. август 2005.    | 10,51                    | 15. мај 2006.     | 10,24                 | 9,2            | 55    |
| 2      | Понедељак 20.00 ч                                   | 22      | 21. август 2006.    | 9,37                     | 2. април 2007.    | 8,12                  | 9,3            | 51    |
| 3      | Понедељак 20.00 ч                                   | 13      | 17. септембар 2007. | 7,51                     | 18. фебруар 2008. | 7,40                  | 8,2            | 73    |
| 4      | Понедељак 21.00 ч (2008) / Уторак 20.00 ч (2009)    | 22      | 1. септембар 2008.  | 6,53                     | 15. мај 2009.     | 3,32                  | 6,1            | 68    |
| 5      | Уторак 21.00 ч (2017)                               | 9       | 4. април 2017.      | 3,83                     | 30. мај 2017.     | 2,30                  | 4,0            | 115   |

| Сезона | Сезона | Број епизоде | Број епизоде | Број епизоде | Број епизоде | Број епизоде | Број епизоде | Број епизоде | Број епизоде | Број епизоде | Број епизоде | Број епизоде | Број епизоде | Број епизоде | Број епизоде | Број епизоде | Број епизоде | Број епизоде | Број епизоде | Број епизоде | Број епизоде | Број епизоде | Број епизоде | Број епизоде | Број епизоде | Просек |
| Сезона | Сезона | 1            | 2            | 3            | 4            | 5            | 6            | 7            | 8            | 9            | 10           | 11           | 12           | 13           | 14           | 15           | 16           | 17           | 18           | 19           | 20           | 21           | 22           | 23           | 24           | Просек |
| ------ | ------ | ------------ | ------------ | ------------ | ------------ | ------------ | ------------ | ------------ | ------------ | ------------ | ------------ | ------------ | ------------ | ------------ | ------------ | ------------ | ------------ | ------------ | ------------ | ------------ | ------------ | ------------ | ------------ | ------------ | ------------ | ------ |
|        | 1      | 10,51        | 10,51        | 8,49         | 9,15         | 7,96         | 8,55         | 9,48         | 10,12        | 9,01         | 8,06         | 9,58         | 10,08        | 12,18        | 9,28         | 10,07        | 8,10         | 8,12         | 8,18         | 8,63         | 8,54         | 9,13         | 10,24        | Н/Д          | Н/Д          | 9,27   |
|        | 2      | 9,37         | 9,44         | 9,29         | 8,96         | 9,55         | 8,41         | 8,99         | 8,53         | 8,94         | 8,63         | 9,21         | 9,62         | 9,62         | 9,86         | 9,90         | 10,12        | 9,55         | 9,42         | 9,72         | 8,40         | 8,24         | 8,12         | Н/Д          | Н/Д          | 9,18   |
|        | 3      | 7,51         | 7,41         | 7,29         | 7,35         | 7,44         | 7,69         | 8,00         | 7,18         | 7,87         | 7,81         | 7,35         | 7,84         | 7,40         | Н/Д          | Н/Д          | Н/Д          | Н/Д          | Н/Д          | Н/Д          | Н/Д          | Н/Д          | Н/Д          | Н/Д          | Н/Д          | 7,55   |
|        | 4      | 6,53         | 6,53         | 6,36         | 5,79         | 5,84         | 5,28         | 5,37         | 5,45         | 5,23         | 5,38         | 5,52         | 5,25         | 5,84         | 5,40         | 5,37         | 4,98         | 3,34         | 3,06         | 3,20         | 2,99         | 3,32         | 3,32         | филм         | филм         | 4,97   |
|        | 5      | 3,83         | 3,18         | 2,44         | 2,75         | 2,35         | 2,37         | 2,41         | 1,90         | 2,30         | Н/Д          | Н/Д          | Н/Д          | Н/Д          | Н/Д          | Н/Д          | Н/Д          | Н/Д          | Н/Д          | Н/Д          | Н/Д          | Н/Д          | Н/Д          | Н/Д          | Н/Д          | 2,61   |